# Lista de pinturas de Edvard Munch

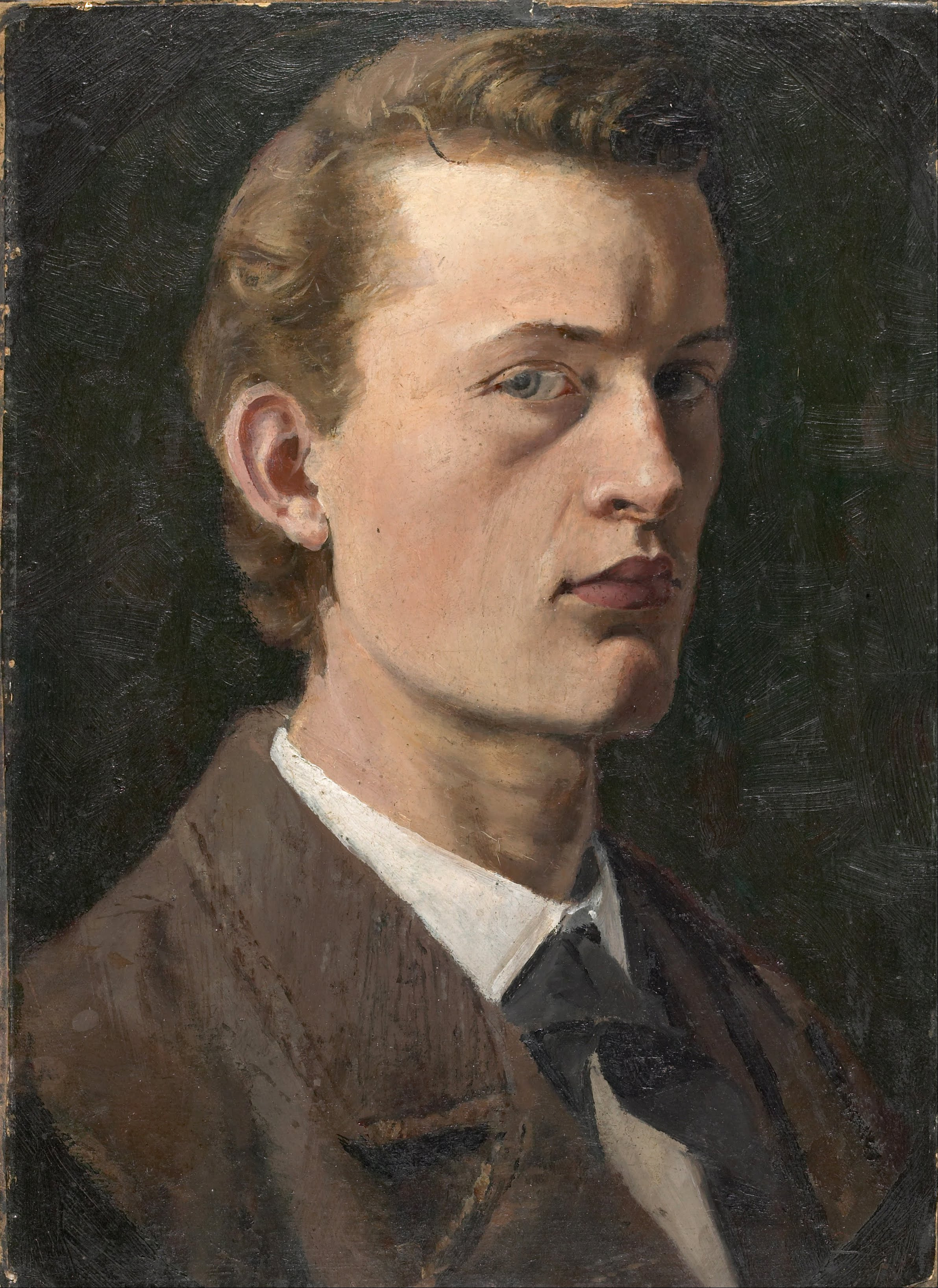
Auto-retrato, 1882 (nº 47). 26 × 19 cm. Museu Munch, Oslo

Esta é uma lista completa de pinturas de Edvard Munch (pronúncia norueguesa: /ˈmʉŋk/), 12 de dezembro de 1863 – 23 de janeiro de 1944) um pintor simbolista norueguês e um importante precursor da arte expressionista. Sua composição mais conhecida, O Grito (1893), faz parte da série The Frieze of Life, na qual Munch explorou os temas do amor, medo, morte, melancolia e ansiedade.
Por volta de 1 789 pinturas são provisoriamente creditadas a Edvard Munch. Sua carreira como pintor durou de 1880 a 1943. Munch possuía 1 006 de suas pinturas quando morreu. Ele deu todas essas pinturas como um presente de testamento ao município de Oslo quando escreveu seu testamento em 18 de abril de 1940, logo após os alemães terem ocupado a Noruega. Munch morreu em 23 de janeiro de 1944, e todas as pinturas que ele deixou estão agora no Museu Munch em Oslo, Noruega.
O Museu Munch é a coleção mais importante de obras de qualquer meio de Edvard Munch. Outras coleções importantes incluem a Galeria Nacional em Oslo, que guarda a famosa têmpera e giz de cera em papelão de 1893 de O Grito, entre outras pinturas importantes.
Esta lista é baseada no catálogo raisonné de Gerd Woll de 2008, os números e títulos em inglês de cada pintura nesta lista são idênticos aos números e títulos em inglês que são fornecidos lá.
| Número | Imagem                                                         | Nome | Ano            | Localização atual |
| ------ | -------------------------------------------------------------- | --- | -------------- | --- |
| 1      |                                                                | Telthusbakken with Gamle Aker Church                                                                          | 1880           | Desconhecida |
| 2      |                                                                | Øvre Foss | 1880           | Munch Museum, Oslo, Noruega |
| 3      |                                                                | Small Lake with Boat                                                                                          | 1880           | Munch Museum, Oslo, Noruega |
| 4      |                                                                | Horse and Wagon in front of Farm Buildings                                                                    | 1880           | Desconhecida |
| 5      |                                                                | Autumn Work in the Field                                                                                      | 1880           | Desconhecida |
| 6      |                                                                | Landscape with Woman Walking by a Lake                                                                        | 1880           | Desconhecida |
| 7      |                                                                | Landscape with Trees and Water                                                                                | 1880           | Desconhecida |
| 8      |                                                                | Autumn in the Forest                                                                                          | 1880           | Flaten Art Museum. St. Olaf College, Northfield, Minnesota, USA. Cortesia de Brunhild Telie Sather                                     |
| 9      |                                                                | Horse and Cart on a Country Road                                                                              | 1880           | Coleção particular |
| 10     |                                                                | Still Life with Pipe and Bibles                                                                               | 1880           | Coleção particular |
| 11     |                                                                | View from Fossveien                                                                                           | 1880–81        | Lillehammer Art Museum, Noruega. Coleção de Oscar Johannessen.                                                                         |
| 12     |                                                                | View from Fossveien                                                                                           | 1881           | Munch Museum, Oslo, Noruega |
| 13     |                                                                | Winter Landscape with House and Red Sky                                                                       | 1881           | Desconhecida |
| 14     |                                                                | Potted Plant on the Window-Sill                                                                               | 1881–82        | Munch Museum, Oslo, Noruega |
| 15     |                                                                | Potted Plant                                                                                                  | 1881–82        | Munch Museum, Oslo, Noruega |
| 16     |                                                                | The Living-Room of the Misses Munch in Pilestredet 61                                                         | 1881           | Munch Museum, Oslo, Noruega |
| 17     |                                                                | From Vestre Aker                                                                                              | 1881           | Galeria Nacional, Oslo, Noruega |
| 18     |                                                                | Hakloa in Maridalen                                                                                           | 1881           | Desconhecida |
| 19     |                                                                | Maridalsveien in Nydalen                                                                                      | 1881           | Desconhecida |
| 20     |                                                                | Houses in Maridalen                                                                                           | 1881           | Coleção particular |
| 21     |                                                                | From Maridalen                                                                                                | 1881           | Munch Museum, Oslo, Noruega |
| 22     |                                                                | Akerselva | 1881           | Coleção particular |
| 23     |                                                                | Landscape with Woman and Child                                                                                | 1881           | Coleção particular |
| 24     |                                                                | Landscape with a Small House and Two People                                                                   | 1881           | Coleção particular |
| 25     |                                                                | Landscape with Lake and Forest                                                                                | 1881           | Coleção particular |
| 26     |                                                                | From Bunnefjorden                                                                                             | 1881           | Munch Museum, Oslo, Noruega |
| 27     |                                                                | From Sandvika                                                                                                 | 1881           | Flaten Art Museum. St. Olaf College, Northfield, Minnesota, USA. Propriedade de Richard N. Telie                                       |
| 28     |                                                                | Man Rowing towards Land                                                                                       | 1881           | Coleção particular |
| 29     |                                                                | Bay with Boat and House                                                                                       | 1881           | Collectión Carmen Thyssen-Bornemisza no depósito do Museu Thyssen-Bornemisza, Madrid, Espanha                                          |
| 30     |                                                                | Man and Woman in Boat                                                                                         | 1881           | Coleção particular, Estocolmo |
| 31     |                                                                | Fisherman by the Water                                                                                        | 1881           | Desconhecida |
| 32     |                                                                | Christian Munch on the Couch                                                                                  | 1881           | Munch Museum, Oslo, Noruega |
| 33     |                                                                | Christian Munch on the Couch                                                                                  | 1881           | Desconhecida |
| 34     |                                                                | Study of a Landscape                                                                                          | 1881           | Desconhecida |
| 35     |                                                                | View of Grüner's Garden                                                                                       | 1881           | Coleção particular |
| 36     |                                                                | Gamle Aker Church                                                                                             | 1881–82        | Coleção particular |
| 37     |                                                                | Gamle Aker Church                                                                                             | 1881           | Munch Museum, Oslo, Noruega |
| 38     |                                                                | Gamle Aker Church                                                                                             | 1881           | Munch Museum, Oslo, Noruega |
| 39     |                                                                | Gamle Aker Church                                                                                             | 1881           | Coleção particular |
| 40     |                                                                | View from Fossveien 7 towards Bergfjerdingen                                                                  | 1881           | Munch Museum, Oslo, Noruega |
| 41     |                                                                | People on the Road in Wet Snow                                                                                | 1881           | Coleção particular |
| 42     |                                                                | Goblin with Christmas Porridge                                                                                | 1881           | Peder Andreas Lund |
| 43     |                                                                | Still Life with Jar, Apple, Walnut and Coconut                                                                | 1881           | Munch Museum, Oslo, Noruega |
| 44     |                                                                | Øvre Foss in Winter                                                                                           | 1881–82        | Desconhecida |
| 45     |                                                                | Boy in Snow                                                                                                   | 1881–82        | The World Children's Art Museum, Okazaki, Japão                                                                                        |
| 46     |                                                                | View of the City on a Winter's Day                                                                            | 1882           | Desconhecida |
| 47     |                                                                | Self-Portrait                                                                                                 | 1882           | Munch Museum, Oslo, Noruega |
| 48     |                                                                | Laura Munch                                                                                                   | 1882           | Munch Museum, Oslo, Noruega |
| 49     |                                                                | Laura Munch                                                                                                   | 1882           | Munch Museum, Oslo, Noruega |
| 50     |                                                                | Olaf Rye's Square towards South East                                                                          | 1882           | Desconhecida |
| 51     |                                                                | View across Olaf Rye's Square                                                                                 | 1882           | Coleção particular |
| 52     |                                                                | Olaf Rye's Square towards South East                                                                          | 1882           | Munch Museum, Oslo, Noruega |
| 53     |                                                                | Landscape with Waterfall and House                                                                            | 1882           | Desconhecida |
| 54     |                                                                | Evening Atmosphere at Sea                                                                                     | 1882           | Munch Museum, Oslo, Noruega |
| 55     |                                                                | Landscape with a Small Waterfall                                                                              | 1882           | Erik M. Vik |
| 56     |                                                                | Spring Landscape                                                                                              | 1882           | Coleção particular |
| 57     |                                                                | Stream in Spring                                                                                              | 1882           | Coleção particular |
| 58     |                                                                | Karen Bjølstad                                                                                                | 1882–83        | Desconhecida |
| 59     |                                                                | Man's Head with Beard                                                                                         | 1882–83        | Munch Museum, Oslo, Noruega |
| 60     |                                                                | The Errand Boy                                                                                                | 1882–84        | Coleção particular |
| 61     |                                                                | Garden with Red House                                                                                         | 1882           | Coleção particular |
| 62     |                                                                | Garden with Red House                                                                                         | 1882           | Coleção particular |
| 63     |                                                                | By the Garden Table                                                                                           | 1882           | Desconhecida |
| 64     |                                                                | Akerselva by Slåmotgangen                                                                                     | 1882           | Coleção particular |
| 65     |                                                                | Inger by the Window                                                                                           | 1882           | Coleção particular |
| 66     |                                                                | Akerselva by Nedre Foss                                                                                       | 1882           | Desconhecida |
| 67     |                                                                | Akerselva | 1882           | Munch Museum, Oslo, Noruega |
| 68     |                                                                | Birch Trees with Woman Walking                                                                                | 1882           | Desconhecida |
| 69     |                                                                | Birch Trees in the Autumn                                                                                     | 1882           | Coleção particular |
| 70     |                                                                | From Vestre Aker                                                                                              | 1882           | Desconhecida |
| 71     |                                                                | Birch Trees and Man Carrying Twigs                                                                            | 1882           | Desconhecida |
| 72     |                                                                | Autumn in Vestre Aker                                                                                         | 1882           | Coleção particular |
| 73     |                                                                | Woman on a Country Lane                                                                                       | 1882           | Coleção particular |
| 74     |                                                                | Two Boys on a Country Lane                                                                                    | 1882           | Desconhecida |
| 75     |                                                                | Thorvald Torgersen                                                                                            | 1882           | Galeria Nacional, Oslo, Noruega |
| 76     |                                                                | Thorvald Torgersen                                                                                            | 1882           | Coleção particular |
| 77     |                                                                | Head of a Boy                                                                                                 | 1882–83        | Katharina e Nathan Bernstein, Nova York                                                                                                |
| 78     |                                                                | Andreas Reading                                                                                               | 1882–83        | Desconhecida |
| 79     |                                                                | Andreas Reading                                                                                               | 1882–83        | Desconhecida |
| 80     |                                                                | Andreas Reading                                                                                               | 1882–83        | Galeria Nacional, Oslo, Noruega |
| 81     |                                                                | Self-Portrait                                                                                                 | 1882–83        | Oslo City Museum, Noruega |
| 82     |                                                                | Drive at Vaterland                                                                                            | 1882–83        | Munch Museum, Oslo, Noruega |
| 83     |                                                                | From Saxegårdsgate                                                                                            | 1882?          | Lillehammer Art Museum, Noruega. Coleção de Oscar Johannessen                                                                          |
| 84     |                                                                | Laura Munch                                                                                                   | 1883           | Munch Museum, Oslo, Noruega |
| 85     |                                                                | Otto Linthoe                                                                                                  | 1883           | Munch Museum, Oslo, Noruega |
| 86     |                                                                | Study of a Man's Head                                                                                         | 1883           | Coleção particular |
| 87     |                                                                | Study of an Old Man's Head                                                                                    | 1883           | Coleção particular, Suíça |
| 88     |                                                                | Head of an Old Man with Beard                                                                                 | 1883           | Coleção particular |
| 89     |                                                                | Study of an Old Man's Head                                                                                    | 1883           | Burton Kassell |
| 90     |                                                                | Afternoon at Olaf Rye's Square                                                                                | 1883           | Moderna Museet, Estocolmo |
| 91     |                                                                | Street Corner on Karl Johan, Grand Café                                                                       | 1883           | Munch Museum, Oslo, Noruega |
| 92     |                                                                | Christian Munch on the Couch                                                                                  | 1883           | Munch Museum, Oslo, Noruega |
| 93     |                                                                | Landscape from Asker                                                                                          | 1883–84        | Desconhecida |
| 94     |                                                                | Autumn in Asker                                                                                               | 1883–84        | Desconhecida |
| 95     |                                                                | Andreas by the Window                                                                                         | 1883           | The Art Museums em Bergen, Noruega. Bergen Art Museum (coleção de Rasmus Meyer)                                                        |
| 96     |                                                                | Andreas Reading                                                                                               | 1883           | Coleção particular |
| 97     |                                                                | The Dome of Trinity Church                                                                                    | 1883–84        | Coleção particular |
| 98     |                                                                | Study of a Head                                                                                               | 1883           | National Gallery, Oslo, Noruega |
| 99     |                                                                | Early in the Morning                                                                                          | 1883           | Coleção particular |
| 100    |                                                                | Andreas Singdahlsen                                                                                           | 1883           | Munch Museum, Oslo, Noruega |
| 101    |                                                                | Hjalmar Borgstrøm                                                                                             | 1883           | Coleção particular |
| 102    |                                                                | Portrait of a Woman                                                                                           | 1883–84        | Desconhecida |
| 103    |                                                                | Karen Bjølstad in the Rocking Chair                                                                           | 1883           | Munch Museum, Oslo, Noruega |
| 104    |                                                                | Around the Paraffin Lamp                                                                                      | 1883           | National Gallery, Oslo, Noruega |
| 105    |                                                                | At the Coffee Table                                                                                           | 1883           | Munch Museum, Oslo, Noruega |
| 106    |                                                                | At Supper | 1883–84        | Munch Museum, Oslo, Noruega |
| 107    |                                                                | The Infirmary at Helgelandsmoen                                                                               | 1884           | Munch Museum, Oslo, Noruega |
| 108    |                                                                | Fence in the Forest                                                                                           | 1884           | Desconhecida |
| 109    |                                                                | Two People on the Way to the Forest                                                                           | 1884           | Coleção particular |
| 110    |                                                                | Morning | 1884           | The Art Museums em Bergen, Noruega. Bergen Art Museum (coleção de Rasmus Mayer)                                                        |
| 111    |                                                                | Christian Munch                                                                                               | 1884           | Coleção particular |
| 112    |                                                                | Portrait Studies                                                                                              | 1884?          | Desconhecida |
| 113    |                                                                | Inger Munch in Black                                                                                          | 1884           | Galeria Nacional, Oslo, Noruega |
| 114    |                                                                | Street in Winter                                                                                              | 1885           | Coleção particular |
| 115    |                                                                | Ball | 1885           | Coleção particular |
| 116    |                                                                | Tête-à-tête                                                                                                   | 1885           | Munch Museum, Oslo, Noruega |
| 117    |                                                                | Karl Johan | 1885–86        | Paleet, Oslo, Noruega |
| 118    |                                                                | Girl's Head                                                                                                   | 1885           | Coleção particular |
| 119    |                                                                | Dagny Konow                                                                                                   | 1885           | Blomqvist Art Dealer, Oslo, Noruega |
| 120    |                                                                | Study of an Old Man's Head                                                                                    | 1885–86        | Stenersen Museum, Oslo, Noruega. Presente de Rolf E. Stenersen à cidade de Oslo                                                        |
| 121    |                                                                | Fredrik Lidemark                                                                                              | 1885           | Coleção particular |
| 122    |                                                                | Karl Jensen-Hjell                                                                                             | 1885           | Coleção particular |
| 123    |                                                                | Klemens Stang                                                                                                 | 1885–86        | Sørlandets Art Museum, Kristiansand, Noruega                                                                                           |
| 124    |                                                                | Christian Munch with Pipe                                                                                     | 1885           | Munch Museum, Oslo, Noruega |
| 125    |                                                                | Karen Bjølstad                                                                                                | 1885–86        | The Art Museums em Bergen, Noruega. Bergen Art Museum (coleção de Rasmus Meyer)                                                        |
| 126    |                                                                | Jørgen Sørensen                                                                                               | 1885           | Galeria Nacional, Oslo, Noruega |
| 127    |                                                                | Andreas Munch                                                                                                 | 1885           | Coleção particular |
| 128    |                                                                | Cabaret | 1885–86        | Stenersen Museum, Oslo, Noruega. Presente de Rolf E. Stenersen à cidade de Oslo                                                        |
| 129    |                                                                | The Sickroom                                                                                                  | 1885–86        | Stenersen Museum, Oslo, Noruega. Presente de Rolf E. Stenersen à cidade de Oslo                                                        |
| 130    |                                                                | The Sick Child                                                                                                | 1885–86        | Galeria Nacional, Oslo, Noruega |
| 131    |                                                                | Red-Haired Girl with White Rat                                                                                | 1886           | Kunstmuseum Basel – em posse permanente de Die Freunde der Kunstmuseums und des Museums für Gegenwartskunst Basel                      |
| 132    |                                                                | Girl on the Piano                                                                                             | 1886           | Munch Museum, Oslo, Noruega |
| 133    |                                                                | Auto-retrato                                                                                                  | 1886           | Galeria Nacional, Oslo, Noruega |
| 134    |                                                                | Andreas Munch Studying Anatomy                                                                                | 1886           | Munch Museum, Oslo, Noruega |
| 135    |                                                                | Afternoon Nap                                                                                                 | 1886           | Munch Museum, Oslo, Noruega |
| 136    |                                                                | Boat with Three Boys                                                                                          | 1886?          | Munch Museum, Oslo, Noruega |
| 137    |                                                                | Man on the Veranda                                                                                            | 1886           | Kreeger Museum, Washington, DC. EUA |
| 138    |                                                                | From Hisøya near Arendal                                                                                      | 1886           | Desconhecida |
| 139    |                                                                | Woman and Children in Arendal                                                                                 | 1886           | Coleção particular |
| 140    |                                                                | Thorvald Torgersen                                                                                            | 1886           | Stenersen Museum, Oslo, Noruega. Presente de Rolf E. Stenersen à cidade de Oslo                                                        |
| 141    |                                                                | Puberty | 1886           | Perdido em incêndio |
| 142    |                                                                | The Day After                                                                                                 | 1886–89        | Perdido em incêndio em 1890 |
| 143    |                                                                | Seated Young Girl                                                                                             | Approx. 1887   | Coleção particular |
| 144    |                                                                | Betzy Nilsen                                                                                                  | 1887           | Roubado da Galeria Nacional da Noruega em 1993                                                                                         |
| 145    |                                                                | Halvard Stub Holmboe                                                                                          | 1887           | The Art Museums em Bergen. Bergen Art Museum (coleção de Rasmus Meyer)                                                                 |
| 146    |                                                                | Jacob Torkildsen                                                                                              | Approx. 1887   | Stenersen Museum, Oslo, Noruega. Presente de Rolf E. Stenersen à cidade de Oslo                                                        |
| 147    |                                                                | Forest Landscape with Small Lake                                                                              | 1887           | Coleção particular |
| 148    |                                                                | Veierland near Tønsberg                                                                                       | 1887           | Galeria Nacional, Oslo, Noruega |
| 149    |                                                                | Two Men by the Window                                                                                         | Approx. 1887   | Coleção particular |
| 150    |                                                                | Law | 1887           | Coleção particular |
| 151    |                                                                | Kristiania Bohemians                                                                                          | 1887–88        | Perdido em um incêndio em 1907 |
| 152    |                                                                | Self-Portrait                                                                                                 | 1888?          | Munch Museum, Oslo, Noruega |
| 153    |                                                                | Marius Selmer                                                                                                 | 1888           | Desconhecida |
| 154    |                                                                | Bendix Lange                                                                                                  | 1888           | Coleção particular |
| 155    |                                                                | Beach | 1888           | Munch Museum, Oslo, Noruega |
| 156    |                                                                | The Tønsberg Fjord                                                                                            | 1888           | Coleção particular |
| 157    |                                                                | On the Pier                                                                                                   | 1888           | Desconhecida |
| 158    |                                                                | Man Binding Fishnet                                                                                           | 1888           | Christian Mustad, Suíça |
| 159    |                                                                | Karen Bjølstad                                                                                                | 1888           | Munch Museum, Oslo, Noruega |
| 160    |                                                                | Evening | 1888           | Coleção particular |
| 161    |                                                                | Summer Day on the Pier                                                                                        | 1888           | Coleção particular |
| 162    |                                                                | Laura and Inger in the Summer Sun                                                                             | 1888           | Coleção particular |
| 163    |                                                                | Evening | 1888           | Museo Thyssen-Bornemisza, Madrid, Spain                                                                                                |
| 164    |                                                                | Inger in Sunshine                                                                                             | 1888           | The Art Museums in Bergen, Norway. Bergen Art Museum (Rasmus Meyer's collection)                                                       |
| 165    |                                                                | At the General Store in Vrengen                                                                               | 1888           | Lillehammer Art Museum, Norway. Oscar Johannessen's collection                                                                         |
| 166    |                                                                | Andreas Bjølstad                                                                                              | 1888           | Munch Museum, Oslo, Noruega |
| 167    |                                                                | Aasta Carlsen                                                                                                 | 1888–89        | Munch Museum, Oslo, Noruega |
| 168    |                                                                | Man Standing in the Doorway                                                                                   | 1889           | Erik M. Vik |
| 169    |                                                                | Karl Dørnberger                                                                                               | 1889           | Museum der bildenden Künste, Leipzig, Germany                                                                                          |
| 170    |                                                                | Charlotte Dørnberger                                                                                          | 1889           | Coleção particular |
| 171    |                                                                | Georg Stang                                                                                                   | 1889           | Epstein Family Collection, Washington DC, USA                                                                                          |
| 172    |                                                                | John Hazeland on his Deathbed                                                                                 | 1889           | Coleção particular |
| 173    |                                                                | Spring | 1889           | National Gallery, Oslo, Noruega |
| 174    |                                                                | Hans Jæger | 1889           | National Gallery, Oslo, Noruega |
| 175    |                                                                | From Karl Johan                                                                                               | 1889           | Munch Museum, Oslo, Noruega |
| 176    |                                                                | Music on Karl Johan                                                                                           | 1889           | Kunsthaus Zürich, Switzerland |
| 177    |                                                                | Beach Landscape from Åsgårdstrand                                                                             | 1889           | Coleção particular, Bermuda |
| 178    |                                                                | Beach | 1889           | Coleção particular |
| 179    |                                                                | From Åsgårdstrand                                                                                             | 1889           | Desconhecida |
| 180    |                                                                | Beach Landscape                                                                                               | 1889           | Wallraf-Richartz Museum, Cologne, Germany. Fondation Corboud                                                                           |
| 181    |                                                                | Shore | 1889           | Coleção particular |
| 182    |                                                                | Summer Night. Inger on the Beach                                                                              | 1889           | The Art Museums in Bergen. Bergen Art Museum (Rasmus Meyer's collection)                                                               |
| 183    |                                                                | Summer Evening                                                                                                | 1889           | Statens Museum for Kunst, Copenhagen, Denmark                                                                                          |
| 184    |                                                                | Summer | 1889           | Stenersen Museum, Oslo, Noruega. A gift from Rolf E. Stenersen to the city of Oslo                                                     |
| 185    |                                                                | Summer in Åsgårdstrand                                                                                        | 1889           | Desconhecida |
| 186    |                                                                | Morten Damme's House near Åsgardstrand                                                                        | 1889           | Coleção particular, USA |
| 187    |                                                                | Standing Female Nude                                                                                          | 1889?          | Stenersen Museum, Oslo, Noruega. A gift from Rolf E. Stenersen to the city of Oslo                                                     |
| 188    |                                                                | A French Tavern (Two Men and a Woman)                                                                         | 1890           | Lost in a fire in the autumn of 1890                                                                                                   |
| 189    |                                                                | The Canal near Paris (with a Small Streamboat)                                                                | 1890           | Lost in a fire in the autumn of 1890                                                                                                   |
| 190    |                                                                | A Woman (in Half-figure) with Landscape (Returned from Victoria terrasse)                                     | 1890?          | Lost in a fire in the autumn of 1890                                                                                                   |
| 191    |                                                                | A Small Beach Study                                                                                           | 1890?          | Lost in a fire on the autumn of 1890                                                                                                   |
| 192    |                                                                | Night in Saint-Cloud                                                                                          | 1890           | National Gallery, Oslo, Noruega |
| 193    |                                                                | The Seine at Saint-Cloud                                                                                      | 1890           | Frances Lehman Loeb Art Center, Vassar College, Poughkeepsie, New York, USA                                                            |
| 194    |                                                                | The Seine at Saint-Cloud                                                                                      | 1890           | Desconhecida |
| 195    |                                                                | The Seine at Saint-Cloud                                                                                      | 1890           | Coleção particular |
| 196    |                                                                | The Seine at Saint-Cloud                                                                                      | 1890           | Coleção particular |
| 197    |                                                                | The Seine at Saint-Cloud                                                                                      | 1890           | Stenersen Museum, Oslo, Noruega. A gift from Rolf E. Stenersen to the city of Oslo                                                     |
| 198    |                                                                | The Seine at Saint-Cloud                                                                                      | 1890           | Coleção particular |
| 199    |                                                                | The Seine at Saint-Cloud                                                                                      | 1890           | Coleção particular |
| 200    |                                                                | The Seine at Saint-Cloud                                                                                      | 1890           | Coleção particular |
| 201    |                                                                | The Seine at Saint-Cloud                                                                                      | 1890           | Munch Museum, Oslo, Noruega |
| 202    |                                                                | At the Wine Merchant's                                                                                        | 1890           | Coleção particular |
| 203    |                                                                | In the Bar | 1890           | Städtische Galerie im Städelschen Kunstinstitut, Frankfurt am Main, Germany                                                            |
| 204    |                                                                | In the Café                                                                                                   | 1890           | Munch Museum, Oslo, Noruega |
| 205    |                                                                | Norwegian Spring Landscape                                                                                    | 1890           | Desconhecida |
| 206    |                                                                | Landscape | 1890           | Desconhecida |
| 207    |                                                                | The Streamboat Arrives                                                                                        | 1890           | Coleção particular |
| 208    |                                                                | Beach | 1890           | Coleção particular |
| 209    |                                                                | Spring Day on Karl Johan                                                                                      | 1890           | The Art Museums in Bergen, Norway. Bergen Art Museum (Bergen Billedgalleri)                                                            |
| 210    |                                                                | Sunny Day in Åsgårdstrand                                                                                     | 1890           | Desconhecida |
| 211    |                                                                | Garden Path                                                                                                   | 1890           | Desconhecida |
| 212    |                                                                | Woman in Evening Landscape                                                                                    | 1890           | Munch Museum, Oslo, Noruega |
| 213    |                                                                | Landscape | 1890           | The Art Museums in Bergen, Norway. Bergen Art Museum (Rasmus Meyer's collection)                                                       |
| 214    |                                                                | View from Hauketo                                                                                             | 1890           | Coleção particular |
| 215    |                                                                | View from Hauketo                                                                                             | 1890           | Desconhecida |
| 216    |                                                                | Landscape | 1890           | Munch Museum, Oslo, Noruega |
| 217    |                                                                | The Absinth Drinkers                                                                                          | 1890           | Coleção particular |
| 218    |                                                                | Two Children                                                                                                  | 1890           | Coleção particular |
| 219    |                                                                | Under the Palm Trees in Nice                                                                                  | 1891           | Coleção particular |
| 220    |                                                                | Afternoon on the Promenade des Anglais                                                                        | 1891           | Coleção particular |
| 221    |                                                                | Morning on the Promenade des Anglais                                                                          | 1891           | Coleção particular |
| 222    |                                                                | Sunny Day in Nice                                                                                             | 1891           | Coleção particular |
| 223    |                                                                | Rooftops in Nice                                                                                              | 1891           | Desconhecida |
| 224    |                                                                | Night in Nice                                                                                                 | 1891           | National Gallery, Oslo, Noruega |
| 225    |                                                                | Fisherboy from Nice                                                                                           | 1891           | Coleção particular |
| 226    |                                                                | Fisherboy from Nice                                                                                           | 1891–92        | Desconhecida |
| 227    |                                                                | Fisherboy from Nice                                                                                           | 1891           | Tina and Andrew Brozman's collection                                                                                                   |
| 228    |                                                                | Boy's Head | 1891           | Moss Kunstforening |
| 229    |                                                                | Young Woman in Blue                                                                                           | 1891           | Coleção particular |
| 230    |                                                                | Young Woman in Blue                                                                                           | 1891           | The Art Museums in Bergen, Norway. Bergen Art Museum (Rasums Meyer's collection)                                                       |
| 231    |                                                                | Model Scratching her Arm                                                                                      | 1891           | Munch Museum, Oslo, Noruega |
| 232    |                                                                | Rue Lafayette                                                                                                 | 1891           | National Gallery, Oslo, Noruega |
| 233    |                                                                | Rue de Rivoli                                                                                                 | 1891           | Fogg Art Museum, Harvard Art Museums, USA. A gift from Rudolf Serkin                                                                   |
| 234    |                                                                | Sunday in Åsgardstrand                                                                                        | 1891           | The Art Museums in Bergen, Norway. Bergen Art Museum (Rasmus Meyer's collection)                                                       |
| 235    |                                                                | Young Blond Girl                                                                                              | 1891           | Coleção particular |
| 236    |                                                                | Summer Evening in Åsgardstrand                                                                                | 1891           | Desconhecida |
| 237    |                                                                | In Open Air                                                                                                   | 1891           | Munch Museum, Oslo, Noruega |
| 238    |                                                                | Summer | 1891           | Desconhecida |
| 239    |                                                                | Eroticism on a Summer Evening                                                                                 | 1891           | Munch Museum, Oslo, Noruega |
| 240    |                                                                | Karl Johan in the Rain                                                                                        | 1891           | Munch Museum, Oslo, Noruega |
| 241    |                                                                | Evening. Melancholy                                                                                           | 1891           | Munch Museum, Oslo, Noruega |
| 242    |                                                                | Woman in Blue against Blue Water                                                                              | 1891           | Coleção particular |
| 243    |                                                                | Old Fisherman                                                                                                 | 1891           | Desconhecida |
| 244    |                                                                | Pine Forest                                                                                                   | 1891–92        | Coleção particular |
| 245    |                                                                | Summer Day in the Forest                                                                                      | 1891           | Desconhecida |
| 246    |                                                                | Forest Landscape                                                                                              | 1891           | Desconhecida |
| 247    |                                                                | From Nordstrand                                                                                               | 1891           | The Art Museums in Bergen, Norway. Bergen Art Museum (Rasmus Meyer's collection)                                                       |
| 248    |                                                                | Landscape in Moonlight                                                                                        | 1891           | The Art Museums in Bergen, Norway. Bergen Art Museum (Stenersen's collection)                                                          |
| 249    |                                                                | Woman by the Balustrade                                                                                       | 1891           | Horten, Norway |
| 250    |                                                                | Inger in a White Blouse                                                                                       | 1891           | Munch Museum, Oslo, Noruega |
| 251    |                                                                | Jappe Nilssen                                                                                                 | 1891           | Coleção particular |
| 252    |                                                                | Arve Arvesen                                                                                                  | 1891           | Coleção particular |
| 253    |                                                                | Gunnar Heiberg                                                                                                | 1891           | Coleção particular |
| 254    |                                                                | Helge Rode | 1891           | The Museum of National History, Fredriksborg Palace, Hillerød, Denmark                                                                 |
| 255    |                                                                | Olga Buhre | 1891           | Statens Museum for Kunst, Copenhagen, Denmark                                                                                          |
| 256    |                                                                | Alexandra Thaulow                                                                                             | 1891           | Von der Heydt Museum, Wuppertal, Germany                                                                                               |
| 257    |                                                                | Kiss by the Window                                                                                            | 1891           | Munch Museum, Oslo, Noruega |
| 258    |                                                                | The Day After                                                                                                 | 1891–92        | Probably lost |
| 259    |                                                                | Childhood Memory                                                                                              | 1892           | Munch Museum, Oslo, Noruega |
| 260    |                                                                | Childhood Memory                                                                                              | 1892           | Desconhecida |
| 261    |                                                                | Gamblers in Monte Carlo                                                                                       | 1892           | Munch Museum, Oslo, Noruega |
| 262    |                                                                | Gamblers in Monte Carlo                                                                                       | 1892           | Coleção particular |
| 263    |                                                                | At the Roulette Table in Monte Carlo                                                                          | 1892           | Munch Museum, Oslo, Noruega |
| 264    |                                                                | Sick Mood at Sunset. Despair                                                                                  | 1892           | Thiel Gallery, Stockholm, Sweden |
| 265    |                                                                | Cypress in Moonlight                                                                                          | 1892           | Coleção particular |
| 266    |                                                                | Kiss by the Window                                                                                            | 1892           | National Gallery, Oslo, Noruega |
| 267    |                                                                | The Kiss | 1892           | Coleção particular |
| 268    |                                                                | The Girl by the Window                                                                                        | 1892           | Probably lost |
| 269    |                                                                | Woman Combing her Hair                                                                                        | 1892           | The Art Museums in Bergen, Norway. Bergen Art Museum (Rsmus Meyer's collection)                                                        |
| 270    |                                                                | Woman Looking in the Mirror                                                                                   | 1892           | Coleção particular |
| 271    |                                                                | After the Bath                                                                                                | 1892           | Erik M. Vik |
| 272    |                                                                | From the Riviera                                                                                              | 1892           | Munch Museum, Oslo, Noruega |
| 273    |                                                                | From the Riviera                                                                                              | 1892           | Probably lost |
| 274    |                                                                | Moonlight by the Mediterranean                                                                                | 1892           | National Gallery, Oslo, Noruega |
| 275    |                                                                | A Pine | 1892           | Coleção particular |
| 276    |                                                                | Trees by the Mediterranean                                                                                    | 1892           | Galerie výtvarného umění v Ostravě, Ostrava, Czech Republic                                                                            |
| 277    |                                                                | From the Riviera                                                                                              | 1892           | Coleção particular |
| 278    |                                                                | Men Flocking round Women in Light Clothing                                                                    | 1892           | Probably lost |
| 279    |                                                                | Forest | 1892           | The Art Museums in Bergen. Bergen Art Museum (Stenersen's collection)                                                                  |
| 280    |                                                                | Moonlight on the Beach                                                                                        | 1892           | The Art Museums in Bergen, Norway. Bergen Art Museum (Rasmus Meyer's collection)                                                       |
| 281    |                                                                | Mystery on the Shore                                                                                          | 1892           | Coleção particular |
| 282    |                                                                | Mystery on the Shore                                                                                          | 1892           | Sammlung Würth, Künzelsau |
| 283    |                                                                | Two Human Beings. The Lonely Ones                                                                             | 1892           | Lost during an explosion on 9 December 1901                                                                                            |
| 284    |                                                                | Melancholy | 1892           | National Gallery, Oslo, Noruega |
| 285    |                                                                | Night in Saint-Cloud                                                                                          | 1892           | Coleção particular |
| 286    |                                                                | Night in Saint-Cloud                                                                                          | 1892–93        | Coleção particular |
| 287    |                                                                | Night in Saint-Cloud                                                                                          | 1892           | Coleção particular |
| 288    |                                                                | Vision | 1892           | Munch Museum, Oslo, Noruega |
| 289    |                                                                | The Water Lilies                                                                                              | 1892–93        | Coleção particular |
| 290    |                                                                | Evening on Karl Johan                                                                                         | 1892           | The Art Museums in Bergen, Norway. Bergen Art Museum (Rasmus Meyer's collection)                                                       |
| 291    |                                                                | From Nordstrand                                                                                               | 1892           | Coleção particular |
| 292    |                                                                | On the Veranda                                                                                                | 1892           | Munch Museum, Oslo, Noruega |
| 293    |                                                                | Inger by the Window                                                                                           | 1892           | Coleção particular |
| 294    |                                                                | Inger in Black and Violet                                                                                     | 1892           | National Gallery, Oslo, Noruega |
| 295    |                                                                | Seated Young Woman                                                                                            | 1892           | The Art Museums in Bergen, Norway. Bergen Art Museum (Rasmus Meyer's collection)                                                       |
| 296    |                                                                | Autumn Rain                                                                                                   | 1892           | Coleção particular |
| 297    |                                                                | Jakob Bratland                                                                                                | 1892           | Munch Museum, Oslo, Noruega |
| 298    |                                                                | Ludvig Meyer                                                                                                  | 1892           | Trondheim Kunstmuseum, Norway |
| 299    |                                                                | Thor Lütken                                                                                                   | 1892           | Coleção particular |
| 300    |                                                                | Ragnhild and Dagny Juel                                                                                       | 1892–93        | Desconhecida |
| 301    |                                                                | Portrait of August Strindberg                                                                                 | 1892           | Moderna Museet, Stockholm, Sweden |
| 302    |                                                                | Night in Saint-Cloud                                                                                          | 1893           | Coleção particular |
| 303    |                                                                | The Girl by the Window                                                                                        | 1893           | Art Institute of Chicago, Illinois, USA                                                                                                |
| 304    |                                                                | Study of a Model                                                                                              | 1893           | Solomon R. Guggenheim Foundation, New York, USA                                                                                        |
| 305    |                                                                | Separation | 1893           | Munch Museum, Oslo, Noruega |
| 306    |                                                                | Woman with Red Hat                                                                                            | 1893–94        | Gothenburg Museum of Art, Sweden |
| 307    |                                                                | Symbolic Study                                                                                                | 1893–94        | Munch Museum, Oslo, Noruega |
| 308    |                                                                | Portrait of a Man                                                                                             | 1893–94        | Munch Museum, Oslo, Noruega |
| 309    |                                                                | Woman's head against a red Background                                                                         | 1893–94        | Munch Museum, Oslo, Noruega |
| 310    |                                                                | Self-Portrait under the Mask of a Woman                                                                       | 1893           | Munch Museum, Oslo, Noruega |
| 311    |                                                                | Seated Nude and Grotesque Masque                                                                              | 1893           | Munch Museum, Oslo, Noruega |
| 312    |                                                                | Sunrise in the Harbour                                                                                        | 1893–94        | Munch Museum, Oslo, Noruega |
| 313    |                                                                | Rosa and Amelie                                                                                               | 1893           | Stenersen Museum, Oslo, Noruega. Rolf E. Stenersen's gift to the city of Oslo                                                          |
| 314    |                                                                | Sunrise in Åsgårdstrand                                                                                       | 1893–94        | Coleção particular |
| 315    |                                                                | Summer Night                                                                                                  | 1893           | The Art Museums in Bergen. Bergen Art Museum (Bergen Billedgalleri)                                                                    |
| 316    |                                                                | Melancholy | 1893           | Munch Museum, Oslo, Noruega |
| 317    |                                                                | Death at the Helm                                                                                             | 1893           | Munch Museum, Oslo, Noruega |
| 318    |                                                                | Summer Night. Mermaid                                                                                         | 1893           | Munch Museum, Oslo, Noruega |
| 319    |                                                                | Summer Night's Dream. The Voice                                                                               | 1893           | Museum of Fine Arts, Boston, Massachusetts, USA                                                                                        |
| 320    |                                                                | Starry Night                                                                                                  | 1893           | The J. Paul Getty Museum, Los Angeles, California, USA                                                                                 |
| 321    |                                                                | Starry Night                                                                                                  | 1893           | Von der Heydt Museum, Wuppertal, Germany                                                                                               |
| 322    |                                                                | Moonlight | 1893           | National Gallery, Oslo, Noruega |
| 323    |                                                                | House in Moonlight                                                                                            | 1893–95        | The Art Museums in Bergen. Bergen Art Museum (Rasmus Meyer's collection)                                                               |
| 324    |                                                                | The Storm | 1893           | Museum of Modern Art, New York, USA |
| 325    |                                                                | Death and Spring                                                                                              | 1893           | Munch Museum, Oslo, Noruega |
| 326    |                                                                | The Angel of Death                                                                                            | 1893           | Munch Museum, Oslo, Noruega |
| 327    |                                                                | By the Deathbed. Fever                                                                                        | 1893           | Munch Museum, Oslo, Noruega |
| 328    |                                                                | Death in the Sickroom                                                                                         | 1893           | Munch Museum, Oslo, Noruega |
| 329    |                                                                | Death in the Sickroom                                                                                         | 1893           | National Gallery, Oslo, Noruega |
| 330    |                                                                | Death in the Sickroom                                                                                         | 1893           | Munch Museum, Oslo, Noruega |
| 331    |                                                                | Vampire | 1893           | Munch Museum, Oslo, Noruega |
| 332    |                                                                | The Scream | 1893           | Munch Museum, Oslo, Noruega |
| 333    |                                                                | The Scream | 1893           | National Gallery, Oslo, Noruega |
| 334    |                                                                | Vampire | 1893           | Gothenburg Museum of Art, Sweden |
| 335    |                                                                | Vampire | 1893           | Munch Museum, Oslo, Noruega |
| 336    |                                                                | The Hands | 1893–94        | Munch Museum, Oslo, Noruega |
| 337    |                                                                | Dagny Juel Przybyszewska                                                                                      | 1893           | Munch Museum, Oslo, Noruega |
| 338    |                                                                | Helge Bäckström                                                                                               | 1893           | Thiel Gallery, Stockholm, Sweden |
| 339    |                                                                | Minchen Torkildsen                                                                                            | 1893           | Desconhecida |
| 340    |                                                                | Ragnhild Bäkström                                                                                             | 1894           | National Gallery, Oslo, Noruega |
| 341    |                                                                | Botho Graf Schwerin                                                                                           | 1894           | Munch Museum, Oslo, Noruega |
| 342    |                                                                | Ebehard von Bodenhausen                                                                                       | 1894           | Desconhecida |
| 343    |                                                                | Julius Meier-Graefe                                                                                           | 1894           | National Gallery, Oslo, Noruega |
| 344    |                                                                | Separation | 1894           | Munch Museum, Oslo, Noruega |
| 345    |                                                                | Death and Life                                                                                                | 1894           | Munch Museum, Oslo, Noruega |
| 346    |                                                                | Puberty | 1894           | Munch Museum, Oslo, Noruega |
| 347    |                                                                | Puberty | 1894–95        | National Gallery, Oslo, Noruega |
| 348    |                                                                | The Day After                                                                                                 | 1894           | National Gallery, Oslo, Noruega |
| 349    | Ficheiro:Edvard Munch - Vampire (1894), Coleção particular.jpg | Vampire | 1894           | Coleção particular |
| 350    |                                                                | Selma Fontheim                                                                                                | 1894           | Hamburger Kunsthalle, Hamburg, Germany                                                                                                 |
| 351    |                                                                | Selma Fontheim                                                                                                | 1894           | Barony Rosendal, Kvinnherad, Norway |
| 352    |                                                                | Nora Mengelberg                                                                                               | 1894           | Coleção particular |
| 353    |                                                                | Ludvig Meyer's Children                                                                                       | 1894           | Foundation Gemäldesammlung Emil Bretschger / Kunstmuseum Bern, Switzerland                                                             |
| 354    |                                                                | Stanislaw Przybyszewski                                                                                       | 1894           | Munch Museum, Oslo, Noruega |
| 355    |                                                                | Inger in a Red Dress                                                                                          | 1894           | Harvard Art Museums: Busch-Reisinger Museum, Cambridge, Massachusetts, USA. Gift of Lynn G. Straus in memory of Philip A. Straus       |
| 356    |                                                                | Bathing Women                                                                                                 | 1894           | Coleção particular |
| 357    |                                                                | Bathers | 1894           | Probably lost |
| 358    |                                                                | Bathing Boys                                                                                                  | 1894           | National Gallery, Oslo, Noruega |
| 359    |                                                                | Melancholy | 1894           | Coleção particular |
| 360    |                                                                | Melancholy | 1894–96        | The Art Museums in Bergen, Norway. Bergen Art Museum (Rasmus Meyer's collection)                                                       |
| 361    |                                                                | Woman. Sphinx                                                                                                 | 1894           | Munch Museum, Oslo, Noruega |
| 362    |                                                                | Woman | 1894           | The Art Museums in Bergen, Norway. Bergen Art Museum (Rasmus Meyer's collection)                                                       |
| 363    |                                                                | Anxiety | 1894           | Munch Museum, Oslo, Noruega |
| 364    |                                                                | Despair | 1894           | Munch Museum, Oslo, Noruega |
| 365    |                                                                | Madonna | 1894           | Munch Museum, Oslo, Noruega |
| 366    |                                                                | Madonna | 1894–95        | National Gallery, Oslo, Noruega |
| 367    |                                                                | Madonna | 1895           | Hamburger Kunsthalle, Hamburg, Germany. Dauerleihgabe der Stiftung zur Förderung der Hamburgischen Kunstsammlungen                     |
| 368    |                                                                | Madonna | 1895–97        | Steven A. Cohen |
| 369    |                                                                | Madonna | 1895–97        | Catherine Woodard and Nelson Blitz jr.                                                                                                 |
| 370    |                                                                | Berlin Model                                                                                                  | 1895           | Harvard Art Museums: Busch-Reisinger Museum, Cambridge, Massachusetts, USA                                                             |
| 371    |                                                                | Cabaret | 1895           | Munch Museum, Oslo, Noruega |
| 372    |                                                                | The Scream | 1895           | Leon Black |
| 373    |                                                                | Vampire | 1895           | Desconhecida |
| 374    |                                                                | The Smell of Death                                                                                            | 1895           | Munch Museum, Oslo, Noruega |
| 375    |                                                                | The Smell of Death                                                                                            | 1895           | Munch Museum, Oslo, Noruega |
| 376    |                                                                | At the Deathbed                                                                                               | 1895           | The Art Museums in Bergen, Norway. Bergen Art Museum (Rasmus Meyer's collection)                                                       |
| 377    |                                                                | Vampire | 1895           | Munch Museum, Oslo, Noruega |
| 378    |                                                                | Ashes | 1895           | National Gallery, Oslo, Noruega |
| 379    |                                                                | Jealousy | 1895           | The Art Museums in Bergen, Norway. Bergen Art Museum (Rasmus Meyer's collection)                                                       |
| 380    |                                                                | Beach in Åsgårdstrand                                                                                         | 1895           | Coleção particular |
| 381    |                                                                | Moonlight | 1895           | National Gallery, Oslo, Noruega |
| 382    |                                                                | Self-Portrait with Cigarette                                                                                  | 1895           | National Gallery, Oslo, Noruega |
| 383    |                                                                | Stanislaw Przybyszewski                                                                                       | 1895           | Munch Museum, Oslo, Noruega |
| 384    |                                                                | Oscar and Ingeborg Heiberg                                                                                    | 1895–96        | Munch Museum, Oslo, Noruega |
| 385    |                                                                | Half-Nude in a Black Skirt                                                                                    | 1896           | Munch Museum, Oslo, Noruega |
| 386    |                                                                | Study of a Nude                                                                                               | 1896           | Munch Museum, Oslo, Noruega |
| 387    |                                                                | Young Woman Washing herself                                                                                   | 1896           | National Gallery, Oslo, Noruega |
| 388    |                                                                | Seated Nude against a Red Background                                                                          | 1896           | National Gallery, Oslo, Noruega |
| 389    |                                                                | Seated Nude with her Back Turned                                                                              | 1896           | The Art Museums in Bergen. Bergen Art Museum (Rasmus Meyer's collection)                                                               |
| 390    |                                                                | The Mermaid                                                                                                   | 1896           | Philadelphia Museum of Art, Pennsylvania, USA                                                                                          |
| 391    |                                                                | Summer Landscape                                                                                              | 1896           | Munch Museum, Oslo, Noruega |
| 392    |                                                                | The Sick Child                                                                                                | 1896           | Gothenburg Museum of Art, Sweden |
| 393    |                                                                | Separation | 1896           | Munch Museum, Oslo, Noruega |
| 394    |                                                                | Summer Night. The Voice                                                                                       | 1896           | Munch Museum, Oslo, Noruega |
| 395    |                                                                | The Girl by the Window                                                                                        | 1896–97        | Coleção particular |
| 396    |                                                                | Bathing Woman                                                                                                 | 1896–97        | Munch Museum, Oslo, Noruega |
| 397    |                                                                | The Kiss | 1896–97        | Coleção particular |
| 398    |                                                                | Women in a Swimming Pool                                                                                      | 1896–97        | Munch Museum, Oslo, Noruega |
| 399    |                                                                | Paul Herrmann and Paul Contard                                                                                | 1897           | Belvedere, Vienna, Austria |
| 400    |                                                                | The Kiss | 1897           | Munch Museum, Oslo, Noruega |
| 401    |                                                                | The Kiss | 1897           | Munch Museum, Oslo, Noruega |
| 402    |                                                                | Inheritance                                                                                                   | 1897–99        | Munch Museum, Oslo, Noruega |
| 403    |                                                                | Women in Hospital                                                                                             | 1897           | Munch Museum, Oslo, Noruega |
| 404    |                                                                | Mother and Daughter                                                                                           | 1897–99        | National Gallery, Oslo, Noruega |
| 405    |                                                                | Two Women in a Landscape                                                                                      | 1897–99        | Munch Museum, Oslo, Noruega |
| 406    |                                                                | Old Man with a Beard                                                                                          | 1897–99        | Munch Museum, Oslo, Noruega |
| 407    |                                                                | Brothel Scene                                                                                                 | 1897–99        | Munch Museum, Oslo, Noruega |
| 408    |                                                                | Hospital Ward                                                                                                 | 1897–99        | Munch Museum, Oslo, Noruega |
| 409    |                                                                | Bathing Boys                                                                                                  | 1897–98        | Munch Museum, Oslo, Noruega |
| 410    |                                                                | Bathing Boys                                                                                                  | 1897–99        | Coleção particular |
| 411    |                                                                | Bathing Girls                                                                                                 | 1897–99        | Munch Museum, Oslo, Noruega |
| 412    |                                                                | Bathing Children                                                                                              | 1897–99        | Munch Museum, Oslo, Noruega |
| 413    |                                                                | Bathing Boys                                                                                                  | 1897–99        | Coleção particular |
| 414    |                                                                | Autumn | 1897–98        | Munch Museum, Oslo, Noruega |
| 415    |                                                                | Marie Helene Holmboe                                                                                          | 1898           | The Art Museums in Bergen, Norway. Bergen Art Museum (Rasmus Meyer's collection)                                                       |
| 416    |                                                                | Female Portrait                                                                                               | 1898–99        | The Art Museums in Bergen, Norway. Bergen Art Museum (Rasums Meyer's collection)                                                       |
| 417    |                                                                | Dark-Haired Man and Red-Haired Woman                                                                          | 1898–99        | Munch Museum, Oslo, Noruega |
| 418    |                                                                | Holger Drachmann                                                                                              | 1898           | |
| 419    |                                                                | Henrik Ibsen at the no                                                                                        | 1898           | Coleção particular |
| 420    |                                                                | Study of a Model                                                                                              | 1898           | Munch Museum, Oslo, Noruega |
| 421    |                                                                | Half-Nude in a Blue Skirt                                                                                     | 1898           | Munch Museum, Oslo, Noruega |
| 422    |                                                                | Nude | 1898           | Desconhecida |
| 423    |                                                                | Nude | 1898           | Munch Museum, Oslo, Noruega |
| 424    |                                                                | Two Women. Symbolic Study                                                                                     | 1898           | Munch Museum, Oslo, Noruega |
| 425    |                                                                | Sitting Nude by the Beach                                                                                     | 1898           | Coleção particular |
| 426    |                                                                | Man and Woman                                                                                                 | 1898           | The Art Museums in Bergen, Norway. Bergen Art Museum (Rasums Meyer's collection)                                                       |
| 427    |                                                                | Nude in Profile towards the Right                                                                             | 1898           | Rasmus Meyer's collections |
| 428    |                                                                | Metabolism | 1898–99        | Munch Museum, Oslo, Noruega |
| 429    |                                                                | Tulla Larsen                                                                                                  | 1898–99        | Munch Museum, Oslo, Noruega |
| 430    |                                                                | Tulla Larsen                                                                                                  | 1898–99        | Stenersen Museum, Oslo, Noruega. A gift from Rolf E. Stenersen to the city of Oslo                                                     |
| 431    |                                                                | Father and Son                                                                                                | 1898           | Coleção particular |
| 432    |                                                                | Seated Nude and Three Male Heads (It is disputed whether this is a real Munch painting or whether it is not.) | 1898–99        | Kunsthalle Bremen, Germany |
| 433    |                                                                | Tragedy | 1898–1900      | The Minneapolis Institute of Arts, Minnesota, USA                                                                                      |
| 434    |                                                                | Jealousy in the Bath                                                                                          | 1898–1900      | Desconhecida |
| 435    |                                                                | Beach | 1898           | Stavanger Art Museum, Norway |
| 436    |                                                                | The Rainbow                                                                                                   | 1898           | Munch Museum, Oslo, Noruega |
| 437    |                                                                | Woman by the Sea in Åsgardstrand                                                                              | 1898           | Coleção particular |
| 438    |                                                                | House with Red Virginia Creeper                                                                               | 1898–99        | Coleção particular |
| 439    |                                                                | House with Red Virginia Creeper                                                                               | 1898–99        | National Gallery, Oslo, Noruega |
| 440    |                                                                | Red Virginia Creeper                                                                                          | 1898–1900      | Munch Museum, Oslo, Noruega |
| 441    |                                                                | The Son | 1904           | Munch Museum, Oslo, Noruega |
| 442    |                                                                | The Coffin is Carried Out                                                                                     | 1898–1900      | Munch Museum, Oslo, Noruega |
| 443    |                                                                | Boulevard in Paris                                                                                            | 1898–1900      | Munch Museum, Oslo, Noruega |
| 444    |                                                                | Winter | 1899–1900      | Coleção particular |
| 445    |                                                                | Winter in the Woods, Nordstrand                                                                               | 1899           | National Gallery, Oslo, Noruega |
| 446    |                                                                | Death and the Child                                                                                           | 1899           | Munch Museum, Oslo, Noruega |
| 447    |                                                                | Death and the Child                                                                                           | 1899           | Kunsthalle Bremen, Germany |
| 448    |                                                                | Landscape | 1899           | Munch Museum, Oslo, Noruega |
| 449    |                                                                | The Garden | 1899           | Munch Museum, Oslo, Noruega |
| 450    |                                                                | Munch's House and Studio in Åsgardstrand                                                                      | 1899           | Coleção particular |
| 451    |                                                                | Munch's House in Åsgårdstrand                                                                                 | 1899           | Munch Museum, Oslo, Noruega |
| 452    |                                                                | Dark Spruce Forest                                                                                            | 1899           | Munch Museum, Oslo, Noruega |
| 453    |                                                                | Dark Spruce Forest                                                                                            | 1899           | Munch Museum, Oslo, Noruega |
| 454    |                                                                | Dark Spruce Forest                                                                                            | 1899           | Munch Museum, Oslo, Noruega |
| 455    |                                                                | Dark Spruce Forest                                                                                            | 1899–1902      | Munch Museum, Oslo, Noruega |
| 456    |                                                                | Dark Spruce Forest                                                                                            | 1899–1902      | Munch Museum, Oslo, Noruega |
| 457    |                                                                | Aase Nørregaard                                                                                               | 1899           | National Gallery, Oslo, Noruega |
| 458    |                                                                | Aase and Harald Nørregaard                                                                                    | 1899           | National Gallery, Oslo, Noruega |
| 459    |                                                                | Summer Night in Studenterlunden                                                                               | 1899           | JAPS Collection, Mexico |
| 460    |                                                                | Dance on the Beach                                                                                            | 1899–1900      | Národni Galerie, Prague, Czech Republic                                                                                                |
| 461    |                                                                | Eye in Eye | 1899–1900      | Munch Museum, Oslo, Noruega |
| 462    |                                                                | Fertility | 1899–1900      | Coleção particular |
| 463    |                                                                | Red and White                                                                                                 | 1899–1900      | Munch Museum, Oslo, Noruega |
| 464    |                                                                | Dance of Life                                                                                                 | 1899–1900      | National Gallery, Oslo, Noruega |
| 465    |                                                                | Golgatha | 1900           | Munch Museum, Oslo, Noruega |
| 466    |                                                                | Under the Stars                                                                                               | 1900–05        | Munch Museum, Oslo, Noruega |
| 467    |                                                                | Melancholy | 1900–01        | Munch Museum, Oslo, Noruega |
| 468    |                                                                | Train Smoke                                                                                                   | 1900           | Munch Museum, Oslo, Noruega |
| 469    |                                                                | Sunset, Nordstrand                                                                                            | 1900           | Coleção particular |
| 470    |                                                                | View from Nordstrand                                                                                          | 1900           | Coleção particular |
| 471    |                                                                | The Island | 1900           | Coleção particular |
| 472    |                                                                | View from Nordstrand                                                                                          | 1900–01        | Kunsthalle Mannheim,Germany |
| 473    |                                                                | Winter at Nordstrand                                                                                          | 1900–01        | Coleção particular |
| 474    |                                                                | New Snow | 1900–01        | Munch Museum, Oslo, Noruega |
| 475    |                                                                | Winter Night                                                                                                  | 1900–01        | Kunsthaus Zürich, Switzerland |
| 476    |                                                                | Winter Night                                                                                                  | 1900–01        | Munch Museum, Oslo, Noruega |
| 477    |                                                                | White Night                                                                                                   | 1900–01        | National Gallery, Oslo, Noruega |
| 478    |                                                                | Starry Night                                                                                                  | 1900–01        | Museum Folkwang, Essen, Germany |
| 479    |                                                                | Winter Forest                                                                                                 | 1900–01        | Hamburger Kunsthalle, Hamburg, Germany                                                                                                 |
| 480    |                                                                | Birch in Snow                                                                                                 | 1901           | Coleção particular |
| 481    |                                                                | Spring Landscape with Snow Plough                                                                             | 1901           | Coleção particular |
| 482    |                                                                | Landscape with a Road                                                                                         | 1901           | Coleção particular |
| 483    |                                                                | The Girls on the Bridge                                                                                       | 1901           | National Gallery, Oslo, Noruega |
| 484    |                                                                | The Girls on the Bridge                                                                                       | 1901           | Hamburger Kunsthalle, Hamburg, Germany                                                                                                 |
| 485    |                                                                | The Book Family                                                                                               | 1901           | Thiel Gallery, Stockholm, Sweden |
| 486    |                                                                | Street in Åsgårdstrand                                                                                        | 1901           | Kunstmuseum Basel, Switzerland. A gift from Sigrid Schwarz von Spreckelsen og Katharina Schwarz                                        |
| 487    |                                                                | Street in Åsgårdstrand                                                                                        | 1901           | Coleção particular |
| 488    |                                                                | Street in Åsgårdstrand and a Woman in Red Dress                                                               | 1901–03        | Neue Pinakothek, Munich, Germany |
| 489    |                                                                | Midsummer Night's Eve                                                                                         | 1901–03        | Coleção particular |
| 490    |                                                                | Street in Åsgårdstrand with Groups of Men and Women                                                           | 1901–03        | Probably lost after 1910 |
| 491    |                                                                | Children Playing in the Street in Åsgårdstrand                                                                | 1901–03        | The Art Museums in Bergen, Norway. Bergen Art Museum (Rasmus Meyer's collection)                                                       |
| 492    |                                                                | Children in the Forest                                                                                        | 1901–02        | Munch Museum, Oslo, Noruega |
| 493    |                                                                | Forest on the Way to Borre                                                                                    | 1901–02        | Epstein Family Collection, Washington DC, USA                                                                                          |
| 494    |                                                                | Two Children on their way to the Fairytale Forest                                                             | 1901–02        | Munch Museum, Oslo, Noruega |
| 495    |                                                                | The Fairytale Forest                                                                                          | 1901–02        | National Gallery, Oslo, Noruega |
| 496    |                                                                | Forest on the Way to Borre                                                                                    | 1901–02        | Coleção particular |
| 497    |                                                                | Wilhelm Le Fèvre Grimsgaard                                                                                   | 1901           | Desconhecida |
| 498    |                                                                | Consul Christen Sandberg                                                                                      | 1901           | Munch Museum, Oslo, Noruega |
| 499    |                                                                | Albert Kollmann                                                                                               | 1901–02        | Kunsthaus Zürich, Switzerland |
| 500    |                                                                | Albert Kollmann and Sten Drewsen                                                                              | 1901–02        | Hamburger Kunsthalle, Hamburg, Germany                                                                                                 |
| 501    |                                                                | Male Portrait. Herr von R.                                                                                    | 1902–04        | Desconhecida |
| 502    |                                                                | Marta Sandal                                                                                                  | 1902           | Desconhecida |
| 503    |                                                                | Nude with Long Red Hair                                                                                       | 1902           | Munch Museum, Oslo, Noruega |
| 504    |                                                                | Nude in Front of the Mirror                                                                                   | 1902           | Stenersen Museum, Oslo, Noruega. A gift from Rolf E. Stenersen to the city of Oslo                                                     |
| 505    |                                                                | Nude with Red Skirt                                                                                           | 1902           | Munch Museum, Oslo, Noruega |
| 506    |                                                                | Standing Nude                                                                                                 | 1902           | Stenersen Museum, Oslo, Noruega. A gift from Rolf E. Stenersen to the city of Oslo                                                     |
| 507    |                                                                | Nude with Her Back Turned                                                                                     | 1902           | Munch Museum, Oslo, Noruega |
| 508    |                                                                | Morning. Nude at the Window                                                                                   | 1902           | The Saltzman Family Collection |
| 509    |                                                                | Nude in Interior                                                                                              | 1902           | Desconhecida |
| 510    |                                                                | Nude Seated on the Bed                                                                                        | 1902           | Staatsgalerie Stuttgart, Germany |
| 511    |                                                                | Two Nudes Standing by a Chest of Drawers                                                                      | 1902–03        | Westphalian State Museum of Art and Cultural History, Münster, Germany                                                                 |
| 512    |                                                                | Blond and Dark-Haired Nude                                                                                    | 1902–03        | Desconhecida |
| 513    |                                                                | Seated Nude                                                                                                   | 1902–03        | Munch Museum, Oslo, Noruega |
| 514    |                                                                | Two Nudes | 1902–03        | National Gallery, Oslo, Noruega |
| 515    |                                                                | Bending and upright Nude                                                                                      | 1902–03        | Munch Museum, Oslo, Noruega |
| 516    |                                                                | Three Nudes                                                                                                   | 1902–03        | Munch Museum, Oslo, Noruega |
| 517    |                                                                | Seated Nude                                                                                                   | 1902           | Sprengel Museum, Hanover, Germany |
| 518    |                                                                | Seated Nude                                                                                                   | 1902           | Coleção particular |
| 519    |                                                                | The Hearse on Potsdamer Platz                                                                                 | 1902           | Munch Museum, Oslo, Noruega |
| 520    |                                                                | The Hearse on Potsdamer Platz                                                                                 | 1902           | Munch Museum, Oslo, Noruega |
| 521    |                                                                | Foster Mothers in Court                                                                                       | 1902           | Munch Museum, Oslo, Noruega |
| 522    |                                                                | Sanatorium | 1902–03        | Munch Museum, Oslo, Noruega |
| 523    |                                                                | Jonas Lie with his Family                                                                                     | 1902           | Munch Museum, Oslo, Noruega |
| 524    |                                                                | Fisherman on a Green Meadow                                                                                   | 1902           | Munch Museum, Oslo, Noruega |
| 525    |                                                                | Old Fisherman and his Daughter                                                                                | 1902           | Städelscher Museums-Verein e.v., Frankfurt a.M.                                                                                        |
| 526    |                                                                | Fisherman against Yellow Background                                                                           | 1902–03        | Gothenburg Municipality, Wernerska villan                                                                                              |
| 527    |                                                                | Man with Straw Hat                                                                                            | 1902–03        | Munch Museum, Oslo, Noruega |
| 528    |                                                                | Fertility | 1902–03        | Munch Museum, Oslo, Noruega |
| 529    |                                                                | Clothes on a Line in Åsgårdstrand                                                                             | 1902           | Coleção particular |
| 530    |                                                                | The Apple Tree                                                                                                | 1902           | Coleção particular |
| 531    |                                                                | Landscape with Red House                                                                                      | 1902–04        | Desconhecida |
| 532    |                                                                | Garden | 1902–03        | Desconhecida |
| 533    |                                                                | House in the Summer Night                                                                                     | 1902           | Coleção particular, USA |
| 534    |                                                                | Stormy Landscape                                                                                              | 1902–03        | Coleção particular |
| 535    |                                                                | The House by the Fjord                                                                                        | 1902–05        | Coleção particular |
| 536    |                                                                | Summer Night by the Beach                                                                                     | 1902–03        | Coleção particular |
| 537    |                                                                | Trees and Garden Wall in Åsgårdstrand                                                                         | 1902–04        | Musée d'Orsay, Paris, France |
| 538    |                                                                | Kiøsterudgården                                                                                               | 1902–03        | Coleção particular |
| 539    |                                                                | The Girls in the Bridge                                                                                       | 1902           | The Pushkin Museum of Fine Arts, Moscow, Russia                                                                                        |
| 540    |                                                                | The Girls on the Bridge                                                                                       | 1902           | Coleção particular |
| 541    |                                                                | The Women on the Bridge                                                                                       | 1902           | The Art Museums in Bergen. Bergen Art Museum (Bergen Billedgalleri)                                                                    |
| 542    |                                                                | Aase Nørregaard                                                                                               | 1902           | Munch Museum, Oslo, Noruega |
| 543    |                                                                | Four Stages of Life                                                                                           | 1902           | The Art Museums in Bergen. Bergen Art Museum (Rasmus Meyer's collection)                                                               |
| 544    |                                                                | Four Girls in Åsgårdstrand                                                                                    | 1902           | Staatsgalerie Stuttgart, Germany |
| 545    |                                                                | Girl with Red Chequered Dress and Red Hat                                                                     | 1902           | Von der Heydt-Museum, Wuppertal, Germany                                                                                               |
| 546    |                                                                | Chopping and Cutting Wood                                                                                     | 1902           | Desconhecida |
| 547    |                                                                | In the Garden                                                                                                 | 1902           | Coleção particular |
| 548    |                                                                | In the Garden                                                                                                 | 1902           | Munch Museum, Oslo, Noruega |
| 549    |                                                                | On the Veranda                                                                                                | 1902           | National Gallery, Oslo, Noruega |
| 550    |                                                                | On the Operating Table                                                                                        | 1902-03        | Munch Museum, Oslo, Noruega |
| 551    |                                                                | Children in a Flowery Meadow                                                                                  | 1902           | Desconhecida |
| 552    |                                                                | Landowner in the Park                                                                                         | 1903           | Munch Museum, Oslo, Noruega |
| 553    |                                                                | The Swamp | 1903           | Munch Museum, Oslo, Noruega |
| 554    |                                                                | Landowner in the Park                                                                                         | 1903–04        | Munch Museum, Oslo, Noruega |
| 555    |                                                                | Bleeding Man and Sunflower                                                                                    | 1903           | Munch Museum, Oslo, Noruega |
| 556    |                                                                | Self-Portrait in Hell                                                                                         | 1903           | Munch Museum, Oslo, Noruega |
| 557    |                                                                | Landscape by Travemünde                                                                                       | 1903–04        | Munch Museum, Oslo, Noruega |
| 558    |                                                                | Spring in Dr. Linde's Garden                                                                                  | 1903           | Coleção particular |
| 559    |                                                                | Gardener in Dr. Linde's Garden                                                                                | 1903           | Coleção particular |
| 560    |                                                                | Garden in Lübeck                                                                                              | 1903           | Munch Museum, Oslo, Noruega |
| 561    |                                                                | The Goatcart                                                                                                  | 1903           | Desconhecida |
| 562    |                                                                | Lothar Linde in Red Jacket                                                                                    | 1903           | Museum für Kunst und Kulturgeschichte der Hansestadt Lübeck, Germany. Behnhaus                                                         |
| 563    |                                                                | Dr. Linde's Sons                                                                                              | 1903           | Museum für Kunst und Kulturgeschichte der Hansestadt Lübeck, Germany. Behnhaus                                                         |
| 564    |                                                                | Four Girls in Åsgårdstrand                                                                                    | 1903           | Munch Museum, Oslo, Noruega |
| 565    |                                                                | Four Girls in Åsgårdstrand                                                                                    | 1903           | Munch Museum, Oslo, Noruega |
| 566    |                                                                | The Women on the Bridge                                                                                       | 1903           | Coleção particular |
| 567    |                                                                | The Women on the Bridge                                                                                       | 1903           | Thiel Gallery, Stockholm, Sweden |
| 568    |                                                                | Ingse Vibe | 1903           | Munch Museum, Oslo, Noruega |
| 569    |                                                                | Spruce Forest                                                                                                 | 1903           | Munch Museum, Oslo, Noruega |
| 570    |                                                                | Church in Travemünde                                                                                          | 1903           | Coleção particular |
| 571    |                                                                | From Travemünde                                                                                               | 1903           | Museum für Kunst und Kulturgeschichte der Hansestadt Lübeck, Germany. Behnhaus                                                         |
| 572    |                                                                | Sailors in Port                                                                                               | 1903           | Munch Museum, Oslo, Noruega |
| 573    |                                                                | Brothel Scene                                                                                                 | 1903           | Munch Museum, Oslo, Noruega |
| 574    |                                                                | Merry Company                                                                                                 | 1903           | Munch Museum, Oslo, Noruega |
| 575    |                                                                | Christmas in the Brothel                                                                                      | 1903–04        | Munch Museum, Oslo, Noruega |
| 576    |                                                                | Harry Graf Kessler                                                                                            | 1904           | Coleção particular |
| 577    |                                                                | Marcel Archinard                                                                                              | 1904           | Munch Museum, Oslo, Noruega |
| 578    |                                                                | The Frenchman. Marcel Archinard                                                                               | 1904           | National Gallery, Oslo, Noruega |
| 579    |                                                                | Hermann Schlittgen                                                                                            | 1904           | Munch Museum, Oslo, Noruega |
| 580    |                                                                | Summer Night in Studenterlunden                                                                               | 1904           | Munch Museum, Oslo, Noruega |
| 581    |                                                                | The Drowning Child                                                                                            | 1904?          | Munch Museum, Oslo, Noruega |
| 582    |                                                                | Red Rocks by Åsgårdstrand                                                                                     | 1904           | Munch Museum, Oslo, Noruega |
| 583    |                                                                | Beach with Rocks                                                                                              | 1904–05        | Munch Museum, Oslo, Noruega |
| 584    |                                                                | Beach | 1904           | Munch Museum, Oslo, Noruega |
| 585    |                                                                | Beach | 1904           | Wadsworth Atheneum Museum, Hartford, Connecticut, USA. The Ella Gallup Summer and Mary Catlin Summer Collection Fund                   |
| 586    |                                                                | Moonlight on the Beach                                                                                        | 1904           | Munch Museum, Oslo, Noruega |
| 587    |                                                                | Beach with two Seated Women                                                                                   | 1904           | The Art Museums in Bergen, Norway. Bergen Art Museum (Rasmus Meyer's collection)                                                       |
| 588    |                                                                | Rowing Boat on the Sea                                                                                        | 1904           | Coleção particular |
| 589    |                                                                | Bathing Young Men                                                                                             | 1904           | Munch Museum, Oslo, Noruega |
| 590    |                                                                | Bathing Young Men                                                                                             | Approx. 1904   | Munch Museum, Oslo, Noruega |
| 591    |                                                                | Bathing Young Men                                                                                             | 1904?          | Munch Museum, Oslo, Noruega |
| 592    |                                                                | Bathing Boys                                                                                                  | 1904–05        | Coleção particular |
| 593    |                                                                | Bathing Boys                                                                                                  | 1904–05        | The Art Museums in Bergen, Norway. Bergen Art Museum (Rasmus Meyer's collection)                                                       |
| 594    |                                                                | Bathing Scene from Åsgårdstrand                                                                               | 1904/1936      | Coleção particular |
| 595    |                                                                | Venus | 1904–05        | Stenersen Museum, Oslo, Noruega. A gift from Rolf E. Stenersen to the city of Oslo.                                                    |
| 596    |                                                                | House in Borre                                                                                                | 1904–05        | Coleção particular |
| 597    |                                                                | Coastal Landscape                                                                                             | 1904           | Desconhecida |
| 598    |                                                                | Landscape | 1904           | Munch Museum, Oslo, Noruega |
| 599    |                                                                | The Garden in Åsgårdstrand                                                                                    | 1904–05        | Coleção particular |
| 600    |                                                                | Fruit harvest                                                                                                 | 1904–05        | Munch Museum, Oslo, Noruega |
| 601    |                                                                | The garden in Sunshine                                                                                        | 1904           | Desconhecida |
| 602    |                                                                | Two Girls with Blue Aprons                                                                                    | 1904–05        | Munch Museum, Oslo, Noruega |
| 603    |                                                                | The Funeral                                                                                                   | 1904–05        | Munch Museum, Oslo, Noruega |
| 604    |                                                                | The Women on the Bridge                                                                                       | 1904/1927      | Munch Museum, Oslo, Noruega |
| 605    |                                                                | Young Woman under the Apple Tree                                                                              | 1904           | Carnegie Museum of Art, Pittsburgh, Pennsylvania, USA. Acquired from Mrs. Alan M. Scaife and family                                    |
| 606    |                                                                | Young Woman among Greenery                                                                                    | 1904           | Coleção particular |
| 607    |                                                                | Summer in the Park (The Linde Frieze)                                                                         | 1904           | Munch Museum, Oslo, Noruega |
| 608    |                                                                | Young People on the Beach (The Linde Frieze)                                                                  | 1904           | Munch Museum, Oslo, Noruega |
| 609    |                                                                | Trees by the Beach (The Linde Frieze)                                                                         | 1904           | Munch Museum, Oslo, Noruega |
| 610    |                                                                | Kissing Couples in the Park (The Linde Frieze)                                                                | 1904           | Munch Museum, Oslo, Noruega |
| 611    |                                                                | Girls picking Fruit (The Linde Frieze)                                                                        | 1904           | Munch Museum, Oslo, Noruega |
| 612    |                                                                | Girls watering Flowers (The Linde Frieze)                                                                     | 1904           | Munch Museum, Oslo, Noruega |
| 613    |                                                                | Embrace on the Beach (The Linde Frieze)                                                                       | 1904           | Coleção particular |
| 614    |                                                                | Dance on the Beach (The Linde Frieze)                                                                         | 1904           | Munch Museum, Oslo, Noruega |
| 615    |                                                                | Sun Flower (The Linde Frieze)                                                                                 | 1904           | Probably lost |
| 616    |                                                                | Hollyhock (The Linde Frieze)                                                                                  | 1904           | Probably lost |
| 617    |                                                                | Young Girl in Blue                                                                                            | 1904           | Coleção particular |
| 618    |                                                                | Max Linde | 1904           | Stiftung Moritzburg, Kunstmuseum des Landes Sachen-Anhalt, Germany                                                                     |
| 619    |                                                                | Max Linde in Sailing Outfit                                                                                   | 1904           | Stenersen Museum, Oslo, Noruega. A gift from Rolf E. Stenersen to the city of Oslo                                                     |
| 620    |                                                                | Self-Portrait against Two-Coloured Background                                                                 | 1904           | Coleção particular |
| 621    |                                                                | Self-Portrait with Brushes                                                                                    | 1904           | Munch Museum, Oslo, Noruega |
| 622    |                                                                | Ellen Warburg                                                                                                 | 1905           | Kunsthaus Zürich, Switzerland |
| 623    |                                                                | Spring in Åsgårdstrand                                                                                        | 1905           | Desconhecida |
| 624    |                                                                | Kiøsterudgården in Åsgårdstrand                                                                               | 1905           | Coleção particular |
| 625    |                                                                | Early Spring                                                                                                  | 1905           | Coleção particular |
| 626    |                                                                | Early Spring in Åsgårdstrand                                                                                  | 1905           | Munch Museum, Oslo, Noruega |
| 627    |                                                                | Spring Landscape                                                                                              | 1905           | Coleção particular |
| 628    |                                                                | Beach Landscape                                                                                               | 1905           | Coleção particular |
| 629    |                                                                | The Road to Borre                                                                                             | 1905           | Munch Museum, Oslo, Noruega |
| 630    |                                                                | Trees and Torpedo Boat                                                                                        | 1905           | Munch Museum, Oslo, Noruega |
| 631    |                                                                | Cherry Tree in Blossom                                                                                        | 1905           | Fram Trust, USA |
| 632    |                                                                | House in Åsgprdstrand                                                                                         | 1905           | Desconhecida |
| 633    |                                                                | Cherry Tree in Blossom and Young Girls in the Garden                                                          | 1905           | Munch Museum, Oslo, Noruega |
| 634    |                                                                | Two Young Girls in the Garden                                                                                 | 1905           | Museum Boijmans van Beuningen, Rotterdam, Netherlands                                                                                  |
| 635    |                                                                | Ludvig Karsten                                                                                                | 1905           | Thiel Gallery, Stockholm, Sweden |
| 636    |                                                                | Beach Landscape with Trees and Boats                                                                          | 1905–06        | Munch Museum, Oslo, Noruega |
| 637    |                                                                | Beach Landscape with Trees and Boats                                                                          | 1905–06        | Munch Museum, Oslo, Noruega |
| 638    |                                                                | Three Girls in Åsgårdstrand                                                                                   | 1905           | Thiel Gallery, Stockholm, Sweden |
| 639    |                                                                | The Girls on the Bridge                                                                                       | 1905           | Wallraf-Richartz Museum, Cologne, Germany                                                                                              |
| 640    |                                                                | Two Human Beings. The Lonely Ones                                                                             | 1905           | Coleção particular |
| 641    |                                                                | Taarbæk Harbour                                                                                               | 1905           | Munch Museum, Oslo, Noruega |
| 642    |                                                                | Garden in Taarbæk                                                                                             | 1905           | Eric Owen Arneberg |
| 643    |                                                                | Caricature Portrait of Henrik Lund                                                                            | 1905           | Munch Museum, Oslo, Noruega |
| 644    |                                                                | Original Man                                                                                                  | 1905           | Munch Museum, Oslo, Noruega |
| 645    |                                                                | Self-Portrait against a Green Background (left)                                                               | 1905           | Munch Museum, Oslo, Noruega |
| 646    |                                                                | Caricature Portrait of Tulla Larsen (right)                                                                   | 1905           | Munch Museum, Oslo, Noruega |
| 647    |                                                                | Head by Head                                                                                                  | 1905           | Munch Museum, Oslo, Noruega |
| 648    |                                                                | Head by Head                                                                                                  | 1905           | Munch Museum, Oslo, Noruega |
| 649    |                                                                | Self-Portrait with Moustache and Starched Collar                                                              | 1905           | National Gallery, Oslo, Noruega |
| 650    |                                                                | Self-Portrait in Broad Brimmed Hat                                                                            | 1905–06        | Munch Museum, Oslo, Noruega |
| 651    |                                                                | Esche's Children                                                                                              | 1905           | Kunsthaus Zürich, Switzerland. Eigentum der Herbert Eugen Esche-Stiftung                                                               |
| 652    |                                                                | Edmute Esche with Doll                                                                                        | 1905           | Coleção particular |
| 653    |                                                                | Hans Herbert Esche with Nanny                                                                                 | 1905           | Desconhecida |
| 654    |                                                                | Edmute Esche                                                                                                  | 1905           | Kunsthaus Zürich, Switzerland. Eigentum der Herbert Eugen Esche-Stiftung                                                               |
| 655    |                                                                | Hanni Esche                                                                                                   | 1905           | Probably lost |
| 656    |                                                                | Hanni Esche                                                                                                   | 1905           | Bavarian State Picture Collection, Neue Pinakothek, Munich, Germany. On loan from a Coleção particular                                 |
| 657    |                                                                | Herbert Esche                                                                                                 | 1905           | Kunsthaus Zürich, Switzerland. Eigentum der Herbert Eugen Esche-Stiftung                                                               |
| 658    |                                                                | Herbert Esche                                                                                                 | 1905           | Kunsthaus Zurich, Switzerland. Eigentum der Herbert Eugen Esche-Stiftung                                                               |
| 659    |                                                                | View across Chemnitzal                                                                                        | 1905           | Kunsthaus Zürich, Switzerland. Eigentum der Herbert Eugen Esche-Stiftung                                                               |
| 660    |                                                                | From Thüringerwald                                                                                            | 1905           | Munch Museum, Oslo, Noruega |
| 661    |                                                                | Elgersburg | 1905           | Munch Museum, Oslo, Noruega |
| 662    |                                                                | Road in Thüringen                                                                                             | 1905           | Munch Museum, Oslo, Noruega |
| 663    |                                                                | From Thüringerwald                                                                                            | 1905           | Coleção particular, Dallas |
| 664    |                                                                | Card Players in Elgersburg                                                                                    | 1905           | Munch Museum, Oslo, Noruega |
| 665    |                                                                | Woman with Sick Child. Inheritance                                                                            | 1905–06        | Munch Museum, Oslo, Noruega |
| 666    |                                                                | Drinkers | 1906           | Munch Museum, Oslo, Noruega |
| 667    |                                                                | Charwomen at the Mutiger Ritter Hotel in Kösen                                                                | 1906           | Munch Museum, Oslo, Noruega |
| 668    |                                                                | Charwomen on the Stairs                                                                                       | 1906           | Munch Museum, Oslo, Noruega |
| 669    |                                                                | Winter Landscape, Thüringen                                                                                   | 1906           | The Art Museums in Bergen, Norway. Bergen Art Museum (Stenersen's collection)                                                          |
| 670    |                                                                | Snow Landscape, Thüringen                                                                                     | 1906           | Thiel Gallery, Stockholm, Sweden |
| 671    |                                                                | Snow Landscape, Thüringen                                                                                     | 1906           | Von der Heydt Museum, Wuppertal, Germany                                                                                               |
| 672    |                                                                | Snow Landscape, Thüringen                                                                                     | 1906           | Coleção particular |
| 673    |                                                                | Winter. Elgersburg                                                                                            | 1906           | Munch Museum, Oslo, Noruega |
| 674    |                                                                | Small Town Street in Snow                                                                                     | 1906           | Sprengel Museum, Hannover, Germany |
| 675    |                                                                | Children and Ducks                                                                                            | 1906           | Munch Museum, Oslo, Noruega |
| 676    |                                                                | New Snow in the Avenue                                                                                        | 1906           | Munch Museum, Oslo, Noruega |
| 677    |                                                                | Children on the Street                                                                                        | 1906           | Munch Museum, Oslo, Noruega |
| 678    |                                                                | Mother with Children, Thüringen                                                                               | 1906           | Coleção particular |
| 679    |                                                                | Mothers with Children, Thüringen                                                                              | 1906           | Coleção particular |
| 680    |                                                                | The Oak | 1906           | Thiel Gallery, Stockholm, Sweden |
| 681    |                                                                | Chestnut Trees                                                                                                | 1906           | Munch Museum, Oslo, Noruega |
| 682    |                                                                | Park | 1906           | Munch Museum, Oslo, Noruega |
| 683    |                                                                | Park in Kösen                                                                                                 | 1906           | Coleção particular |
| 684    |                                                                | Park in Kösen                                                                                                 | 1906           | Österreichische Galerie Belvedere, Wien, Austria                                                                                       |
| 685    |                                                                | Park Landscape                                                                                                | 1906           | Munch Museum, Oslo, Noruega |
| 686    |                                                                | Felix Auerbach                                                                                                | 1906           | Desconhecida |
| 687    |                                                                | Self-Portrait against Red Background                                                                          | 1906           | Munch Museum, Oslo, Noruega |
| 688    |                                                                | Self-Portrait With a Bottle of Wine                                                                           | 1906           | Munch Museum, Oslo, Noruega |
| 689    |                                                                | Friedrich Nietzsche                                                                                           | 1906           | Munch Museum, Oslo, Noruega |
| 690    |                                                                | Friedrich Nietzsche                                                                                           | 1906           | Thiel Gallery, Stockholm, Sweden |
| 691    |                                                                | Friedrich Nietzsche                                                                                           | 1906           | Munch Museum, Oslo, Noruega |
| 692    |                                                                | Elisabeth Förster-Nietzsche                                                                                   | 1906           | Munch Museum, Oslo, Noruega |
| 693    |                                                                | Elisabeth Förster-Nietzsche                                                                                   | 1906           | Thiel Gallery, Stockholm, Sweden |
| 694    |                                                                | Albert Kollmann                                                                                               | 1906           | Munch Museum, Oslo, Noruega |
| 695    |                                                                | Harry Graf Kessler                                                                                            | 1906           | Stenersen Museum, Oslo, Noruega. A gift from Rolf E. Stenersen to the city of Oslo                                                     |
| 696    |                                                                | Harry Graf Kessler                                                                                            | 1906           | Neue Nationalgalerie, Berlin, Germany                                                                                                  |
| 697    |                                                                | Mrs. Schwarz                                                                                                  | 1906           | The Art Museums in Bergen. Bergen Art Museum (Rasmus Meyer's collection)                                                               |
| 698    |                                                                | Mrs. Schwarz                                                                                                  | 1906           | National Gallery, Oslo, Noruega |
| 699    |                                                                | Set Design for Henrik Ibsen's Ghosts                                                                          | 1906           | Munch Museum, Oslo, Noruega |
| 700    |                                                                | Set Design for Henrik Ibsen's Ghosts                                                                          | 1906           | Kunstmuseum Basel, Switzerland |
| 701    |                                                                | Set Design for Henrik Ibsen's Ghosts                                                                          | 1906           | Desconhecida |
| 702    |                                                                | Set Design for Henrik Ibsen's Ghosts                                                                          | 1906           | Munch Museum, Oslo, Noruega |
| 703    |                                                                | Set Design for Henrik Ibsen's Ghosts                                                                          | 1906           | Munch Museum, Oslo, Noruega |
| 704    |                                                                | Set Design for Henrik Ibsen's Ghosts                                                                          | 1906           | Desconhecida |
| 705    |                                                                | Set Design for Henrik Ibsen's Ghosts                                                                          | 1906           | Munch Museum, Oslo, Noruega |
| 706    |                                                                | Set Design for Henrik Ibsen's Ghosts                                                                          | 1906           | Galleri Faurschou, Copenhagen, Denmark                                                                                                 |
| 707    |                                                                | Set Design for Henrik Ibsen's Ghosts                                                                          | 1906           | The Art Museums in Bergen, Norway. Bergen Art Museum (Stenersen's collection)                                                          |
| 708    |                                                                | Set Design for Henrik Ibsen's Ghosts                                                                          | 1906           | Coleção particular |
| 709    |                                                                | Set Design for Henrik Ibsen's Ghosts                                                                          | 1906           | Munch Museum, Oslo, Noruega |
| 710    |                                                                | Set Design for Henrik Ibsen's Ghosts                                                                          | 1906           | Desconhecida |
| 711    |                                                                | Fjord Landscape. Set Design for Henrik Ibsen's Ghosts                                                         | 1906           | Munch Museum, Oslo, Noruega |
| 712    |                                                                | Woman | 1906–07        | Munch Museum, Oslo, Noruega |
| 713    |                                                                | Woman in White Sitting on the Beach                                                                           | 1906–07        | Munch Museum, Oslo, Noruega |
| 714    |                                                                | Melancholy. Weeping Woman on the Beach                                                                        | 1906           | Munch Museum, Oslo, Noruega |
| 715    |                                                                | Three Seated Young Women                                                                                      | 1906–07        | Munch Museum, Oslo, Noruega |
| 716    |                                                                | Kiss | 1906–07        | Stenersen Museum. A gift from Rolf E. Stenersen to the city of Oslo                                                                    |
| 717    |                                                                | Separation | 1906–07        | Munch Museum, Oslo, Noruega |
| 718    |                                                                | Woman Picking Fruit                                                                                           | 1906–07        | Munch Museum, Oslo, Noruega |
| 719    |                                                                | Two Women on the Road                                                                                         | 1906–09        | Munch Museum, Oslo, Noruega |
| 720    |                                                                | Dance by the Sea                                                                                              | 1906–07        | Munch Museum, Oslo, Noruega |
| 721    |                                                                | Desire | 1906–07        | Munch Museum, Oslo, Noruega |
| 722    |                                                                | Moonlight on the Beach                                                                                        | 1906–07        | Munch Museum, Oslo, Noruega |
| 723    |                                                                | By the Sea | 1906–07        | Coleção particular |
| 724    |                                                                | Groups of People on the Beach                                                                                 | 1906           | Probably lost |
| 725    |                                                                | Moonlight on the Sea (The Reinhardt Frieze)                                                                   | 1906–07        | Neue Nationalgalerie, Berlin, Germany                                                                                                  |
| 726    |                                                                | Two Young Women in Red and White (The Reinhardt Frieze)                                                       | 1906–07        | Neue Nationalgalerie, Berlin, Germany                                                                                                  |
| 727    |                                                                | Trees by the Sea (The Reinhardt Frieze)                                                                       | 1906–07        | Neue Nationalgalerie, Berlin, Germany                                                                                                  |
| 728    |                                                                | Summer Night (The Reinhardt Frieze)                                                                           | 1906–07        | Neue Nationalgalerie, Berlin, Germany                                                                                                  |
| 729    |                                                                | Desire (The Reinhardt Frieze)                                                                                 | 1906–07        | Neue Nationalgalerie, Berlin, Germany                                                                                                  |
| 730    |                                                                | Dance on the Beach (The Reinhardt Frieze)                                                                     | 1906–07        | Priavate collection |
| 731    |                                                                | Kiss on the Beach (The Reinhardt Frieze)                                                                      | 1906–07        | Neue Nationalgalerie, Berlin, Germany                                                                                                  |
| 732    |                                                                | Young Women Picking Fruit (The Reinhardt Frieze)                                                              | 1906–07        | Neue Nationalgalerie, Berlin, Germany                                                                                                  |
| 733    |                                                                | Sun Flower (The Reinhardt Frieze)                                                                             | 1906–07        | Neue Nationalgalerie, Berlin, Germany                                                                                                  |
| 734    |                                                                | Young Women on the Beach (The Reinhardt Frieze)                                                               | 1906–07        | Hamburger Kunsthalle, Hamburg, Germany                                                                                                 |
| 735    |                                                                | Two Human Beings. The Lonely ones (The Reinhardt Frieze)                                                      | 1906–07        | Museum Folkwang, Essen, Germany |
| 736    |                                                                | Melancholy (The Reinhardt Frieze)                                                                             | 1906–07        | Neue Nationalgalerie, Berlin, Germany                                                                                                  |
| 737    |                                                                | Set Design for Henrik Ibsen's "Hedda Gabler"                                                                  | 1906–07        | Munch Museum, Oslo, Noruega |
| 738    |                                                                | Set Design for Henrik Ibsen's "Hedda Gabler"                                                                  | 1906–07        | Munch Museum, Oslo, Noruega |
| 739    |                                                                | Set Design for Henrik Ibsen's "Hedda Gabler"                                                                  | 1906–07        | Munch Museum, Oslo, Noruega |
| 740    |                                                                | Woman Standing in the Doorway                                                                                 | 1906–07        | Munch Museum, Oslo, Noruega |
| 741    |                                                                | Murder | 1906           | Munch Museum, Oslo, Noruega |
| 742    |                                                                | The Murderess                                                                                                 | 1906           | Munch Museum, Oslo, Noruega |
| 743    |                                                                | The Death of Marat                                                                                            | 1906–07        | Munch Museum, Oslo, Noruega |
| 744    |                                                                | Walter Rathenau                                                                                               | 1907           | Stiftung Stadtmuseum Berlin, Germany. Acquired with support from Siemens Kunstfond                                                     |
| 745    |                                                                | Walter Rathenau                                                                                               | 1907           | The Art Museums in Bergen, Norway. Bergen Art Museum (Rasmus Meyer's collection)                                                       |
| 746    |                                                                | Ernest Thiel                                                                                                  | 1907           | Thiel Gallery, Stockholm, Sweden |
| 747    |                                                                | Ernest Thiel                                                                                                  | 1907           | Thiel Gallery, Stockholm, Sweden |
| 748    |                                                                | The Harbour in Lübeck                                                                                         | 1907           | Kunsthaus Zürich, Switzerland |
| 749    |                                                                | The Coast near Lübeck                                                                                         | 1907           | National Gallery in Prague, Czech Republic                                                                                             |
| 750    |                                                                | Lübeck with the Holstentor                                                                                    | 1907           | Neue Nationalgalerie, Berlin, Germany                                                                                                  |
| 751    |                                                                | Rodin's "Le Penseur" in Dr. Linde's Garden                                                                    | 1907           | Musée Rodin, Paris, France |
| 752    |                                                                | Self-Portrait in Profile                                                                                      | 1907           | Munch Museum, Oslo, Noruega |
| 753    |                                                                | Female Portrait                                                                                               | 1907           | Munch Museum, Oslo, Noruega |
| 754    |                                                                | Portrait of an Old Man                                                                                        | 1907           | Munch Museum, Oslo, Noruega |
| 755    |                                                                | Old Man in Warnemünde                                                                                         | 1907           | Munch Museum, Oslo, Noruega |
| 756    |                                                                | Boy from Warnemünde                                                                                           | 1907           | Coleção particular |
| 757    |                                                                | Street in Warnemünde                                                                                          | 1907           | Munch Museum, Oslo, Noruega |
| 758    |                                                                | Women and Children in Warnemünde                                                                              | 1907           | Munch Museum, Oslo, Noruega |
| 759    |                                                                | The Drowned Boy                                                                                               | 1907–08        | Munch Museum, Oslo, Noruega |
| 760    |                                                                | Worker and Child                                                                                              | 1907           | Munch Museum, Oslo, Noruega |
| 761    |                                                                | Mason and Mechanic                                                                                            | 1907–08        | Munch Museum, Oslo, Noruega |
| 762    |                                                                | Bath | 1907           | Coleção particular |
| 763    |                                                                | Bathing Men                                                                                                   | 1907           | Munch Museum, Oslo, Noruega |
| 764    |                                                                | Bathing Men                                                                                                   | 1907           | Österreichische Galerie Belvedere, Wien, Austria                                                                                       |
| 765    |                                                                | Bathing Men                                                                                                   | 1907           | Munch Museum, Oslo, Noruega |
| 766    |                                                                | Bathing Men                                                                                                   | 1907–08        | Ateneum, Helsinki, Finland |
| 767    |                                                                | The Death of Marat                                                                                            | 1907           | Munch Museum, Oslo, Noruega |
| 768    |                                                                | The Death of Marat                                                                                            | 1907           | Munch Museum, Oslo, Noruega |
| 769    |                                                                | Cupid and Psyche                                                                                              | 1907           | Munch Museum, Oslo, Noruega |
| 770    |                                                                | Consolation                                                                                                   | 1907           | Munch Museum, Oslo, Noruega |
| 771    |                                                                | Woman with Children                                                                                           | 1907           | Munch Museum, Oslo, Noruega |
| 772    |                                                                | Cupido | 1907           | Munch Museum, Oslo, Noruega |
| 773    |                                                                | Weeping Woman                                                                                                 | 1907           | Munch Museum, Oslo, Noruega |
| 774    |                                                                | Weeping Woman                                                                                                 | 1907           | Munch Museum, Oslo, Noruega |
| 775    |                                                                | Weeping Woman                                                                                                 | 1907–09        | The Art Museums in Bergen, Norway. Bergen Art Museum (Stenersen's collection)                                                          |
| 776    |                                                                | Weeping Woman                                                                                                 | 1907           | Munch Museum, Oslo, Noruega |
| 777    |                                                                | Weeping Woman                                                                                                 | 1907–09        | Munch Museum, Oslo, Noruega |
| 778    |                                                                | Rosa Meissner                                                                                                 | 1907           | Hiroshima Museum of Art, Japan |
| 779    |                                                                | Olga and Rosa Meissner                                                                                        | 1907           | The Art Museums in Bergen, Norway. Bergen Art Museum (Rasmus Meyer's collection)                                                       |
| 780    |                                                                | Olga and Rosa Meissner                                                                                        | 1907           | Munch Museum, Oslo, Noruega |
| 781    |                                                                | Zum Süssen Mädel                                                                                              | 1907           | Munch Museum, Oslo, Noruega |
| 782    |                                                                | Taken by Surprise                                                                                             | 1907           | Munch Museum, Oslo, Noruega |
| 783    |                                                                | Jealousy | 1907           | Munch Museum, Oslo, Noruega |
| 784    |                                                                | Jealousy | 1907?          | Munch Museum, Oslo, Noruega |
| 785    |                                                                | Desire | 1907           | Munch Museum, Oslo, Noruega |
| 786    |                                                                | The Murderess                                                                                                 | 1907           | Munch Museum, Oslo, Noruega |
| 787    |                                                                | Hatred | 1907           | Munch Museum, Oslo, Noruega |
| 788    |                                                                | Jealousy | 1907?          | Munch Museum, Oslo, Noruega |
| 789    |                                                                | Man and Woman on the Beach                                                                                    | 1907           | Munch Museum, Oslo, Noruega |
| 790    |                                                                | The Sick Child                                                                                                | 1907           | Thiel Gallery, Stockholm, Sweden |
| 791    |                                                                | The Sick Child                                                                                                | 1907           | Tate Modern, London, England |
| 792    |                                                                | Kristiania Bohemians                                                                                          | 1907?          | Munch Museum, Oslo, Noruega |
| 793    |                                                                | Canal in Warnemünde                                                                                           | 1908           | Munch Museum, Oslo, Noruega |
| 794    |                                                                | "Am Strom", Warnemünde                                                                                        | 1908           | Munch Museum, Oslo, Noruega |
| 795    |                                                                | Three Small Girls on the Beach                                                                                | 1908           | Munch Museum, Oslo, Noruega |
| 796    |                                                                | Canal In Warnemünde                                                                                           | 1908           | Munch Museum, Oslo, Noruega |
| 797    |                                                                | Canal in Warnemünde                                                                                           | 1908           | Munch Museum, Oslo, Noruega |
| 798    |                                                                | Trees by the Canal                                                                                            | 1908           | Munch Museum, Oslo, Noruega |
| 799    |                                                                | Attraction in the Landscape                                                                                   | 1908           | Munch Museum, Oslo, Noruega |
| 800    |                                                                | Head by Head in Landscape                                                                                     | 1908           | Munch Museum, Oslo, Noruega |
| 801    |                                                                | Canal at Sunset                                                                                               | 1908           | Munch Museum, Oslo, Noruega |
| 802    |                                                                | Canal with Dark Clouds                                                                                        | 1908           | Munch Museum, Oslo, Noruega |
| 803    |                                                                | Self-Portrait against a Blue Sky                                                                              | 1908           | Munch Museum, Oslo, Noruega |
| 804    |                                                                | Study of a Young Man's Head                                                                                   | 1908           | Munch Museum, Oslo, Noruega |
| 805    |                                                                | Seascape from Warnemünde                                                                                      | 1908           | Munch Museum, Oslo, Noruega |
| 806    |                                                                | Waves | 1908           | Munch Museum, Oslo, Noruega |
| 807    |                                                                | Waves | 1908           | Munch Museum, Oslo, Noruega |
| 808    |                                                                | Young Man on the Beach                                                                                        | 1908           | Munch Museum, Oslo, Noruega |
| 809    |                                                                | Young Man on the Beach                                                                                        | 1908           | Munch Museum, Oslo, Noruega |
| 810    |                                                                | Young Man on the Beach                                                                                        | 1908           | Munch Museum, Oslo, Noruega |
| 811    |                                                                | Youth | 1908           | Munch Museum, Oslo, Noruega |
| 812    |                                                                | Old Age | 1908           | Munch Museum, Oslo, Noruega |
| 813    |                                                                | Childhood | 1908           | Munch Museum, Oslo, Noruega |
| 814    |                                                                | Childhood | 1908           | Munch Museum, Oslo, Noruega |
| 815    |                                                                | Old Man | 1908           | Munch Museum, Oslo, Noruega |
| 816    |                                                                | Old Man | 1908–11        | Munch Museum, Oslo, Noruega |
| 817    |                                                                | Bathers | 1908–11        | Munch Museum, Oslo, Noruega |
| 818    |                                                                | Gustav Schiefler                                                                                              | 1908           | Coleção particular |
| 819    |                                                                | Gustav Schiefler                                                                                              | 1908           | Ateneum, Helsinki, Finland |
| 820    |                                                                | Daniel Jacobsen                                                                                               | 1908           | Statens Museum for Kunst, Copenhagen, Denmark                                                                                          |
| 821    |                                                                | Daniel Jacobsen                                                                                               | 1908–09        | Munch Museum, Oslo, Noruega |
| 822    |                                                                | Daniel Jacobsen                                                                                               | 1908–09        | Munch Museum, Oslo, Noruega |
| 823    |                                                                | Helge Rode | 1908           | Munch Museum, Oslo, Noruega |
| 824    |                                                                | Helge Rode | 1908           | Moderna Museet, Stockholm, Sweden |
| 825    |                                                                | Self-Portrait in the Clinic                                                                                   | 1909           | The Art Museums in Bergen, Norway. Bergen Art Museum (Rasmus Meyer's collection)                                                       |
| 826    |                                                                | Nurses Holding a Sheet                                                                                        | 1909           | Desconhecida |
| 827    |                                                                | Pernille Kirkeby                                                                                              | 1909           | Coleção particular |
| 828    |                                                                | Pernille Kirkeby                                                                                              | 1909           | Coleção particular |
| 829    |                                                                | Weeping Woman                                                                                                 | 1909           | Westphalian State Museum of Art and Cultural History, Münster, Germany                                                                 |
| 830    |                                                                | Spring in Kragerø                                                                                             | 1909           | Munch Museum, Oslo, Noruega |
| 831    |                                                                | Prams under High Trees                                                                                        | 1909–10        | Munch Museum, Oslo, Noruega |
| 832    |                                                                | Jappe Nilssen                                                                                                 | 1909           | Munch Museum, Oslo, Noruega |
| 833    |                                                                | Jappe Nilssen                                                                                                 | 1909           | Munch Museum, Oslo, Noruega |
| 834    |                                                                | Torvald Stang                                                                                                 | 1909           | Munch Museum, Oslo, Noruega |
| 835    |                                                                | Ludvig Ravensberg                                                                                             | 1909           | Munch Museum, Oslo, Noruega |
| 836    |                                                                | Christian Gierløff                                                                                            | 1909           | Gothenburg Museum of Art, Sweden |
| 837    |                                                                | Jens Thiis | 1909           | Munch Museum, Oslo, Noruega |
| 838    |                                                                | Torvald Stang and Edvard Munch                                                                                | 1909–11        | Munch Museum, Oslo, Noruega |
| 839    |                                                                | Sigurd Høst                                                                                                   | 1909–11        | Coleção particular |
| 840    |                                                                | Adam and Eve                                                                                                  | 1909?          | Munch Museum, Oslo, Noruega |
| 841    |                                                                | Adam and Eve                                                                                                  | 1909           | Munch Museum, Oslo, Noruega |
| 842    |                                                                | Garden in Kragerø                                                                                             | 1909           | Munch Museum, Oslo, Noruega |
| 843    |                                                                | Trees by the Sea                                                                                              | 1909–12        | Munch Museum, Oslo, Noruega |
| 844    |                                                                | Garden in Kragerø                                                                                             | 1909           | Coleção particular |
| 845    |                                                                | Two Women under a Tree                                                                                        | 1909–12        | Munch Museum, Oslo, Noruega |
| 846    |                                                                | Sigurd Slembe                                                                                                 | 1909           | Munch Museum, Oslo, Noruega |
| 847    |                                                                | Sitting on a Cloud (em norueguês: "Deilig er jorden")                                                         | 1909           | Munch Museum, Oslo, Noruega |
| 848    |                                                                | Village by the Sea                                                                                            | 1909–11        | Munch Museum, Oslo, Noruega |
| 849    |                                                                | Ship Being Scrapped                                                                                           | 1909–11        | Kunsthaus Zürich, Switzerland. A gift from Alfred Rütschi in 1929                                                                      |
| 850    |                                                                | Ship being Scrapped                                                                                           | 1909–11        | Munch Museum, Oslo, Noruega |
| 851    |                                                                | Dance | 1909–11        | Munch Museum, Oslo, Noruega |
| 852    |                                                                | People Gathering around a Man in Red                                                                          | 1909–11        | Munch Museum, Oslo, Noruega |
| 853    |                                                                | Nude Figures on the Beach                                                                                     | 1909–11        | Munch Museum, Oslo, Noruega |
| 854    |                                                                | Woman Hurrying Downwards                                                                                      | 1909–11        | Munch Museum, Oslo, Noruega |
| 855    |                                                                | Henrik Ibsen at the Grand Café                                                                                | 1909–10        | Munch Museum, Oslo, Noruega |
| 856    |                                                                | Jonas Lie with his Family                                                                                     | 1909           | Munch Museum, Oslo, Noruega |
| 857    |                                                                | Bjørnstjerne Bjørnson Speaking to the People                                                                  | 1909           | Munch Museum, Oslo, Noruega |
| 858    |                                                                | Bjørnstjerne Bjørnson Speaking to the People                                                                  | 1909           | Munch Museum, Oslo, Noruega |
| 859    |                                                                | Geniuses: Ibsen, Nietzsche and Socrates                                                                       | 1909           | Munch Museum, Oslo, Noruega |
| 860    |                                                                | The Geniuses                                                                                                  | 1909           | Munch Museum, Oslo, Noruega |
| 861    |                                                                | Medicine | 1909           | Munch Museum, Oslo, Noruega |
| 862    |                                                                | Old Man Sitting under a Tree                                                                                  | 1909           | Munch Museum, Oslo, Noruega |
| 863    |                                                                | The Human Mountain                                                                                            | 1909           | Munch Museum, Oslo, Noruega |
| 864    |                                                                | Astronomy, History and Geography                                                                              | 1909           | Munch Museum, Oslo, Noruega |
| 865    |                                                                | Astronomy | 1909           | Munch Museum, Oslo, Noruega |
| 866    |                                                                | Astronomy | 1909           | Munch Museum, Oslo, Noruega |
| 867    |                                                                | Geography | 1909           | Munch Museum, Oslo, Noruega |
| 868    |                                                                | Death and Crystallization                                                                                     | 1909           | Munch Museum, Oslo, Noruega |
| 869    |                                                                | Physics | 1909           | Munch Museum, Oslo, Noruega |
| 870    |                                                                | Chemistry | 1909           | Munch Museum, Oslo, Noruega |
| 871    |                                                                | Chemistry | 1909           | Munch Museum, Oslo, Noruega |
| 872    |                                                                | The Beggar | 1909–10        | Munch Museum, Oslo, Noruega |
| 873    |                                                                | Workers in Snow                                                                                               | 1909–10        | Munch Museum, Oslo, Noruega |
| 874    |                                                                | Workers in Snow                                                                                               | 1910           | Coleção particular; on loan to The National Museum of Western Art, Tokyo, Japan                                                        |
| 875    |                                                                | Galloping Horse                                                                                               | 1910–12        | Munch Museum, Oslo, Noruega |
| 876    |                                                                | Walking in Snow                                                                                               | 1910–12        | Munch Museum, Oslo, Noruega |
| 877    |                                                                | Sailors in Snow                                                                                               | 1910–12        | Munch Museum, Oslo, Noruega |
| 878    |                                                                | People and Timber Transport in a Kragerø Street                                                               | 1910–12        | Munch Museum, Oslo, Noruega |
| 879    |                                                                | Man with a Sledge                                                                                             | 1910–12        | Munch Museum, Oslo, Noruega |
| 880    |                                                                | Uphill with a Sledge                                                                                          | 1910–12        | Munch Museum, Oslo, Noruega |
| 881    |                                                                | Black and Yellow Man in Snow                                                                                  | 1910–12        | Munch Museum, Oslo, Noruega |
| 882    |                                                                | Børre by the Window                                                                                           | 1910–11        | Munch Museum, Oslo, Noruega |
| 883    |                                                                | Børre Eriksen                                                                                                 | 1910–11        | Munch Museum, Oslo, Noruega |
| 884    |                                                                | Børre Eriksen                                                                                                 | 1910–11        | Munch Museum, Oslo, Noruega |
| 885    |                                                                | Old Fisherman on Snow-covered Coast                                                                           | 1910–11        | Munch Museum, Oslo, Noruega |
| 886    |                                                                | Ship's Deck in Storm                                                                                          | 1910–12        | Munch Museum, Oslo, Noruega |
| 887    |                                                                | Winter Landscape from Kragerø                                                                                 | 1910           | Stenersen Museum, Oslo, Noruega. A gift from Rolf E. Stenersen to the city of Oslo                                                     |
| 888    |                                                                | Snowstorm by the Sea                                                                                          | 1910–12        | Munch Museum, Oslo, Noruega |
| 889    |                                                                | Winter by the Sea                                                                                             | 1910–13        | Munch Museum, Oslo, Noruega |
| 890    |                                                                | Winter in Kragerø                                                                                             | 1910–12        | Munch Museum, Oslo, Noruega |
| 891    |                                                                | Spring Work in the Skerries                                                                                   | 1910           | Munch Museum, Oslo, Noruega |
| 892    |                                                                | Spring Work in the Skerries                                                                                   | 1910–14        | Munch Museum, Oslo, Noruega |
| 893    |                                                                | Children in the Street                                                                                        | 1910–15        | Munch Museum, Oslo, Noruega |
| 894    |                                                                | The House in the Skerries                                                                                     | 1910–15        | Munch Museum, Oslo, Noruega |
| 895    |                                                                | Train Smoke                                                                                                   | 1910           | Coleção particular, USA |
| 896    |                                                                | The Scream | 1910?          | Munch Museum, Oslo, Noruega |
| 897    |                                                                | Groups of People on the Beach                                                                                 | 1910           | Munch Museum, Oslo, Noruega |
| 898    |                                                                | Youth | 1910           | Museum Folkwang, Essen, Germany |
| 899    |                                                                | Fruit Trees in Blossom                                                                                        | 1910–11        | Munch Museum, Oslo, Noruega |
| 900    |                                                                | Trees and Buttercups                                                                                          | 1910–11        | Desconhecida |
| 901    |                                                                | Young Woman and Buttercups                                                                                    | 1910           | Coleção particular |
| 902    |                                                                | Children on the Crag                                                                                          | 1910           | Munch Museum, Oslo, Noruega |
| 903    |                                                                | Street in Kragerø                                                                                             | 1910           | Munch Museum, Oslo, Noruega |
| 904    |                                                                | Street in Kragerø                                                                                             | 1910–11        | Coleção particular, South America |
| 905    |                                                                | Rain at the Coast                                                                                             | 1910–11        | Coleção particular |
| 906    |                                                                | The Murderer                                                                                                  | 1910           | Munch Museum, Oslo, Noruega |
| 907    |                                                                | Road near Kragerø                                                                                             | 1910–11        | Munch Museum, Oslo, Noruega |
| 908    |                                                                | Nude Couple on the Beach                                                                                      | 1910–16        | Munch Museum, Oslo, Noruega |
| 909    |                                                                | Two Old Men                                                                                                   | 1910           | Waldemarsudde, Stockholm, Sweden |
| 910    |                                                                | Ida Roede | 1910           | Lillehammer Art Museum, Norway. Einar Lunde's collection                                                                               |
| 911    |                                                                | The Human Mountain                                                                                            | 1909–10        | Munch Museum, Oslo, Noruega |
| 912    |                                                                | The Human Mountain                                                                                            | 1909–10        | Munch Museum, Oslo, Noruega |
| 913    |                                                                | The Human Mountain                                                                                            | 1909–10        | Munch Museum, Oslo, Noruega |
| 914    |                                                                | The Human Mountain                                                                                            | 1909–10        | Munch Museum, Oslo, Noruega |
| 915    |                                                                | Old Men in Sun Light                                                                                          | 1909–10        | Munch Museum, Oslo, Noruega |
| 916    |                                                                | Naked Old Man                                                                                                 | 1909–10        | Munch Museum, Oslo, Noruega |
| 917    |                                                                | History | 1909–10        | The University of Oslo |
| 918    |                                                                | History | 1910           | Munch Museum, Oslo, Noruega |
| 919    |                                                                | History | 1910–11        | Munch Museum, Oslo, Noruega |
| 920    |                                                                | History | 1910           | Munch Museum, Oslo, Noruega |
| 921    |                                                                | History: Study for the Old Man                                                                                | 1910           | Munch Museum, Oslo, Noruega |
| 922    |                                                                | History: Study for the Old Man                                                                                | 1910           | Munch Museum, Oslo, Noruega |
| 923    |                                                                | History: Study for the Old Man and Two Boys                                                                   | 1910           | Munch Museum, Oslo, Noruega |
| 924    |                                                                | The Source | 1910           | Munch Museum, Oslo, Noruega |
| 925    |                                                                | The Tree of Life                                                                                              | 1910           | Munch Museum, Oslo, Noruega |
| 926    |                                                                | The Sun and Awakening Nude Men                                                                                | 1910–11        | Munch Museum, Oslo, Noruega |
| 927    |                                                                | The Sun | 1910           | Munch Museum, Oslo, Noruega |
| 928    |                                                                | People in Sunshine                                                                                            | 1910           | Munch Museum, Oslo, Noruega |
| 929    |                                                                | People in Sunshine                                                                                            | 1910           | Munch Museum, Oslo, Noruega |
| 930    |                                                                | Wandering towards the Light                                                                                   | 1910           | Munch Museum, Oslo, Noruega |
| 931    |                                                                | Seated Naked Man                                                                                              | 1910           | Munch Museum, Oslo, Noruega |
| 932    |                                                                | The Tree of Life                                                                                              | 1910           | Munch Museum, Oslo, Noruega |
| 933    |                                                                | The Tree of Life                                                                                              | 1910           | Munch Museum, Oslo, Noruega |
| 934    |                                                                | The Tree of Life: Left Part                                                                                   | 1910           | Munch Museum, Oslo, Noruega |
| 935    |                                                                | The Tree of Life: Right Part                                                                                  | 1910           | Munch Museum, Oslo, Noruega |
| 936    |                                                                | Life: Left Part                                                                                               | 1910           | Munch Museum, Oslo, Noruega |
| 937    |                                                                | Life Right Part                                                                                               | 1910           | Munch Museum, Oslo, Noruega |
| 938    |                                                                | Life | 1910           | Oslo City Hall |
| 939    |                                                                | Harvesting Women                                                                                              | 1910–14        | Munch Museum, Oslo, Noruega |
| 940    |                                                                | Nude Woman Stretching her Arms in the Air                                                                     | 1910–11        | Munch Museum, Oslo, Noruega |
| 941    |                                                                | Harvesting Women                                                                                              | 1910–11        | Munch Museum, Oslo, Noruega |
| 942    |                                                                | Harvesting Women                                                                                              | 1910–11        | |
| 943    |                                                                | Standing Naked Man. The Source                                                                                | 1910–11        | Munch Museum, Oslo, Noruega |
| 944    |                                                                | The Source | 1910–11        | Munch Museum, Oslo, Noruega |
| 945    |                                                                | New Rays | 1910–13        | Munch Museum, Oslo, Noruega |
| 946    |                                                                | New Rays | 1910–11        | Munch Museum, Oslo, Noruega |
| 947    |                                                                | Chemistry | 1910–11        | Munch Museum, Oslo, Noruega |
| 948    |                                                                | Chemistry | 1910–11        | Munch Museum, Oslo, Noruega |
| 949    |                                                                | Woman with Children                                                                                           | 1910           | Munch Museum, Oslo, Noruega |
| 950    |                                                                | The Researchers                                                                                               | 1910           | Munch Museum, Oslo, Noruega |
| 951    |                                                                | The Researchers                                                                                               | 1910           | Munch Museum, Oslo, Noruega |
| 952    |                                                                | The Researchers: Study for a Seated Boy                                                                       | 1910           | Munch Museum, Oslo, Noruega |
| 953    |                                                                | The Sun | 1910           | Munch Museum, Oslo, Noruega |
| 954    |                                                                | The Sun | 1910–12        | Munch Museum, Oslo, Noruega |
| 955    |                                                                | The Sun | 1910–13        | Munch Museum, Oslo, Noruega |
| 956    |                                                                | The Sun | 1910–13        | Munch Museum, Oslo, Noruega |
| 957    |                                                                | The Sun | 1910–13        | Munch Museum, Oslo, Noruega |
| 958    |                                                                | The Sun | 1910–11        | Munch Museum, Oslo, Noruega |
| 959    |                                                                | History | 1910–11        | Munch Museum, Oslo, Noruega |
| 960    |                                                                | The Researchers                                                                                               | 1910–11        | Munch Museum, Oslo, Noruega |
| 961    |                                                                | The Researchers: Left Part with Playing children                                                              | 1910           | Munch Museum, Oslo, Noruega |
| 962    |                                                                | The Researchers: Central Group with Alma Mater                                                                | 1910           | Munch Museum, Oslo, Noruega |
| 963    |                                                                | The Researchers: Right Part with Sitting Boy                                                                  | 1910           | Munch Museum, Oslo, Noruega |
| 964    |                                                                | The Researchers: Group of Children Standing                                                                   | 1910–14        | Munch Museum, Oslo, Noruega |
| 965    |                                                                | The Researchers: Boy Lying on his Stomach                                                                     | 1910–14        | Munch Museum, Oslo, Noruega |
| 966    |                                                                | The Researchers: Group of Children Standing                                                                   | 1910–14        | Munch Museum, Oslo, Noruega |
| 967    |                                                                | The Researchers: Children's Feet                                                                              | 1910–14        | Munch Museum, Oslo, Noruega |
| 968    |                                                                | History | 1911/1914-16   | University of Oslo, The Aula |
| 969    |                                                                | The Researchers                                                                                               | 1911/1925-27?  | Munch Museum, Oslo, Noruega |
| 970    |                                                                | The Sun | 1911           | University of Oslo, The Aula |
| 971    |                                                                | The Pathfinder                                                                                                | 1911           | Probably lost |
| 972    |                                                                | The Sower | 1911           | Probably lost |
| 973    |                                                                | Young Woman Walking towards the Sun                                                                           | 1911           | Probably lost |
| 974    |                                                                | Young Man Walking towards the Sun                                                                             | 1911           | Probably lost |
| 975    |                                                                | Men Turning towards the Sun                                                                                   | 1911–14        | Munch Museum, Oslo, Noruega |
| 976    |                                                                | Women Turning towards the Sun                                                                                 | 1911–14        | Munch Museum, Oslo, Noruega |
| 977    |                                                                | The Pathfinder                                                                                                | 1911–12        | Munch Museum, Oslo, Noruega |
| 978    |                                                                | Melancholy | 1911           | Stenersen Museum, Oslo, Noruega. A gift from Rolf E. Stenersen to the city of Oslo                                                     |
| 979    |                                                                | Man and Woman by the Window with Potted Plants                                                                | 1911           | Munch Museum, Oslo, Noruega |
| 980    |                                                                | Large and Small Dog                                                                                           | 1911–12        | Munch Museum, Oslo, Noruega |
| 981    |                                                                | Two Dogs | 1911–12        | Malmö Art Museum, Sweden |
| 982    |                                                                | Two Boys on the Beach                                                                                         | 1911           | Coleção particular |
| 983    |                                                                | Pine Trees by the Sea                                                                                         | 1911–13        | Munch Museum, Oslo, Noruega |
| 984    |                                                                | Pine Trees and Fruit Trees in Blossom                                                                         | 1911           | Munch Museum, Oslo, Noruega |
| 985    |                                                                | Pine Trees and Fruit Trees in Blossom                                                                         | 1911           | Munch Museum, Oslo, Noruega |
| 986    |                                                                | Pine Trees and Fruit Trees in Blossom                                                                         | 1911           | Munch Museum, Oslo, Noruega |
| 987    |                                                                | Morning in the Garden                                                                                         | 1911–12        | Munch Museum, Oslo, Noruega |
| 988    |                                                                | Waves against the Shore                                                                                       | 1911–12        | Munch Museum, Oslo, Noruega |
| 989    |                                                                | Beach Study                                                                                                   | 1911–12        | Munch Museum, Oslo, Noruega |
| 990    |                                                                | Buding Leaves                                                                                                 | 1911–15        | Coleção particular |
| 991    |                                                                | Geese in the Garden                                                                                           | 1911           | Collectión Carmen Thyssen-Bornemisza en depósito en el Museuo Thyssen-Bornemisza, Madrid, Spain                                        |
| 992    |                                                                | Self-Portrait with Hands under Cheek                                                                          | 1911           | Munch Museum, Oslo, Noruega |
| 993    |                                                                | Ingeborg Kaurin                                                                                               | 1911–12        | Munch Museum, Oslo, Noruega |
| 994    |                                                                | Ingeborg Kaurin                                                                                               | 1911–12        | Munch Museum, Oslo, Noruega |
| 995    |                                                                | Summer in Kragerø                                                                                             | 1911           | Coleção particular |
| 996    |                                                                | Horse in Landscape                                                                                            | 1912           | Coleção particular |
| 997    |                                                                | Winter in Kragerø                                                                                             | 1912           | Munch Museum, Oslo, Noruega |
| 998    |                                                                | Snow Landscape from Kragerø                                                                                   | 1912           | Fram Trust, USA |
| 999    |                                                                | Snow Landscape from Kragerø                                                                                   | 1912           | Coleção particular |
| 1000   |                                                                | Felled Trees                                                                                                  | 1912           | Coleção particular |
| 1001   |                                                                | Felling Area                                                                                                  | 1912           | Coleção particular |
| 1002   |                                                                | The Yellow Log                                                                                                | 1912           | Munch Museum, Oslo, Noruega |
| 1003   |                                                                | Forest in Snow                                                                                                | 1912           | Munch Museum, Oslo, Noruega |
| 1004   |                                                                | Forest | 1912           | Desconhecida |
| 1005   |                                                                | Houese in Kragerø                                                                                             | 1912           | Desconhecida |
| 1006   |                                                                | Kragerø in Spring                                                                                             | 1912           | Munch Museum, Oslo, Noruega |
| 1007   |                                                                | Avenue in Kragerø                                                                                             | 1912–13        | Coleção particular |
| 1008   |                                                                | Landscape from Kragerø                                                                                        | 1912           | The Metropolitan Museum of Art, New York City, New York, USA. Bequest of Scotfield Thayer, 1982                                        |
| 1009   |                                                                | Ingeborg Kaurin                                                                                               | 1912           | Munch Museum, Oslo, Noruega |
| 1010   |                                                                | Ingeborg in Green                                                                                             | 1912           | Museum of Fine Arts, Boston, Massachusetts, USA. Tompkins Collection – Arthur Gordon Tompkins Fund                                     |
| 1011   |                                                                | Footbath | 1912–13        | Munch Museum, Oslo, Noruega |
| 1012   |                                                                | Footbath | 1912–13        | Munch Museum, Oslo, Noruega |
| 1013   |                                                                | Model in Green and Blue                                                                                       | 1912–15        | Munch Museum, Oslo, Noruega |
| 1014   |                                                                | Ingeborg with her Arms behind her Back                                                                        | 1912–13        | Munch Museum, Oslo, Noruega |
| 1015   |                                                                | Two Sisters                                                                                                   | 1912–13        | Munch Museum, Oslo, Noruega |
| 1016   |                                                                | Old Man in an Interior                                                                                        | 1912–13        | Munch Museum, Oslo, Noruega |
| 1017   |                                                                | Jensen with a Duck                                                                                            | 1912           | Coleção particular |
| 1018   |                                                                | Jensen with Slaughtered Duck                                                                                  | 1912           | Munch Museum, Oslo, Noruega |
| 1019   |                                                                | The Sun | 1912           | Munch Museum, Oslo, Noruega |
| 1020   |                                                                | The Sun | 1912–13        | Munch Museum, Oslo, Noruega |
| 1021   |                                                                | Alma Mater | 1912–13        | Munch Museum, Oslo, Noruega |
| 1022   |                                                                | History | 1912–13        | Munch Museum, Oslo, Noruega |
| 1023   |                                                                | Women Turned towards the Sun                                                                                  | 1912–13        | Munch Museum, Oslo, Noruega |
| 1024   |                                                                | The Source | 1912–13        | Munch Museum, Oslo, Noruega |
| 1025   |                                                                | Men Turned towards the Sun                                                                                    | 1912–13        | Munch Museum, Oslo, Noruega |
| 1026   |                                                                | Harvesting Women                                                                                              | 1912–13        | Munch Museum, Oslo, Noruega |
| 1027   |                                                                | Chemistry | 1912–13        | Munch Museum, Oslo, Noruega |
| 1028   |                                                                | New Rays | 1912–13        | Munch Museum, Oslo, Noruega |
| 1029   |                                                                | The Sower | 1912–13        | Munch Museum, Oslo, Noruega |
| 1030   |                                                                | The Sower | 1912–13        | Munch Museum, Oslo, Noruega |
| 1031   |                                                                | The Pathfinder                                                                                                | 1912–13        | Munch Museum, Oslo, Noruega |
| 1032   |                                                                | The Pathfinder                                                                                                | 1912–13        | Munch Museum, Oslo, Noruega |
| 1033   |                                                                | Boy in Rocky Landscape                                                                                        | 1912–15        | Detroit Institute of Arts‚ Michigan, USA                                                                                               |
| 1034   |                                                                | Alma Mater: Portrait Study                                                                                    | 1912–14        | Munch Museum, Oslo, Noruega |
| 1035   |                                                                | Alma Mater: Study                                                                                             | 1912–14        | Munch Museum, Oslo, Noruega |
| 1036   |                                                                | Alma Mater: Study                                                                                             | 1912–14        | Munch Museum, Oslo, Noruega |
| 1037   |                                                                | Alma Mater | 1912–14        | Munch Museum, Oslo, Noruega |
| 1038   |                                                                | Alma Mater: Study                                                                                             | 1912–14        | Munch Museum, Oslo, Noruega |
| 1039   |                                                                | Ducks and Turkeys in Snow                                                                                     | 1913           | The Art Museums in Bergen, Norway. Bergen Art Museum (Stenersen's collection)                                                          |
| 1040   |                                                                | Turkeys | 1913           | Munch Museum, Oslo, Noruega |
| 1041   |                                                                | Ducks in Snow                                                                                                 | 1913           | Desconhecida |
| 1042   |                                                                | Turkey | 1913           | Desconhecida |
| 1043   |                                                                | The Sower | 1913           | Coleção particular |
| 1044   |                                                                | Standing Woman with Arms Folded                                                                               | 1913–15        | Stenersen Museum, Oslo, Noruega. A gift from Rolf E. Stenersen to the city of Oslo                                                     |
| 1045   |                                                                | St. Bernhard Dog in Snow                                                                                      | 1913–15        | Munch Museum, Oslo, Noruega |
| 1046   |                                                                | St. Bernhard Dog in Snow                                                                                      | 1913–15        | Munch Museum, Oslo, Noruega |
| 1047   |                                                                | In the Kennel                                                                                                 | 1913–15        | Munch Museum, Oslo, Noruega |
| 1048   |                                                                | Snow | 1913–15        | Desconhecida |
| 1049   |                                                                | From Jeløya                                                                                                   | 1913–15        | Munch Museum, Oslo, Noruega |
| 1050   |                                                                | From Jeløya                                                                                                   | 1913–15        | Munch Museum, Oslo, Noruega |
| 1051   |                                                                | From Jeløya                                                                                                   | 1913–15        | Desconhecida |
| 1052   |                                                                | Junipers by the Coast                                                                                         | 1913–15        | Munch Museum, Oslo, Noruega |
| 1053   |                                                                | Green Tree by the Road                                                                                        | 1913?          | Munch Museum, Oslo, Noruega |
| 1054   |                                                                | Yellow and Green Tree                                                                                         | 1913–16        | Munch Museum, Oslo, Noruega |
| 1055   |                                                                | Street in Kragerø                                                                                             | 1913           | Kunsthalle Bielefeld, Germany. On permanent loan from Staff Stiftung, Lemgo                                                            |
| 1056   |                                                                | Self-Portrait with Hat                                                                                        | 1913           | Munch Museum, Oslo, Noruega |
| 1057   |                                                                | Christian and Hjørdis Gierløff                                                                                | 1913–14        | Munch Museum, Oslo, Noruega |
| 1058   |                                                                | Christian and Hjørdis Gierløff                                                                                | 1913–14        | Epstein Family Collection, Washington DC, USA                                                                                          |
| 1059   |                                                                | Käte Perls | 1913           | Munch Museum, Oslo, Noruega |
| 1060   |                                                                | Käte Perls | 1913           | Munch Museum, Oslo, Noruega |
| 1061   |                                                                | Käte Perls | 1913           | Kunstmuseum Basel, Switzerland |
| 1062   |                                                                | Käte and Hugo Perls                                                                                           | 1913           | Munch Museum, Oslo, Noruega |
| 1063   |                                                                | Käte and Hugo Perls                                                                                           | 1913           | de:Kunstsammlungen Chemnitz |
| 1064   |                                                                | Elsa Glaser                                                                                                   | 1913           | Munch Museum, Oslo, Noruega |
| 1065   |                                                                | Elsa and Curt Glaser                                                                                          | 1913           | Desconhecida |
| 1066   |                                                                | Elsa Glaser                                                                                                   | 1913           | Kunsthaus Zürich, Switzerland |
| 1067   |                                                                | Irmgard Steinbart                                                                                             | 1913           | Mildred Lane Kemper Art Museum, Washington University in St. Louis, Missouri, USA. Gift of Morton J. May, 1968                         |
| 1068   |                                                                | Irmgard Steinbart                                                                                             | 1913           | Munch Museum, Oslo, Noruega |
| 1069   |                                                                | The Seducer                                                                                                   | 1913           | Munch Museum, Oslo, Noruega |
| 1070   |                                                                | The Seducer                                                                                                   | 1913           | Munch Museum, Oslo, Noruega |
| 1071   |                                                                | Naked Man and Woman                                                                                           | Ca. 1913–15    | Munch Museum, Oslo, Noruega |
| 1072   |                                                                | Seated on a Suitcase                                                                                          | 1913–15        | Munch Museum, Oslo, Noruega |
| 1073   |                                                                | Beneath the Red Apples                                                                                        | 1913–15        | Munch Museum, Oslo, Noruega |
| 1074   |                                                                | Man and Woman                                                                                                 | 1913–15        | Munch Museum, Oslo, Noruega |
| 1075   |                                                                | Man and Woman                                                                                                 | 1913–15        | Munch Museum, Oslo, Noruega |
| 1076   |                                                                | Man and Woman                                                                                                 | 1913–15        | Munch Museum, Oslo, Noruega |
| 1077   |                                                                | Jealousy | 1913           | Städel Museum, Frankfurt am Main, Germany. On loan from a Coleção particular                                                           |
| 1078   |                                                                | Jealousy | 1913–15        | Munch Museum, Oslo, Noruega |
| 1079   |                                                                | Jealousy | 1913–15        | Munch Museum, Oslo, Noruega |
| 1080   |                                                                | Old Man with Naked Woman on his Lap                                                                           | 1913–15        | Munch Museum, Oslo, Noruega |
| 1081   |                                                                | The Secret | 1913           | Munch Museum, Oslo, Noruega |
| 1082   |                                                                | On the Sofa                                                                                                   | 1913           | Munch Museum, Oslo, Noruega |
| 1083   |                                                                | Seated Nude                                                                                                   | 1913           | National Gallery, Oslo, Noruega |
| 1084   |                                                                | Seated Nude                                                                                                   | 1913–14        | Munch Museum, Oslo, Noruega |
| 1085   |                                                                | Morning Yawn                                                                                                  | 1913           | The Art Museums in Bergen, Norway. Bergen Art Museum (Stenersen's collection)                                                          |
| 1086   |                                                                | Boy Lying on his Stomach                                                                                      | 1913           | Munch Museum, Oslo, Noruega |
| 1087   |                                                                | Reclining Nude                                                                                                | 1913–14        | Kunsthalle Hamburg, Germany |
| 1088   |                                                                | Weeping Nude                                                                                                  | 1913–14        | Munch Museum, Oslo, Noruega |
| 1089   |                                                                | Youth | 1913–14        | Munch Museum, Oslo, Noruega |
| 1090   |                                                                | Bathing Men                                                                                                   | 1913–15        | Munch Museum, Oslo, Noruega |
| 1091   |                                                                | Workers in Snow                                                                                               | 1913–15        | Munch Museum, Oslo, Noruega |
| 1092   |                                                                | Snow Shovellers                                                                                               | 1913–14        | Probably lost, previously National Gallery, Berlin, Germany                                                                            |
| 1093   |                                                                | The Logger | 1913           | Munch Museum, Oslo, Noruega |
| 1094   |                                                                | Workers on their Way Home                                                                                     | 1913–14        | Munch Museum, Oslo, Noruega |
| 1095   |                                                                | Workers on their Way Home                                                                                     | 1914           | Statens Museum for Kunst, Copenhagen, Denmark                                                                                          |
| 1096   |                                                                | Kiss on the Shore by Moonlight                                                                                | 1914           | Munch Museum, Oslo, Noruega |
| 1097   |                                                                | Puberty | 1914–16        | Munch Museum, Oslo, Noruega |
| 1098   |                                                                | History: Study for the Boy                                                                                    | 1914–16        | Munch Museum, Oslo, Noruega |
| 1099   |                                                                | History | 1914           | Stenersen Museum, Oslo, Noruega. A gift from Rolf E. Stenersen to the city of Oslo                                                     |
| 1100   |                                                                | Alma Mater: Exploring Children                                                                                | 1914–15        | Munch Museum, Oslo, Noruega |
| 1101   |                                                                | Alma Mater: Middle Part                                                                                       | 1914-15        | Munch Museum, Oslo, Noruega |
| 1102   |                                                                | Alma Mater: Seated Youth                                                                                      | 1914–15        | Munch Museum, Oslo, Noruega |
| 1103   |                                                                | Alma Mater: Standing Child                                                                                    | 1914–15        | Munch Museum, Oslo, Noruega |
| 1104   |                                                                | Alma Mater: Two Sitting Children                                                                              | 1914–15        | Munch Museum, Oslo, Noruega |
| 1105   |                                                                | Alma Mater: Fragment                                                                                          | 1914–15        | Munch Museum, Oslo, Noruega |
| 1106   |                                                                | Alma Mater: Boy Lying Down                                                                                    | 1914–15        | Munch Museum, Oslo, Noruega |
| 1107   |                                                                | Alma Mater: Middle Part                                                                                       | 1914-15        | Munch Museum, Oslo, Noruega |
| 1108   |                                                                | Alma Mater: Two Seated Children                                                                               | 1914–15        | Munch Museum, Oslo, Noruega |
| 1109   |                                                                | Alma Mater | 1914–15(?)     | Munch Museum, Oslo, Noruega |
| 1110   |                                                                | Alma Mater: Portrait Study                                                                                    | 1914–16        | Munch Museum, Oslo, Noruega |
| 1111   |                                                                | Alma Mater: Portrait Study                                                                                    | 1914–16        | Munch Museum, Oslo, Noruega |
| 1112   |                                                                | Geniuses in Sun Rays                                                                                          | 1914–16        | Munch Museum, Oslo, Noruega |
| 1113   |                                                                | Geniuses in Sun Rays                                                                                          | 1914–16        | Munch Museum, Oslo, Noruega |
| 1114   |                                                                | Men Turned towards the Sun                                                                                    | 1914–16        | Munch Museum, Oslo, Noruega |
| 1115   |                                                                | Christen Sandberg                                                                                             | 1914–15        | Moss Klub- og Balselskab |
| 1116   |                                                                | Spring by the Coast                                                                                           | 1914           | Fram Trust, USA |
| 1117   |                                                                | Junipers by the Sea                                                                                           | 1914–15        | Munch Museum, Oslo, Noruega |
| 1118   |                                                                | Birch Trunks                                                                                                  | 1914–15        | Desconhecida |
| 1119   |                                                                | Reclining Nude                                                                                                | 1914–15        | Munch Museum, Oslo, Noruega |
| 1120   |                                                                | Reclining Nude on the Rocks                                                                                   | 1914–15        | Munch Museum, Oslo, Noruega |
| 1121   |                                                                | Bathing Women and Children                                                                                    | 1914–15        | Munch Museum, Oslo, Noruega |
| 1122   |                                                                | Bathing Woman by a Red Cliff                                                                                  | 1914–15        | Munch Museum, Oslo, Noruega |
| 1123   |                                                                | Sunbathing | 1914–15        | Munch Museum, Oslo, Noruega |
| 1124   |                                                                | Sunbathing | 1914–15        | Munch Museum, Oslo, Noruega |
| 1125   |                                                                | Winter on the Coast                                                                                           | 1915           | Coleção particular |
| 1126   |                                                                | Winter on the Coast                                                                                           | 1915           | National Gallery, Oslo, Noruega |
| 1127   |                                                                | Winter on the Coast                                                                                           | 1915           | Harvard Art Museums: Busch-Reisinger Museum, Cambridge, Massachusetts, USA. Gift of Lynn G. Straus in memory of Philip A. Straus       |
| 1128   |                                                                | Bay by the Fjord in Winter                                                                                    | 1915–16        | Wadsworth Atheneum, Hartford, Connecticut, USA. The Ella Gallup Summer and Mary Catlin Summer Collection Fund                          |
| 1129   |                                                                | Coastal Landscape at Hvitsten                                                                                 | 1915           | R. & H. Batliner Art Foundation, Vaduz, Liechtenstein                                                                                  |
| 1130   |                                                                | Death Struggle                                                                                                | 1915           | Statens Museum for Kunst, Copenhagen, Denmark                                                                                          |
| 1131   |                                                                | Death Struggle                                                                                                | 1915           | Munch Museum, Oslo, Noruega |
| 1132   |                                                                | Sacrament | 1915           | Munch Museum, Oslo, Noruega |
| 1133   |                                                                | Death Chamber                                                                                                 | 1915           | Munch Museum, Oslo, Noruega |
| 1134   |                                                                | Two Maids | 1915           | Munch Museum, Oslo, Noruega |
| 1135   |                                                                | Two Women at the Table                                                                                        | 1915-17        | Munch Museum, Oslo, Noruega |
| 1136   |                                                                | Blood Waterfall                                                                                               | 1915–16        | Munch Museum, Oslo, Noruega |
| 1137   |                                                                | Experiment in Colour                                                                                          | 1915–16        | Munch Museum, Oslo, Noruega |
| 1138   |                                                                | Forest Study                                                                                                  | 1915–16        | Munch Museum, Oslo, Noruega |
| 1139   |                                                                | Spring Day on Jeløya                                                                                          | 1915           | Desconhecida |
| 1140   |                                                                | Spring Day on Jeløya                                                                                          | 1915           | Coleção particular |
| 1141   |                                                                | Auction at Grimsrød                                                                                           | 1915           | Coleção particular |
| 1142   |                                                                | Self-Portrait with Hat and Red Tie                                                                            | ca. 1915       | Munch Museum, Oslo, Noruega |
| 1143   |                                                                | Self-Portrait in Hat and Coat                                                                                 | ca. 1915       | Munch Museum, Oslo, Noruega |
| 1144   |                                                                | Self-Portrait against Yellow Background                                                                       | 1915           | Munch Museum, Oslo, Noruega |
| 1145   |                                                                | Self-Portrait with Hat and Overcoat                                                                           | 1915           | Munch Museum, Oslo, Noruega |
| 1146   |                                                                | Male Nude | 1915           | Munch Museum, Oslo, Noruega |
| 1147   |                                                                | Bathing Men on Rocks                                                                                          | 1915           | Munch Museum, Oslo, Noruega |
| 1148   |                                                                | Bathing Men on Rocks                                                                                          | 1915           | Munch Museum, Oslo, Noruega |
| 1149   |                                                                | Naked Man on Rock                                                                                             | 1915           | Munch Museum, Oslo, Noruega |
| 1150   |                                                                | Sunbathing Women on Rocks                                                                                     | 1915           | Munch Museum, Oslo, Noruega |
| 1151   |                                                                | Bathing Men                                                                                                   | 1915           | Munch Museum, Oslo, Noruega |
| 1152   |                                                                | Bathers on Rocks                                                                                              | 1915           | Munch Museum, Oslo, Noruega |
| 1153   |                                                                | Bathing Women on Rocks                                                                                        | 1915           | Munch Museum, Oslo, Noruega |
| 1154   |                                                                | Bathing Men on Rocks                                                                                          | 1915           | Munch Museum, Oslo, Noruega |
| 1155   |                                                                | Red Rocks | 1915           | Munch Museum, Oslo, Noruega |
| 1156   |                                                                | Red Rocks | 1915           | Munch Museum, Oslo, Noruega |
| 1157   |                                                                | Midsummer | 1915           | Munch Museum, Oslo, Noruega |
| 1158   |                                                                | Midsummer | 1915           | National Gallery, Oslo, Noruega |
| 1159   |                                                                | Coastal Landscape at Hvitsten                                                                                 | 1915           | Fram Trust, USA |
| 1160   |                                                                | Sunbathing | 1915           | Munch Museum, Oslo, Noruega |
| 1161   |                                                                | Bathers on Rocks                                                                                              | 1915           | Desconhecida |
| 1162   |                                                                | Sunbathing | 1915           | Desconhecida |
| 1163   |                                                                | Cabbage Field                                                                                                 | 1915           | Munch Museum, Oslo, Noruega |
| 1164   |                                                                | Workers in the Garden                                                                                         | 1915           | Munch Museum, Oslo, Noruega |
| 1165   |                                                                | Man Digging                                                                                                   | 1915           | Munch Museum, Oslo, Noruega |
| 1166   |                                                                | The Death of the Bohemian                                                                                     | 1915–17        | Munch Museum, Oslo, Noruega |
| 1167   |                                                                | The Death of the Bohemian                                                                                     | 1915–20        | Munch Museum, Oslo, Noruega |
| 1168   |                                                                | The Death of the Bohemian                                                                                     | 1915–20        | Munch Museum, Oslo, Noruega |
| 1169   |                                                                | The Death of the Bohemian                                                                                     | 1915–17        | Munch Museum, Oslo, Noruega |
| 1170   |                                                                | Winter in Kragerø                                                                                             | 1916           | Munch Museum, Oslo, Noruega |
| 1171   |                                                                | The Woman | 1916–18        | Munch Museum, Oslo, Noruega |
| 1172   |                                                                | Vampire in the Forest                                                                                         | 1916–18        | Munch Museum, Oslo, Noruega |
| 1173   |                                                                | Vampire | 1916–18        | Munch Museum, Oslo, Noruega |
| 1174   |                                                                | Vampire | 1916–18        | Munch Museum, Oslo, Noruega |
| 1175   |                                                                | Vampire | 1916–18        | Munch Museum, Oslo, Noruega |
| 1176   |                                                                | Vampire | 1916–18        | nl:Sammlung Würth, Künzelsau, Germany                                                                                                  |
| 1177   |                                                                | Bergen Harbour                                                                                                | 1916           | Munch Museum, Oslo, Noruega |
| 1178   |                                                                | Bergen Harbour                                                                                                | 1916           | Munch Museum, Oslo, Noruega |
| 1179   |                                                                | Bergen Harbour                                                                                                | 1916           | Epstein Family Collection, Washington DC, USA                                                                                          |
| 1180   |                                                                | Self-Portrait in Bergen                                                                                       | 1916           | Munch Museum, Oslo, Noruega |
| 1181   |                                                                | Fields in March                                                                                               | 1916           | Coleção particular |
| 1182   |                                                                | Early Spring                                                                                                  | 1916–20        | Munch Museum, Oslo, Noruega |
| 1183   |                                                                | Spring Ploughing                                                                                              | 1916           | Fram Trust, USA |
| 1184   |                                                                | Spring Ploughing                                                                                              | 1916           | Munch Museum, Oslo, Noruega |
| 1185   |                                                                | Ploughed Field                                                                                                | 1916           | Coleção particular |
| 1186   |                                                                | Coastal Landscape at Hvitsten                                                                                 | 1916–17        | Coleção particular |
| 1187   |                                                                | Coastal Landscape at Hvitsten                                                                                 | 1916–17        | Coleção particular |
| 1188   |                                                                | Waves Breaking on the Rocks                                                                                   | 1916–19        | Munch Museum, Oslo, Noruega |
| 1189   |                                                                | The Fight | 1916           | Munch Museum, Oslo, Noruega |
| 1190   |                                                                | Christian Gierløff in Åsgårdstrand                                                                            | 1916           | Coleção particular |
| 1191   |                                                                | Kai Møller | 1916–19        | Felleskjøpet Østlandet, Norway |
| 1192   |                                                                | Kai Møller | 1916           | Munch Museum, Oslo, Noruega |
| 1193   |                                                                | Leopold Wondt                                                                                                 | 1916           | Munch Museum, Oslo, Noruega |
| 1194   |                                                                | Leopold Wondt                                                                                                 | 1916           | Axel C. Eitzen |
| 1195   |                                                                | Man in the Cabbage Field                                                                                      | 1916           | National Gallery, Oslo, Noruega |
| 1196   |                                                                | Young Woman in the Garden                                                                                     | 1916           | Munch Museum, Oslo, Noruega |
| 1197   |                                                                | Autumn Colours                                                                                                | 1916–20        | Munch Museum, Oslo, Noruega |
| 1198   |                                                                | Two People on a Bench                                                                                         | 1916           | Munch Museum, Oslo, Noruega |
| 1199   |                                                                | Greenhouse in Autumn                                                                                          | 1916           | Munch Museum, Oslo, Noruega |
| 1200   |                                                                | Ploughing Horses                                                                                              | 1916–17        | Munch Museum, Oslo, Noruega |
| 1201   |                                                                | Ploughed Field                                                                                                | 1916–20        | Munch Museum, Oslo, Noruega |
| 1202   |                                                                | The Sower | 1916–20        | Munch Museum, Oslo, Noruega |
| 1203   |                                                                | Seated Young Woman                                                                                            | 1916           | Munch Museum, Oslo, Noruega |
| 1204   |                                                                | Seated Young Woman                                                                                            | 1916           | Coleção particular |
| 1205   |                                                                | Model with Hat and Coat                                                                                       | 1916–17        | Munch Museum, Oslo, Noruega |
| 1206   |                                                                | Seated Nude on the Edge of the Bed                                                                            | 1916           | Moderna Museet, Stockholm, Sweden |
| 1207   |                                                                | Seated Nude on the Edge of the Bed                                                                            | 1916           | Coleção particular |
| 1208   |                                                                | Standing Nude                                                                                                 | 1916           | Coleção particular |
| 1209   |                                                                | Nude Half Figure                                                                                              | 1916-17        | Desconhecida |
| 1210   |                                                                | Reclining Nude                                                                                                | 1916–17        | Munch Museum, Oslo, Noruega |
| 1211   |                                                                | At the Grand Piano                                                                                            | 1916–17        | Munch Museum, Oslo, Noruega |
| 1212   |                                                                | African with Green Scarf                                                                                      | 1916           | Munch Museum, Oslo, Noruega |
| 1213   |                                                                | African with Green Scarf                                                                                      | 1916           | Munch Museum, Oslo, Noruega |
| 1214   |                                                                | African in Green Coat                                                                                         | 1916–17        | Munch Museum, Oslo, Noruega |
| 1215   |                                                                | Seated Naked Man with Dog                                                                                     | 1916–17        | Munch Museum, Oslo, Noruega |
| 1216   |                                                                | Reclining Woman and Standing African                                                                          | 1916–17        | Munch Museum, Oslo, Noruega |
| 1217   |                                                                | Cleopatra and the Slave                                                                                       | 1916–21        | Munch Museum, Oslo, Noruega |
| 1218   |                                                                | Cleopatra | 1916           | Munch Museum, Oslo, Noruega |
| 1219   |                                                                | Standing Naked African                                                                                        | 1916           | Stenersen Museum, Oslo, Noruega. A gift from Rolf E. Stenersen to the city of Oslo                                                     |
| 1220   |                                                                | Alma Mater | 1916 (1915–16) | University of Oslo, The Aula |
| 1221   |                                                                | Geniuses in Lightstream                                                                                       | 1914–16        | University of Oslo, The Aula |
| 1222   |                                                                | Awakening Men in Lightstream                                                                                  | 1914–16        | University of Oslo, The Aula |
| 1223   |                                                                | Women Turned towards the Sun                                                                                  | 1914–16        | University of Oslo, The Aula |
| 1224   |                                                                | Men Turned towards the Sun                                                                                    | 1914–16        | University of Oslo, The Aula |
| 1225   |                                                                | New Rays | 1914–16        | University of Oslo, The Aula |
| 1226   |                                                                | The Source | 1915–16        | University of Oslo, The Aula |
| 1227   |                                                                | Chemistry | 1914–16        | University of Oslo, The Aula |
| 1228   |                                                                | Harvesting Women                                                                                              | 1915–16        | University of Oslo, The Aula |
| 1229   |                                                                | Fruit trees in Blossom in the Wind                                                                            | 1917–19        | Munch Museum, Oslo, Noruega |
| 1230   |                                                                | Fruit Trees in Blossom                                                                                        | 1917–19        | Munch Museum, Oslo, Noruega |
| 1231   |                                                                | Woman in a Green Meadow                                                                                       | 1917           | Munch Museum, Oslo, Noruega |
| 1232   |                                                                | In the WInd                                                                                                   | 1917           | Desconhecida |
| 1233   |                                                                | Woman in a White Dress                                                                                        | 1917           | Munch Museum, Oslo, Noruega |
| 1234   |                                                                | Promenade in Spring                                                                                           | 1917           | Munch Museum, Oslo, Noruega |
| 1235   |                                                                | Summer Night                                                                                                  | 1917           | Desconhecida |
| 1236   |                                                                | Two White Horses in a Green Meadow                                                                            | 1917–20        | Munch Museum, Oslo, Noruega |
| 1237   |                                                                | White Horse Seen from the Rear                                                                                | 1917–20        | Munch Museum, Oslo, Noruega |
| 1238   |                                                                | Horse and Man in the Field                                                                                    | 1917–20        | Munch Museum, Oslo, Noruega |
| 1239   |                                                                | White Horse in a Green Meadow                                                                                 | 1917–20        | Munch Museum, Oslo, Noruega |
| 1240   |                                                                | Behind the Plough                                                                                             | 1917           | Munch Museum, Oslo, Noruega |
| 1241   |                                                                | Weeding | 1917–19        | Moderna Museet, Stockholm, Sweden |
| 1242   |                                                                | Field Work | 1917           | Coleção particular, USA |
| 1243   |                                                                | Cutting the Corn                                                                                              | 1917           | Munch Museum, Oslo, Noruega |
| 1244   |                                                                | Corn Harvest                                                                                                  | 1917           | Coleção particular |
| 1245   |                                                                | Corn Field | 1917           | University of Iowa Museum of Art, Iowa City, Iowa, USA. Gift from Owen and Leone Elliott                                               |
| 1246   |                                                                | Reaping the Corn                                                                                              | 1917–23        | Fram Trust, USA |
| 1247   |                                                                | The Haymaker                                                                                                  | 1917           | Munch Museum, Oslo, Noruega |
| 1248   |                                                                | The Haymaker                                                                                                  | 1917           | Munch Museum, Oslo, Noruega |
| 1249   |                                                                | Nude in the Forest                                                                                            | 1917           | Coleção particular |
| 1250   |                                                                | Nude in the Forest                                                                                            | 1917           | Munch Museum, Oslo, Noruega |
| 1251   |                                                                | Mermaid on the Beach                                                                                          | 1917?          | Munch Museum, Oslo, Noruega |
| 1252   |                                                                | Bathing Women                                                                                                 | 1917?          | Munch Museum, Oslo, Noruega |
| 1253   |                                                                | Seated Nude in the Woods                                                                                      | 1917?          | Portland Art Museum, Oregon, USA. Purchased by the Activities Council for the Portland Art Museum.                                     |
| 1254   |                                                                | Thorvald Løchen                                                                                               | 1917           | Munch Museum, Oslo, Noruega |
| 1255   |                                                                | Thorvald Løchen                                                                                               | 1917           | Munch Museum, Oslo, Noruega |
| 1256   |                                                                | Thorvald Løchen                                                                                               | 1917           | Munch Museum, Oslo, Noruega |
| 1257   |                                                                | Hieronymus Heyerdahl                                                                                          | 1917           | Munch Museum, Oslo, Noruega |
| 1258   |                                                                | Hieronymus Heyerdahl                                                                                          | 1917–18        | Oslo City Hall, Norway |
| 1259   |                                                                | Hieronymus Heyerdahl                                                                                          | 1917           | Axel C. Eitzen |
| 1260   |                                                                | Dagny Konow                                                                                                   | 1917           | Munch Museum, Oslo, Noruega |
| 1261   |                                                                | Dagny Konow                                                                                                   | 1917           | Munch Museum, Oslo, Noruega |
| 1262   |                                                                | Female Nudes, Standing and Lying down                                                                         | 191            | Munch Museum, Oslo, Noruega |
| 1263   |                                                                | Two Seated Nudes                                                                                              | 1917           | Munch Museum, Oslo, Noruega |
| 1264   |                                                                | Women in the Bath                                                                                             | 1917           | Munch Museum, Oslo, Noruega |
| 1265   |                                                                | Women in the Bath                                                                                             | 1917           | Munch Museum, Oslo, Noruega |
| 1266   |                                                                | Conversation                                                                                                  | 1917           | Coleção particular |
| 1267   |                                                                | Conversation                                                                                                  | 1917–18        | Munch Museum, Oslo, Noruega |
| 1268   |                                                                | Nude in Front of the Mirror                                                                                   | 1917–20        | Munch Museum, Oslo, Noruega |
| 1269   |                                                                | Female Nudes, Seated and Standing                                                                             | 1917–18        | Munch Museum, Oslo, Noruega |
| 1270   |                                                                | Two Reclining Nudes                                                                                           | 1917–19        | Munch Museum, Oslo, Noruega |
| 1271   |                                                                | Seated Female Nudes                                                                                           | 1917           | Coleção particular |
| 1272   |                                                                | Nude Female Back                                                                                              | 1917–19        | Munch Museum, Oslo, Noruega |
| 1273   |                                                                | Crouching Nude                                                                                                | 1917–19        | Munch Museum, Oslo, Noruega |
| 1274   |                                                                | Two Models | 1917           | Coleção particular |
| 1275   |                                                                | Double Portrait                                                                                               | 1918           | Fram Trust, USA |
| 1276   |                                                                | Double Portrait                                                                                               | 1918           | Desconhecida |
| 1277   |                                                                | Double Portrait                                                                                               | 1918           | Coleção particular |
| 1278   |                                                                | Two Reclining Women                                                                                           | 1918–19        | Coleção particular |
| 1279   |                                                                | Two Seated Women                                                                                              | 1918–19        | Munch Museum, Oslo, Noruega |
| 1280   |                                                                | Seated Man (Possibly a self-portrait)                                                                         | 1918           | Desconhecida |
| 1281   |                                                                | Coastal Landscape                                                                                             | 1918           | Kunstmuseum Basel, Switzerland |
| 1282   |                                                                | Landscape from Hvitsten                                                                                       | 1918–19        | Munch Museum, Oslo, Noruega |
| 1283   |                                                                | Bathing Man                                                                                                   | 1918           | Munch Museum, Oslo, Noruega |
| 1284   |                                                                | Bathing Man                                                                                                   | 1918           | National Gallery, Oslo, Noruega |
| 1285   |                                                                | Bathing Men                                                                                                   | 1918           | Munch Museum, Oslo, Noruega |
| 1286   |                                                                | Man with Horse                                                                                                | 1918           | Coleção particular |
| 1287   |                                                                | Man with Horse                                                                                                | 1918           | Fram Trust, USA |
| 1288   |                                                                | Else Mustad                                                                                                   | 1918           | Munch Museum, Oslo, Noruega |
| 1289   |                                                                | Woman with Poppies                                                                                            | 1918–19        | Munch Museum, Oslo, Noruega |
| 1290   |                                                                | Fjord Landscape                                                                                               | 1918           | Coleção particular |
| 1291   |                                                                | War | 1918–19        | Munch Museum, Oslo, Noruega |
| 1292   |                                                                | War | 1918–19        | Munch Museum, Oslo, Noruega |
| 1293   |                                                                | Peace and the Rainbow                                                                                         | 1918–19        | Munch Museum, Oslo, Noruega |
| 1294   |                                                                | The Rainbow                                                                                                   | 1918–19        | Munch Museum, Oslo, Noruega |
| 1295   |                                                                | Self-Portrait with the Spanish Flu                                                                            | 1919           | Behnhaus, Lübeck, Germany |
| 1296   |                                                                | Self-Portrait with the Spanish Flu                                                                            | 1919           | National Gallery, Oslo, Noruega |
| 1297   |                                                                | Self-Portrait after the Spanish Flu                                                                           | 1919           | Munch Museum, Oslo, Noruega |
| 1298   |                                                                | Flowers in a Vase                                                                                             | 1919–20        | Munch Museum, Oslo, Noruega |
| 1299   |                                                                | Winter Night                                                                                                  | 1919           | Harvard Art Museums, Busch-Reisinger Museum, Cambridge, Massachusetts, USA                                                             |
| 1300   |                                                                | Thawing Snow                                                                                                  | 1919           | Fram Trust, USA |
| 1301   |                                                                | March | 1919           | Moderna Museet, Stockholm, Sweden |
| 1302   |                                                                | March | 1919           | Munch Museum, Oslo, Noruega |
| 1303   |                                                                | The Magic Forest                                                                                              | 1919           | Munch Museum, Oslo, Noruega |
| 1304   |                                                                | 17th of May in a Small, Norwegian Town                                                                        | 1919           | Munch Museum, Oslo, Noruega |
| 1305   |                                                                | Waves | 1919           | Coleção particular |
| 1306   |                                                                | Anton Brünings                                                                                                | 1919           | Axel C. Eitzen |
| 1307   |                                                                | Anton Brünings                                                                                                | 1919           | Denofa and Lilleborg, Fredrikstad, Norway                                                                                              |
| 1308   |                                                                | Anton Brünings                                                                                                | 1919           | Munch Museum, Oslo, Noruega |
| 1309   |                                                                | Anton Brünings                                                                                                | 1919           | Munch Museum, Oslo, Noruega |
| 1310   |                                                                | Two Teenagers                                                                                                 | 1919           | Munch Museum, Oslo, Noruega |
| 1311   |                                                                | Female Nude in the Woods                                                                                      | 1919           | Munch Museum, Oslo, Noruega |
| 1312   |                                                                | Male Nude in the Woods                                                                                        | 1919           | Munch Museum, Oslo, Noruega |
| 1313   |                                                                | Male Nude Leaning forwards in the Woods                                                                       | 1919           | Munch Museum, Oslo, Noruega |
| 1314   |                                                                | Naked Man and Woman in the Woods                                                                              | 1919–25        | Munch Museum, Oslo, Noruega |
| 1315   |                                                                | Naked Men in the Woods                                                                                        | 1919–25        | Stenersen Museum, Oslo, Noruega. A gift from Rolf E. Stenersen to the city of Oslo                                                     |
| 1316   |                                                                | Naked Men in the Woods                                                                                        | 1919–25        | Munch Museum, Oslo, Noruega |
| 1317   |                                                                | Naked men in the Woods                                                                                        | 1919–25        | Munch Museum, Oslo, Noruega |
| 1318   |                                                                | Woman Seated on a Couch                                                                                       | 1919           | Munch Museum, Oslo, Noruega |
| 1319   |                                                                | Woman with her Hair Hanging Loose                                                                             | 1919           | Munch Museum, Oslo, Noruega |
| 1320   |                                                                | The Cat | 1919           | Hirshhorn Museum and Sculpture Garden, Smithsonian Institution, Washington DC, USA. Gift from the Joseph H. Hirshhorn Foundation, 1966 |
| 1321   |                                                                | Weeping Nude                                                                                                  | 1919           | Sarah Campbell Blaffer Foundation, Houston, Texas, USA                                                                                 |
| 1322   |                                                                | Kneeling Nude                                                                                                 | 1919–20        | Sarah Campbell Blaffer Foundation, Houston, Texas, USA                                                                                 |
| 1323   |                                                                | Model by the Wicker Chair                                                                                     | 1919–21        | Munch Museum, Oslo, Noruega |
| 1324   |                                                                | Model by the Wicker Chair                                                                                     | 1919–21        | Munch Museum, Oslo, Noruega |
| 1325   |                                                                | Standing Nude                                                                                                 | 1919–20        | Munch Museum, Oslo, Noruega |
| 1326   |                                                                | Model by the Wicker Chair                                                                                     | 1919–21        | Munch Museum, Oslo, Noruega |
| 1327   |                                                                | The Artist and his Model                                                                                      | 1919-21        | Munch Museum, Oslo, Noruega |
| 1328   |                                                                | The Artist and his Model. Jealousy-Theme                                                                      | 1919–21        | Munch Museum, Oslo, Noruega |
| 1329   |                                                                | The Artist and his Model                                                                                      | 1919-21        | Munch Museum, Oslo, Noruega |
| 1330   |                                                                | Model in Dressing Gown                                                                                        | 1919–21        | Munch Museum, Oslo, Noruega |
| 1331   |                                                                | The Artist and his Model                                                                                      | 1919-21        | Munch Museum, Oslo, Noruega |
| 1332   |                                                                | Cheek to Cheek                                                                                                | 1919–20        | Munch Museum, Oslo, Noruega |
| 1333   |                                                                | Airdale Terrier                                                                                               | 1919–20        | Munch Museum, Oslo, Noruega |
| 1334   |                                                                | Five Puppies on the Carpet                                                                                    | 1919–21        | Munch Museum, Oslo, Noruega |
| 1335   |                                                                | Two Women in White Dresses in the Garden                                                                      | 1919           | Munch Museum, Oslo, Noruega |
| 1336   |                                                                | Two Women under the Tree in the Garden                                                                        | 1919           | Munch Museum, Oslo, Noruega |
| 1337   |                                                                | Two Women in the Garden                                                                                       | 1919           | Munch Museum, Oslo, Noruega |
| 1338   |                                                                | Two Women in the Garden                                                                                       | 1919           | Munch Museum, Oslo, Noruega |
| 1339   |                                                                | Under the Apple Tree                                                                                          | 1919           | Munch Museum, Oslo, Noruega |
| 1340   |                                                                | Murder on the Road                                                                                            | 1919           | Munch Museum, Oslo, Noruega |
| 1341   |                                                                | Autumn Ploughing                                                                                              | 1919           | National Gallery, Oslo, Noruega |
| 1342   |                                                                | Man Ploughing with a White Horse                                                                              | 1919–20        | Munch Museum, Oslo, Noruega |
| 1343   |                                                                | Man Ploughing with a White Horse                                                                              | 1919–20        | Munch Museum, Oslo, Noruega |
| 1344   |                                                                | Horse Team Ploughing                                                                                          | 1919–20        | Munch Museum, Oslo, Noruega |
| 1345   |                                                                | Ploughing Horses                                                                                              | 1919–20        | Munch Museum, Oslo, Noruega |
| 1346   |                                                                | Man on the Harvester                                                                                          | 1919–21        | Munch Museum, Oslo, Noruega |
| 1347   |                                                                | Two Black Horses at the Plough                                                                                | 1919–21        | Munch Museum, Oslo, Noruega |
| 1348   |                                                                | Elm Forest in Autumn                                                                                          | 1919–20        | Munch Museum, Oslo, Noruega |
| 1349   |                                                                | Elm Forest in Autumn                                                                                          | 1919–20        | Munch Museum, Oslo, Noruega |
| 1350   |                                                                | Rugged Trunks                                                                                                 | 1919–20        | Munch Museum, Oslo, Noruega |
| 1351   |                                                                | Elm Forest in Autumn                                                                                          | 1919–20        | Munch Museum, Oslo, Noruega |
| 1352   |                                                                | Elm Forest in Autumn                                                                                          | 1919–20        | Munch Museum, Oslo, Noruega |
| 1353   |                                                                | Fire at Grønland (A borough in Oslo)                                                                          | 1919–20        | Munch Museum, Oslo, Noruega |
| 1354   |                                                                | Hodman at Work on the Studio Building                                                                         | 1920           | Munch Museum, Oslo, Noruega |
| 1355   |                                                                | Hodman at Work on the Studio Building                                                                         | 1920           | Munch Museum, Oslo, Noruega |
| 1356   |                                                                | Bricklayers at Work on the Studio Building                                                                    | 1920           | Munch Museum, Oslo, Noruega |
| 1357   |                                                                | Hodman on the Ladder                                                                                          | 1920           | Munch Museum, Oslo, Noruega |
| 1358   |                                                                | Building Workers in Snow                                                                                      | 1920           | Munch Museum, Oslo, Noruega |
| 1359   |                                                                | Building Workers in Snow                                                                                      | 1920           | Munch Museum, Oslo, Noruega |
| 1360   |                                                                | Street Workers in Snow                                                                                        | 1920           | Coleção particular |
| 1361   |                                                                | Workers Returning Home                                                                                        | 1920           | National Gallery, Oslo, Noruega |
| 1362   |                                                                | Timbermen at Work on the Studio Building                                                                      | 1920           | Munch Museum, Oslo, Noruega |
| 1363   |                                                                | Building Workers in the Studio                                                                                | 1920           | Munch Museum, Oslo, Noruega |
| 1364   |                                                                | Carpenters in the Studio                                                                                      | 1920           | Munch Museum, Oslo, Noruega |
| 1365   |                                                                | Building Workers in the Studio                                                                                | 1920           | Munch Museum, Oslo, Noruega |
| 1366   |                                                                | Workers and Horse                                                                                             | 1920–30        | Munch Museum, Oslo, Noruega |
| 1367   |                                                                | Runaway Horse in Street                                                                                       | 1920–25        | Munch Museum, Oslo, Noruega |
| 1368   |                                                                | Worker with Wheelbarrow                                                                                       | 1920–30        | Coleção particular |
| 1369   |                                                                | Fields in Springtime                                                                                          | 1920–24        | Munch Museum, Oslo, Noruega |
| 1370   |                                                                | Landscape near Skøyen                                                                                         | 1920–30        | Desconhecida |
| 1371   |                                                                | The Tram loop at Skøyen                                                                                       | 1920–30        | Munch Museum, Oslo, Noruega |
| 1372   |                                                                | Digging Men with Horse and Cart                                                                               | 1920           | Munch Museum, Oslo, Noruega |
| 1373   |                                                                | Digging Men with Horse and Cart                                                                               | 1920           | Munch Museum, Oslo, Noruega |
| 1374   |                                                                | Elm Forest in Summer                                                                                          | 1920–23        | Munch Museum, Oslo, Noruega |
| 1375   |                                                                | Two Women in the Woods at Ekely                                                                               | 1920–23        | Munch Museum, Oslo, Noruega |
| 1376   |                                                                | Mother and Daughter in the Garden                                                                             | 1920           | Munch Museum, Oslo, Noruega |
| 1377   |                                                                | Mother and Daughter in the Garden                                                                             | 1920           | Munch Museum, Oslo, Noruega |
| 1378   |                                                                | Landscape with Green Fields                                                                                   | 1920–30        | Munch Museum, Oslo, Noruega |
| 1379   |                                                                | Sunbathing | 1920–25        | Munch Museum, Oslo, Noruega |
| 1380   |                                                                | Washing Clothes by the Sea                                                                                    | 1920–30        | Desconhecida |
| 1381   |                                                                | Moonlight on the Fjord                                                                                        | 1920           | Desconhecida |
| 1382   |                                                                | Man with Bronchitis                                                                                           | 1920           | Munch Museum, Oslo, Noruega |
| 1383   |                                                                | Sleeples Night. Self-Portrait in Inner Turmoil                                                                | 1920           | Munch Museum, Oslo, Noruega |
| 1384   |                                                                | Three Women                                                                                                   | 1920–25        | Munch Museum, Oslo, Noruega |
| 1385   |                                                                | Model with Hat, Seated on the Couch                                                                           | 1920           | Munch Museum, Oslo, Noruega |
| 1386   |                                                                | Model Seated on the Couch                                                                                     | 1920–21        | Munch Museum, Oslo, Noruega |
| 1387   |                                                                | Apple Tree by the Studio                                                                                      | 1920–28        | Munch Museum, Oslo, Noruega |
| 1388   |                                                                | Garden with Apple Trees                                                                                       | 1920           | Munch Museum, Oslo, Noruega |
| 1389   |                                                                | Apple Tree | 1920–28        | Munch Museum, Oslo, Noruega |
| 1390   |                                                                | Drying Hay | 1920           | Munch Museum, Oslo, Noruega |
| 1391   |                                                                | Forest with Two Figures                                                                                       | 1920–30?       | Munch Museum, Oslo, Noruega |
| 1392   |                                                                | Tree Trunks                                                                                                   | 1920–30?       | Munch Museum, Oslo, Noruega |
| 1393   |                                                                | Tree Trunks                                                                                                   | 1920–30?       | Munch Museum, Oslo, Noruega |
| 1394   |                                                                | Alma Mater | 1920–30        | Munch Museum, Oslo, Noruega |
| 1395   |                                                                | Alma Mater | 1920–30        | Munch Museum, Oslo, Noruega |
| 1396   |                                                                | Winter Night                                                                                                  | 1921           | Von der Heydt Museum, Wuppertal, Germany                                                                                               |
| 1397   |                                                                | Horse Team in Snow                                                                                            | 1921–22        | Munch Museum, Oslo, Noruega |
| 1398   |                                                                | The Apple Tree                                                                                                | 1921           | Kunsthaus Zürich, Switzerland. Gift from Aldfred Rütschi                                                                               |
| 1399   |                                                                | Inger Barth                                                                                                   | 1921           | Stenersen Museum, Oslo, Noruega. A gift from Rolf E. Stenersen to the city of Oslo                                                     |
| 1400   |                                                                | Inger Barth                                                                                                   | 1921           | Coleção particular |
| 1401   |                                                                | Summer at Ekely                                                                                               | 1921–30        | Munch Museum, Oslo, Noruega |
| 1402   |                                                                | Summer at Ekely                                                                                               | 1921–30        | Munch Museum, Oslo, Noruega |
| 1403   |                                                                | Summer at Ekely                                                                                               | 1921–30        | Munch Museum, Oslo, Noruega |
| 1404   |                                                                | The Dance of Life                                                                                             | 1921           | Stenersen Museum, Oslo, Noruega. A gift from Rolf E. Stenersen to the city of Oslo                                                     |
| 1405   |                                                                | Kiss on the Beach                                                                                             | 1921           | Sarah Campbell Blaffer Foundation, Houston, Texas, USA                                                                                 |
| 1406   |                                                                | Meeting | 1921           | Coleção particular |
| 1407   |                                                                | Meeting | 1921           | Munch Museum, Oslo, Noruega |
| 1408   |                                                                | Naked Couple on the Beach                                                                                     | 1921–30        | Munch Museum, Oslo, Noruega |
| 1409   |                                                                | Naked Couple under the Trees                                                                                  | 1921–23        | Munch Museum, Oslo, Noruega |
| 1410   |                                                                | Kiss on the Beach                                                                                             | 1921–23        | Munch Museum, Oslo, Noruega |
| 1411   |                                                                | Dance on the Beach                                                                                            | 1921–23        | Munch Museum, Oslo, Noruega |
| 1412   |                                                                | Meeting on the Beach                                                                                          | 1921–25        | Munch Museum, Oslo, Noruega |
| 1413   |                                                                | Meeting on the Beach                                                                                          | 1921–25        | Munch Museum, Oslo, Noruega |
| 1414   |                                                                | Dance on the Beach (The Freia Frieze VII)                                                                     | 1922           | Freia Chocolate Factory, Oslo, Noruega                                                                                                 |
| 1415   |                                                                | Men and Women on the Beach (The Freia Frieze II)                                                              | 1922           | Freia Chocolate Factory, Oslo, Noruega                                                                                                 |
| 1416   |                                                                | Farewell (The Freia Frieze III)                                                                               | 1922           | Freia Chocolate Factory, Oslo, Noruega                                                                                                 |
| 1417   |                                                                | Girls Watering Flowers (The Freia Frieze IV)                                                                  | 1922           | Freia Chocolate Factory, Oslo, Noruega                                                                                                 |
| 1418   |                                                                | Harvesting the Tree (The Freia Frieze V)                                                                      | 1922           | Freia Chocolate Factory, Oslo, Noruega                                                                                                 |
| 1419   |                                                                | Girls Harvesting Fruit (The Freia Frieze VI)                                                                  | 1922           | Freia Chocolate Factory, Oslo, Noruega                                                                                                 |
| 1420   |                                                                | On the Way to the Boat (The Freia Frieze I)                                                                   | 1922           | Freia Chocolate Factory, Oslo, Noruega                                                                                                 |
| 1421   |                                                                | Fertility (The Freia Frieze VIII)                                                                             | 1922           | Freia Chocolate Factory, Oslo, Noruega                                                                                                 |
| 1422   |                                                                | Four Girls in Åsgårdstrand (The Freia Frieze IX)                                                              | 1922           | Freia Chocolate Factory, Oslo, Noruega                                                                                                 |
| 1423   |                                                                | The Fairytale Forest (The Freia Frieze X)                                                                     | 1922           | Freia Chocolate Factory, Oslo, Noruega                                                                                                 |
| 1424   |                                                                | Out at Sea (The Freia Frieze XI)                                                                              | 1922           | Freia Chocolate Factory, Oslo, Noruega                                                                                                 |
| 1425   |                                                                | Youth on the Beach (The Freia Frieze XII)                                                                     | 1922           | Freia Chocolate Factory, Oslo, Noruega                                                                                                 |
| 1426   |                                                                | Four Girls in Åsgårdstrand                                                                                    | 1922           | Munch Museum, Oslo, Noruega |
| 1427   |                                                                | Promenade on Karl Johan                                                                                       | 1922–24        | Munch Museum, Oslo, Noruega |
| 1428   |                                                                | The Promenade                                                                                                 | 1922–24        | Munch Museum, Oslo, Noruega |
| 1429   |                                                                | Blue Coat in Sunshine                                                                                         | 1922           | Alexander M. Vik |
| 1430   |                                                                | Coastal Landscape at Hvitsten                                                                                 | 1922           | Coleção particular, USA |
| 1431   |                                                                | Wilhelm Wartmann                                                                                              | 1922           | Munch Museum, Oslo, Noruega |
| 1432   |                                                                | Standing Nude                                                                                                 | 1922–23        | Munch Museum, Oslo, Noruega |
| 1433   |                                                                | Female Portrait against Yellow Background                                                                     | 1922           | Coleção particular |
| 1434   |                                                                | Standing Woman                                                                                                | 1922–23        | Munch Museum, Oslo, Noruega |
| 1435   |                                                                | Portrait of Model                                                                                             | 1922-23        | Munch Museum, Oslo, Noruega |
| 1436   |                                                                | Standing Nude: Half-Figure                                                                                    | 1922-23        | Munch Museum, Oslo, Noruega |
| 1437   |                                                                | Standing Nude                                                                                                 | 1922–23        | Munch Museum, Oslo, Noruega |
| 1438   |                                                                | Standing Nude                                                                                                 | 1922–23        | Munch Museum, Oslo, Noruega |
| 1439   |                                                                | Standing Nude with Arms behind her Head                                                                       | 1922–25        | Munch Museum, Oslo, Noruega |
| 1440   |                                                                | Standing Nude: Noon                                                                                           | 1922–23        | Munch Museum, Oslo, Noruega |
| 1441   |                                                                | Standing Nude: Noon                                                                                           | 1922–23        | Munch Museum, Oslo, Noruega |
| 1442   |                                                                | Standing Nude: Evening                                                                                        | 1922–25        | Munch Museum, Oslo, Noruega |
| 1443   |                                                                | Seated Nude: Morning                                                                                          | 1922–23        | Munch Museum, Oslo, Noruega |
| 1444   |                                                                | Seated Nude: Morning                                                                                          | 1922–25        | Munch Museum, Oslo, Noruega |
| 1445   |                                                                | Reclining Nude: Night                                                                                         | 1922–24        | Munch Museum, Oslo, Noruega |
| 1446   |                                                                | Reclining Nude: Night                                                                                         | 1925           | Munch Museum, Oslo, Noruega |
| 1447   |                                                                | Kneeling Nude                                                                                                 | 1922           | Coleção particular |
| 1448   |                                                                | Kneeling Nude                                                                                                 | 1922–26        | Munch Museum, Oslo, Noruega |
| 1449   |                                                                | Kneeling Nude                                                                                                 | 1922–26        | Munch Museum, Oslo, Noruega |
| 1450   |                                                                | Kneeling Nude                                                                                                 | 1922–26        | Stenersen Museum, Oslo, Noruega. A gift from Rolf E. Stenersen to the city of Oslo                                                     |
| 1451   |                                                                | Starry Night                                                                                                  | 1922–24        | Munch Museum, Oslo, Noruega |
| 1452   |                                                                | Starry Night                                                                                                  | 1922–24        | Munch Museum, Oslo, Noruega |
| 1453   |                                                                | Starry Night                                                                                                  | 1922–24        | Munch Museum, Oslo, Noruega |
| 1454   |                                                                | Winter Night                                                                                                  | 1922–26        | Munch Museum, Oslo, Noruega |
| 1455   |                                                                | Woman by the House Corner                                                                                     | 1922–24        | Munch Museum, Oslo, Noruega |
| 1456   |                                                                | Woman by the Veranda Stairs                                                                                   | 1922–24        | The Saltzman Family Collection |
| 1457   |                                                                | On the Veranda Stairs                                                                                         | 1922–24        | Munch Museum, Oslo, Noruega |
| 1458   |                                                                | On the Veranda Stairs                                                                                         | 1922–24        | Munch Museum, Oslo, Noruega |
| 1459   |                                                                | Winter Night                                                                                                  | 1923           | Coleção particular |
| 1460   |                                                                | House Wall in Moonlight                                                                                       | 1922–24        | Munch Museum, Oslo, Noruega |
| 1461   |                                                                | Snow Landscape at Night                                                                                       | 1923–26        | Staatsgalerie Stuttgart, Germany |
| 1462   |                                                                | The Night Wanderer (A self-portrait)                                                                          | 1923–24        | Munch Museum, Oslo, Noruega |
| 1463   |                                                                | Self-Portrait in Hat and Coat                                                                                 | 1923–24        | Munch Museum, Oslo, Noruega |
| 1464   |                                                                | Self-Portrait with Hands in Pockets                                                                           | 1923–26        | Munch Museum, Oslo, Noruega |
| 1465   |                                                                | Horse Team in Snow                                                                                            | 1923           | Munch Museum, Oslo, Noruega |
| 1466   |                                                                | Horse Team and a St. Bernhard in the Snow                                                                     | 1923           | Munch Museum, Oslo, Noruega |
| 1467   |                                                                | Rugged Trunk in Snow                                                                                          | 1923           | Munch Museum, Oslo, Noruega |
| 1468   |                                                                | Rugged Trunks in Snow                                                                                         | 1923–25        | Munch Museum, Oslo, Noruega |
| 1469   |                                                                | Rugged Trunks in Snow                                                                                         | 1923           | Coleção particular |
| 1470   |                                                                | Rugged Trunks in Snow                                                                                         | 1923           | Munch Museum, Oslo, Noruega |
| 1471   |                                                                | Rugged Trunks in Snow                                                                                         | Ca. 1923       | Munch Museum, Oslo, Noruega |
| 1472   |                                                                | Elm Forest in Spring                                                                                          | 1923           | Fram Trust, USA |
| 1473   |                                                                | Elm Forest in Spring                                                                                          | 1923–25        | Munch Museum, Oslo, Noruega |
| 1474   |                                                                | Elm Forest in Spring                                                                                          | Ca. 1923       | Munch Museum, Oslo, Noruega |
| 1475   |                                                                | Elm Forest in Spring                                                                                          | 1923–25        | Munch Museum, Oslo, Noruega |
| 1476   |                                                                | Elm Forest in Spring                                                                                          | Ca. 1923       | Munch Museum, Oslo, Noruega |
| 1477   |                                                                | Rugged Tree Trunks in Summer                                                                                  | 1923           | Munch Museum, Oslo, Noruega |
| 1478   |                                                                | Rugged Tree Trunks in Summer                                                                                  | Ca. 1923       | Munch Museum, Oslo, Noruega |
| 1479   |                                                                | Spring Landscape                                                                                              | 1923–24        | Coleção particular |
| 1480   |                                                                | Road with Trees                                                                                               | 1923           | Coleção particular |
| 1481   |                                                                | Autumn by the Greenhouse                                                                                      | 1923–25        | Desconhecida |
| 1482   |                                                                | Wilhelm Wartmann                                                                                              | 1923           | Kunsthaus Zürich, Switzerland |
| 1483   |                                                                | Wilhelm Wartmann                                                                                              | 1923           | de:Kunstmuseum St. Gallen, Switzerland. Acquired by Marie Müller-Guarneri Foundation                                                   |
| 1484   |                                                                | Naked Men in Swimming Pool                                                                                    | 1923           | Munch Museum, Oslo, Noruega |
| 1485   |                                                                | Naked Men in the Baths                                                                                        | 1923           | Munch Museum, Oslo, Noruega |
| 1486   |                                                                | Naked Men in the Baths                                                                                        | 1923           | Munch Museum, Oslo, Noruega |
| 1487   |                                                                | Naked Man Gripping his Ankle                                                                                  | 1923           | Munch Museum, Oslo, Noruega |
| 1488   |                                                                | Naked Men in Landscape                                                                                        | 1923–30        | Munch Museum, Oslo, Noruega |
| 1489   |                                                                | Naked Men in Landscape                                                                                        | 1923–25        | Munch Museum, Oslo, Noruega |
| 1490   |                                                                | Naked Men in Landscape                                                                                        | 1923–25        | Munch Museum, Oslo, Noruega |
| 1491   |                                                                | Portrait of Female Model                                                                                      | 1923-33        | Munch Museum, Oslo, Noruega |
| 1492   |                                                                | Portrait of Female Model                                                                                      | 1923-26        | Munch Museum, Oslo, Noruega |
| 1493   |                                                                | Young Woman in a Blue Dress, Seated                                                                           | 1924           | Munch Museum, Oslo, Noruega |
| 1494   |                                                                | Two Women, Seated                                                                                             | 1924–26        | Munch Museum, Oslo, Noruega |
| 1495   |                                                                | Model in Wicker Chair                                                                                         | 1924–25        | Coleção particular |
| 1496   |                                                                | Model in Wicker Chair                                                                                         | 1924–25        | Munch Museum, Oslo, Noruega |
| 1497   |                                                                | Woman in a Blue Dress Pouring Coffee                                                                          | 1924–26        | Munch Museum, Oslo, Noruega |
| 1498   |                                                                | Woman in a Blue Dress                                                                                         | 1924–26        | Munch Museum, Oslo, Noruega |
| 1499   |                                                                | Woman in a Blue Dress with her Arms over her Head                                                             | 1924–26        | Desconhecida |
| 1500   |                                                                | Seated Model on the Couch                                                                                     | 1924           | Munch Museum, Oslo, Noruega |
| 1501   |                                                                | Seated Model on the Couch                                                                                     | 1924–26        | Munch Museum, Oslo, Noruega |
| 1502   |                                                                | Woman in a Negligé                                                                                            | 1924–25        | Munch Museum, Oslo, Noruega |
| 1503   |                                                                | The Gothic Girl                                                                                               | 1924           | Coleção particular, Switzerland |
| 1504   |                                                                | Birgit Prestøe in the Garden                                                                                  | 1924–30        | Munch Museum, Oslo, Noruega |
| 1505   |                                                                | Two Women on the Veranda                                                                                      | 1924           | Hirshhorn Museum and Sculpture Garden, Smithsonian Institution, Washington DC, USA. Gift from the Joseph H. Hirshhorn Foundation, 1966 |
| 1506   |                                                                | Young Woman on the Veranda                                                                                    | 1924           | Coleção particular |
| 1507   |                                                                | Woman in Grey                                                                                                 | 1924–25        | Munch Museum, Oslo, Noruega |
| 1508   |                                                                | Vampire in the Forest                                                                                         | 1924–25        | Munch Museum, Oslo, Noruega |
| 1509   |                                                                | Consolation in the Forest                                                                                     | 1924–25        | Munch Museum, Oslo, Noruega |
| 1510   |                                                                | Consolation in the Forest                                                                                     | 1924–25        | Munch Museum, Oslo, Noruega |
| 1511   |                                                                | After the Fall                                                                                                | 1924–25        | Munch Museum, Oslo, Noruega |
| 1512   |                                                                | Seated Male Nude in the Forest                                                                                | 1924–25        | Munch Museum, Oslo, Noruega |
| 1513   |                                                                | At Work by the Greenhouse                                                                                     | 1924           | no:Stavanger kunstmuseum, Stavanger, Norway                                                                                            |
| 1514   |                                                                | Woman | 1924–25        | Munch Museum, Oslo, Noruega |
| 1515   |                                                                | Naked Figures and Sun                                                                                         | 1924–25        | Munch Museum, Oslo, Noruega |
| 1516   |                                                                | Naked Man and Woman, Seated                                                                                   | 1924–25        | Munch Museum, Oslo, Noruega |
| 1517   |                                                                | Naked Man and Woman, Walking                                                                                  | 1924–30        | Munch Museum, Oslo, Noruega |
| 1518   |                                                                | The Rainbow                                                                                                   | 1924           | Munch Museum, Oslo, Noruega |
| 1519   |                                                                | Birgit Prestøe, Portrait Study                                                                                | 1924–25        | Munch Museum, Oslo, Noruega |
| 1520   |                                                                | Nude, Sitting on the Couch                                                                                    | 1925–26        | Munch Museum, Oslo, Noruega |
| 1521   |                                                                | Nude, Sitting on the Couch                                                                                    | 1925–26        | Munch Museum, Oslo, Noruega |
| 1522   |                                                                | Nude with Bowed Head                                                                                          | 1925–30        | Desconhecida |
| 1523   |                                                                | The Wedding of the Bohemian                                                                                   | 1925           | Munch Museum, Oslo, Noruega |
| 1524   |                                                                | The Wedding of the Bohemian                                                                                   | 1925–30        | Munch Museum, Oslo, Noruega |
| 1525   |                                                                | The Wedding of the Bohemian                                                                                   | 1925–30        | Munch Museum, Oslo, Noruega |
| 1526   |                                                                | The Wedding of the Bohemian                                                                                   | 1925–30        | Munch Museum, Oslo, Noruega |
| 1527   |                                                                | The Death of the Bohemian                                                                                     | 1925–26        | Munch Museum, Oslo, Noruega |
| 1528   |                                                                | Oslo Bohemians                                                                                                | 1925–26        | Munch Museum, Oslo, Noruega |
| 1529   |                                                                | Oslo Bohemians                                                                                                | 1925–26        | Munch Museum, Oslo, Noruega |
| 1530   |                                                                | The Wedding of the Bohemian                                                                                   | 1925–30        | Coleção particular |
| 1531   |                                                                | Self-Portrait at the Wedding Table                                                                            | 1925-26        | Munch Museum, Oslo, Noruega |
| 1532   |                                                                | Self-Portrait at the Wedding Table                                                                            | 1925-26        | Munch Museum, Oslo, Noruega |
| 1533   |                                                                | Birgit Prestøe, Portrait Study                                                                                | 1925–26        | Munch Museum, Oslo, Noruega |
| 1534   |                                                                | Self-Portrait with Hand in Pocket                                                                             | 1925–26        | Munch Museum, Oslo, Noruega |
| 1535   |                                                                | Self-Portrait with Dogs                                                                                       | 1925–26        | Pola Museum of Art, Hakone, Japan |
| 1536   |                                                                | Landscape with Red House                                                                                      | 1925–26        | Coleção particular, Switzerland |
| 1537   |                                                                | The House is Burning!                                                                                         | 1925–27        | Munch Museum, Oslo, Noruega |
| 1538   |                                                                | Winter Night                                                                                                  | 1925–30        | Munch Museum, Oslo, Noruega |
| 1539   |                                                                | Mountains | 1925           | Munch Museum, Oslo, Noruega |
| 1540   |                                                                | Mountains | 1925           | Munch Museum, Oslo, Noruega |
| 1541   |                                                                | House with Mountains in the Background                                                                        | 1925           | Munch Museum, Oslo, Noruega |
| 1542   |                                                                | Naked Women by the Sea                                                                                        | 1925–30        | Munch Museum, Oslo, Noruega |
| 1543   |                                                                | Two Women in White on the Beach                                                                               | 1925–30        | Munch Museum, Oslo, Noruega |
| 1544   |                                                                | Standing Nude against Blue Background                                                                         | 1925–30        | Munch Museum, Oslo, Noruega |
| 1545   |                                                                | Meeting in Space                                                                                              | 1925–29        | Munch Museum, Oslo, Noruega |
| 1546   |                                                                | Draft for a Decoration                                                                                        | 1925–29        | Munch Museum, Oslo, Noruega |
| 1547   |                                                                | Draft for a Decoration                                                                                        | 1925–29        | Munch Museum, Oslo, Noruega |
| 1548   |                                                                | Draft for a Decoration                                                                                        | 1925–29        | Munch Museum, Oslo, Noruega |
| 1549   |                                                                | Woman with Airdale Terrier                                                                                    | 1925           | Munch Museum, Oslo, Noruega |
| 1550   |                                                                | Woman in a Blue Coat                                                                                          | 1925           | Munch Museum, Oslo, Noruega |
| 1551   |                                                                | Heinrich C. Hudtwalcker                                                                                       | 1925           | Coleção particular, Switzerland |
| 1552   |                                                                | Heinrich C. Hudtwalcker                                                                                       | 1925           | Munch Museum, Oslo, Noruega |
| 1553   |                                                                | Heinrich C. Hudtwalcker                                                                                       | 1925           | Munch Museum, Oslo, Noruega |
| 1554   |                                                                | Lucien Dedichen and Jappe Nilssen                                                                             | 1925–26        | Munch Museum, Oslo, Noruega |
| 1555   |                                                                | Lucien Dedichen and Jappe Nilssen                                                                             | 1925–26        | Munch Museum, Oslo, Noruega |
| 1556   |                                                                | Lucien Dedichen                                                                                               | 1925–26        | Coleção particular, São Paulo |
| 1557   |                                                                | Jappe Nilssen in a Wicker Chair                                                                               | 1925–26        | Erik M. Vik |
| 1558   |                                                                | Rolf Stenersen                                                                                                | 1925–26        | Munch Museum, Oslo, Noruega |
| 1559   |                                                                | Rolf Stenersen                                                                                                | 1925           | Desconhecida |
| 1560   |                                                                | Winter in Kragerø                                                                                             | 1925–31        | Kunsthaus Zürich, Switzerland |
| 1561   |                                                                | The Sick Child                                                                                                | 1925           | Munch Museum, Oslo, Noruega |
| 1562   |                                                                | Ashes | 1925           | Munch Museum, Oslo, Noruega |
| 1563   |                                                                | The Dance of Life                                                                                             | 1925           | Munch Museum, Oslo, Noruega |
| 1564   |                                                                | Woman | 192            | Munch Museum, Oslo, Noruega |
| 1565   |                                                                | Summer Evening                                                                                                | 1925–27        | Munch Museum, Oslo, Noruega |
| 1566   |                                                                | Life | 1925–30        | Munch Museum, Oslo, Noruega |
| 1567   |                                                                | History | 1926           | Munch Museum, Oslo, Noruega |
| 1568   |                                                                | Street With Chestnut in Blossom                                                                               | 1925–30        | Munch Museum, Oslo, Noruega |
| 1569   |                                                                | Street with Chestnut in Blossom                                                                               | 1925–30        | Coleção particular |
| 1570   |                                                                | The Red House                                                                                                 | 1926           | Coleção particular |
| 1571   |                                                                | The Red House                                                                                                 | 1926           | Coleção particular |
| 1572   |                                                                | The Red House                                                                                                 | 1926–30        | Axel C. Eitzen |
| 1573   |                                                                | Spring Landscape with Red House                                                                               | 1926           | Munch Museum, Oslo, Noruega |
| 1574   |                                                                | Spring Landscape with Red House                                                                               | 1926           | Munch Museum, Oslo, Noruega |
| 1575   |                                                                | The Red House                                                                                                 | 1926           | Munch Museum, Oslo, Noruega |
| 1576   |                                                                | The Red House                                                                                                 | 1926–27        | Desconhecida |
| 1577   |                                                                | Bathing Men                                                                                                   | 1926–30        | Munch Museum, Oslo, Noruega |
| 1578   |                                                                | Bathing Men                                                                                                   | 1926–30        | Munch Museum, Oslo, Noruega |
| 1579   |                                                                | Self-Portrait with Palette                                                                                    | 1926           | Coleção particular |
| 1580   |                                                                | Self-Portrait in Front of the House Wall                                                                      | 1926           | Munch Museum, Oslo, Noruega |
| 1581   |                                                                | Model With Hands Resting on Knees                                                                             | 1926–29        | Munch Museum, Oslo, Noruega |
| 1582   |                                                                | Model with Hands Resting on Knees                                                                             | 1926–29        | Munch Museum, Oslo, Noruega |
| 1583   |                                                                | Woman with Peonies                                                                                            | 1926           | Fram Trust, USA |
| 1584   |                                                                | Woman with Peonies                                                                                            | 1926           | Munch Museum, Oslo, Noruega |
| 1585   |                                                                | Woman in the Garden                                                                                           | 1926           | Munch Museum, Oslo, Noruega |
| 1586   |                                                                | Three Women in the Garden                                                                                     | 1926           | Munch Museum, Oslo, Noruega |
| 1587   |                                                                | Four Women in the Garden                                                                                      | 1926           | Munch Museum, Oslo, Noruega |
| 1588   |                                                                | Two Horses in the Forest                                                                                      | 1926           | Munch Museum, Oslo, Noruega |
| 1589   |                                                                | Two Women in the Garden                                                                                       | 1926           | Munch Museum, Oslo, Noruega |
| 1590   |                                                                | Two Women in the Garden                                                                                       | 1926           | Munch Museum, Oslo, Noruega |
| 1591   |                                                                | The Arbour in Late Autumn                                                                                     | 1926–30        | Munch Museum, Oslo, Noruega |
| 1592   |                                                                | Still Life with Pumpkin and other Vegetables                                                                  | 1926–30        | Munch Museum, Oslo, Noruega |
| 1593   |                                                                | Still Life with Tomatoes, Leek and Casseroles                                                                 | 1926–30        | Munch Museum, Oslo, Noruega |
| 1594   |                                                                | Still Life with Tomatoes, Leek and Casseroles                                                                 | 1926–30        | Munch Museum, Oslo, Noruega |
| 1595   |                                                                | Still Life with Cabbage and other Vegetables                                                                  | 1926–30        | Munch Museum, Oslo, Noruega |
| 1596   |                                                                | The Storm: Left Part                                                                                          | 1926-27        | Probably lost |
| 1597   |                                                                | The Storm: Left Middle Part                                                                                   | 1926-27        | Munch Museum, Oslo, Noruega |
| 1598   |                                                                | The Storm: Right Middle Part                                                                                  | 1926-27        | Munch Museum, Oslo, Noruega |
| 1599   |                                                                | The Storm: Right Part                                                                                         | 1926-27        | Munch Museum, Oslo, Noruega |
| 1600   |                                                                | Naked Man in Rocky Landscape                                                                                  | 1926–27        | Munch Museum, Oslo, Noruega |
| 1601   |                                                                | The Rainbow: Fragment                                                                                         | 1926–27        | Munch Museum, Oslo, Noruega |
| 1602   |                                                                | The Human Mountain: Middle Part                                                                               | 1926-28        | Munch Museum, Oslo, Noruega |
| 1603   |                                                                | The Human Mountain: Left Upper Part                                                                           | 1926-28        | Munch Museum, Oslo, Noruega |
| 1604   |                                                                | The Human Mountain: Left Under Part                                                                           | 1926-28        | Munch Museum, Oslo, Noruega |
| 1605   |                                                                | The Human Mountain: Right Part                                                                                | 1926-29        | Munch Museum, Oslo, Noruega |
| 1606   |                                                                | The Human Mountain: Utter Right Part                                                                          | 1926-28        | Munch Museum, Oslo, Noruega |
| 1607   |                                                                | The Human Mountain: Sphinx                                                                                    | 1927–28        | Munch Museum, Oslo, Noruega |
| 1608   |                                                                | The Human Mountain: Kneeling Nude                                                                             | 1927–28        | Munch Museum, Oslo, Noruega |
| 1609   |                                                                | The Human Mountain: Two Graces                                                                                | 1927           | Munch Museum, Oslo, Noruega |
| 1610   |                                                                | Two Graces | 1927           | Munch Museum, Oslo, Noruega |
| 1611   |                                                                | Two Graces | 1927           | Munch Museum, Oslo, Noruega |
| 1612   |                                                                | The Human Mountain: Sunrays                                                                                   | 1927–29        | Munch Museum, Oslo, Noruega |
| 1613   |                                                                | The Human Mountain: Towards the Light                                                                         | 1927–29        | Munch Museum, Oslo, Noruega |
| 1614   |                                                                | Two Graces | 1927–29        | Munch Museum, Oslo, Noruega |
| 1615   |                                                                | Krotkaja | 1927–29        | Munch Museum, Oslo, Noruega |
| 1616   |                                                                | Naked Figures                                                                                                 | 1927–29        | Munch Museum, Oslo, Noruega |
| 1617   |                                                                | Kneeling Female Figure                                                                                        | 1927-29        | Munch Museum, Oslo, Noruega |
| 1618   |                                                                | Red House and Spruces                                                                                         | 1927           | Munch Museum, Oslo, Noruega |
| 1619   |                                                                | Red House and Spruces                                                                                         | 1927           | Munch Museum, Oslo, Noruega |
| 1620   |                                                                | Dog's Face | 1927           | Stenersen Museum, Oslo, Noruega. A gift from Rolf E. Stenersen to the city of Oslo                                                     |
| 1621   |                                                                | Three Men | 1927–30        | Munch Museum, Oslo, Noruega |
| 1622   |                                                                | Around the Drinking Table                                                                                     | 1927-30        | Munch Museum, Oslo, Noruega |
| 1623   |                                                                | P.A. Munch's Grave in Rome                                                                                    | 1927           | Munch Museum, Oslo, Noruega |
| 1624   |                                                                | P.A. Munch's Grave in Rome                                                                                    | 1927           | Munch Museum, Oslo, Noruega |
| 1625   |                                                                | Forest Study                                                                                                  | 1927?          | Munch Museum, Oslo, Noruega |
| 1626   |                                                                | Evening Mood                                                                                                  | Ca. 1927       | Munch Museum, Oslo, Noruega |
| 1627   |                                                                | Frimann Koren                                                                                                 | 1927           | Munch Museum, Oslo, Noruega |
| 1628   |                                                                | Frimann Koren                                                                                                 | 1927           | Munch Museum, Oslo, Noruega |
| 1629   |                                                                | Maria Agatha Meier                                                                                            | 1927           | Munch Museum, Oslo, Noruega |
| 1630   |                                                                | Maria Agatha Meier                                                                                            | 1927           | Coleção particular |
| 1631   |                                                                | The Sick Child                                                                                                | 1927           | Munch Museum, Oslo, Noruega |
| 1632   |                                                                | The Girls on the Bridge                                                                                       | 1927           | Munch Museum, Oslo, Noruega |
| 1633   |                                                                | Forest | 1927           | Neue Nationalgalerie, Berlin, Germany                                                                                                  |
| 1634   |                                                                | The Fairytale Forest                                                                                          | 1927–29        | Coleção particular |
| 1635   |                                                                | Beneath the Red Apples                                                                                        | 1927–30        | Munch Museum, Oslo, Noruega |
| 1636   |                                                                | Apple Tree in the Garden at Ekely                                                                             | 1928–29        | Coleção particular |
| 1637   |                                                                | Fredrik Stang                                                                                                 | 1927–28        | Munch Museum, Oslo, Noruega |
| 1638   |                                                                | Otto Blehr | 1927–30        | Storting, Oslo, Noruega |
| 1639   |                                                                | Otto Blehr | 1927–30        | Munch Museum, Oslo, Noruega |
| 1640   |                                                                | Winter Forest                                                                                                 | 1927–30        | Munch Museum, Oslo, Noruega |
| 1641   |                                                                | Galloping White Horse                                                                                         | 1928           | Munch Museum, Oslo, Noruega |
| 1642   |                                                                | Large Deciduous Tree                                                                                          | 1928–30        | Munch Museum, Oslo, Noruega |
| 1643   |                                                                | Adam and Eve                                                                                                  | 1928           | Munch Museum, Oslo, Noruega |
| 1644   |                                                                | Adam and Eve                                                                                                  | 1928           | Munch Museum, Oslo, Noruega |
| 1645   |                                                                | Woman in a Red Dress                                                                                          | 1927–30        | Coleção particular |
| 1646   |                                                                | Woman in the Garden                                                                                           | 1928           | Desconhecida |
| 1647   |                                                                | Horse Team on a Building Site                                                                                 | 1928–29        | Munch Museum, Oslo, Noruega |
| 1648   |                                                                | Winter Studio under Construction                                                                              | 1929           | Munch Museum, Oslo, Noruega |
| 1649   |                                                                | Building Worker                                                                                               | 1929           | Munch Museum, Oslo, Noruega |
| 1650   |                                                                | The Building of the Winter Studio                                                                             | 1929           | Munch Museum, Oslo, Noruega |
| 1651   |                                                                | Workers on the Building Site                                                                                  | 1929–31        | Munch Museum, Oslo, Noruega |
| 1652   |                                                                | Workers on the Building Site                                                                                  | 1929–31        | Munch Museum, Oslo, Noruega |
| 1653   |                                                                | Workers on the Building Site                                                                                  | 1929–31        | Munch Museum, Oslo, Noruega |
| 1654   |                                                                | Bricklayer | 1929           | Munch Museum, Oslo, Noruega |
| 1655   |                                                                | Kragerø in Spring                                                                                             | 1929           | Coleção particular, USA |
| 1656   |                                                                | Kragerø in Spring                                                                                             | 1929?          | Harvard Art Museums, Busch-Reisinger Museum, Cambridge, Massachusetts, USA                                                             |
| 1657   |                                                                | Horses Ploughing                                                                                              | 1929?          | Munch Museum, Oslo, Noruega |
| 1658   |                                                                | Bathing Men                                                                                                   | 1929           | Munch Museum, Oslo, Noruega |
| 1659   |                                                                | People Wandering in the Garden                                                                                | 1929–30        | Munch Museum, Oslo, Noruega |
| 1660   |                                                                | Alma Mater | 1929           | Munch Museum, Oslo, Noruega |
| 1661   |                                                                | Jealousy in the Garden                                                                                        | 1929–30        | Munch Museum, Oslo, Noruega |
| 1662   |                                                                | Jealousy in the Garden                                                                                        | 1929–30        | Munch Museum, Oslo, Noruega |
| 1663   |                                                                | Woman with Samoyed                                                                                            | 1929–30        | Munch Museum, Oslo, Noruega |
| 1664   |                                                                | Woman with Samoyed                                                                                            | 1929–30        | Munch Museum, Oslo, Noruega |
| 1665   |                                                                | Woman with Samoyed                                                                                            | 1929–30        | Munch Museum, Oslo, Noruega |
| 1666   |                                                                | Model in the Garden                                                                                           | 1930           | Munch Museum, Oslo, Noruega |
| 1667   |                                                                | Walking in the Garden                                                                                         | 1930           | Desconhecida |
| 1668   |                                                                | Charlotte Corday                                                                                              | 1930           | Munch Museum, Oslo, Noruega |
| 1669   |                                                                | Marat in the Bath and Charlotte Corday                                                                        | 1930           | Munch Museum, Oslo, Noruega |
| 1670   |                                                                | Marat in the Bath and Charlotte Corday                                                                        | 1930           | Munch Museum, Oslo, Noruega |
| 1671   |                                                                | Charlotte Corday                                                                                              | 1930           | Munch Museum, Oslo, Noruega |
| 1672   |                                                                | Winter Night                                                                                                  | 1930–31        | The Art Museums in Bergen, Norway. Bergen Art Museum (Stenersen's Collection)                                                          |
| 1673   |                                                                | Old Firsherman on Snow-covered Coast                                                                          | 1930           | Coleção particular |
| 1674   |                                                                | Self-Portrait with Wounded Eye                                                                                | Ca. 1930       | Munch Museum, Oslo, Noruega |
| 1675   |                                                                | Disturbed Vision                                                                                              | 1930           | Munch Museum, Oslo, Noruega |
| 1676   |                                                                | Disturbed Vision                                                                                              | 1930           | Munch Museum, Oslo, Noruega |
| 1677   |                                                                | Self-Portrait on the Glass Veranda                                                                            | 1930–33        | Munch Museum, Oslo, Noruega |
| 1678   |                                                                | Self-Portrait on the Glass Veranda                                                                            | 1930–33        | Munch Museum, Oslo, Noruega |
| 1679   |                                                                | Woman with Small Boy                                                                                          | 1930           | Munch Museum, Oslo, Noruega |
| 1680   |                                                                | Forest with Birch Trunks                                                                                      | 1930–35        | Munch Museum, Oslo, Noruega |
| 1681   |                                                                | Bathing Woman and Children                                                                                    | 1930–35        | Munch Museum, Oslo, Noruega |
| 1682   |                                                                | Alma Mater: Figure Study                                                                                      | 1930–40        | Munch Museum, Oslo, Noruega |
| 1683   |                                                                | Street Workers in Snow                                                                                        | 1931–33        | Munch Museum, Oslo, Noruega |
| 1684   |                                                                | Snow Shovellers on the Building Site                                                                          | 1931–33        | Munch Museum, Oslo, Noruega |
| 1685   |                                                                | Workers on the Building Site. Draft for a Decoration of Oslo City Hall                                        | 1931–33        | Munch Museum, Oslo, Noruega |
| 1686   |                                                                | Workers in Snow: Five Fragments                                                                               | 1931–33        | Munch Museum, Oslo, Noruega |
| 1687   |                                                                | Workers in Snow: Fragment                                                                                     | 1931–33        | Munch Museum, Oslo, Noruega |
| 1688   |                                                                | Street Workers in Snow: Fragment                                                                              | 1931–33        | Munch Museum, Oslo, Noruega |
| 1689   |                                                                | Summer on Karl Johan                                                                                          | 1931           | The Art Museums in Bergen, Norway. Bergen Art Museum (Stenersen's Collection)                                                          |
| 1690   |                                                                | The Wave | 1931           | Munch Museum, Oslo, Noruega |
| 1691   |                                                                | Fritz H. Frølich                                                                                              | 1931           | Munch Museum, Oslo, Noruega |
| 1692   |                                                                | Fritz H. Frølich                                                                                              | 1931           | Coleção particular |
| 1693   |                                                                | Apple Tree in the garden                                                                                      | 1932–42        | Munch Museum, Oslo, Noruega |
| 1694   |                                                                | Man with Horse                                                                                                | 1932–40        | Munch Museum, Oslo, Noruega |
| 1695   |                                                                | Henriette Olsen                                                                                               | 1932           | Coleção particular |
| 1696   |                                                                | Henriette Olsen                                                                                               | 1932           | Munch Museum, Oslo, Noruega |
| 1697   |                                                                | Henriette Olsen                                                                                               | 1932           | Coleção particular |
| 1698   |                                                                | Maggie Torkildsen                                                                                             | 1932           | Coleção particular |
| 1699   |                                                                | Maggie Torkildsen                                                                                             | 1932           | Munch Museum, Oslo, Noruega |
| 1700   |                                                                | The Girl from Nordland                                                                                        | 1932           | Munch Museum, Oslo, Noruega |
| 1701   |                                                                | The Girl from Nordland: Five Fragments                                                                        | 1932           | Munch Museum, Oslo, Noruega |
| 1702   |                                                                | The Girl from Nordland                                                                                        | 1932           | Munch Museum, Oslo, Noruega |
| 1703   |                                                                | de:Eberhard Grisebach                                                                                         | 1932           | Munch Museum, Oslo, Noruega |
| 1704   |                                                                | de:Eberhard Grisebach                                                                                         | 1932           | Munch Museum, Oslo, Noruega |
| 1705   |                                                                | de:Eberhard Grisebach                                                                                         | 1932           | Munch Museum, Oslo, Noruega |
| 1706   |                                                                | de:Eberhard Grisebach                                                                                         | 1932           | Munch Museum, Oslo, Noruega |
| 1707   |                                                                | Hanna Brieschke in Åsgårdstrand                                                                               | 1932           | Munch Museum, Oslo, Noruega |
| 1708   |                                                                | Hanna Brieschke in Åsgårdstrand                                                                               | 1932           | Munch Museum, Oslo, Noruega |
| 1709   |                                                                | The Splitting of Faust                                                                                        | 1932–35        | Munch Museum, Oslo, Noruega |
| 1710   |                                                                | The Fight | 1932–35        | Munch Museum, Oslo, Noruega |
| 1711   |                                                                | The Fight | 1932           | Munch Museum, Oslo, Noruega |
| 1712   |                                                                | Uninvited Guests                                                                                              | 1932–35        | Munch Museum, Oslo, Noruega |
| 1713   |                                                                | Rowboats at Åsgårdstrand                                                                                      | 1932–33        | Desconhecida |
| 1714   |                                                                | Boys Bathing                                                                                                  | 1932–33        | Desconhecida |
| 1715   |                                                                | The Girls on the Bridge                                                                                       | 1933–35        | Kimbell Art Museum, Fort Worth, Texas, USA                                                                                             |
| 1716   |                                                                | Meeting on the Beach                                                                                          | 1933–35        | Munch Museum, Oslo, Noruega |
| 1717   |                                                                | Two Women on the Shore                                                                                        | 1933–35        | Munch Museum, Oslo, Noruega |
| 1718   |                                                                | Two Women on the Shore                                                                                        | 1933–35        | Munch Museum, Oslo, Noruega |
| 1719   |                                                                | Two human Beings. The Lonely Ones                                                                             | 1933–35        | Munch Museum, Oslo, Noruega |
| 1720   |                                                                | Jealousy | 1933–35        | Munch Museum, Oslo, Noruega |
| 1721   |                                                                | The Women on the Bridge                                                                                       | 1934–40        | Munch Museum, Oslo, Noruega |
| 1722   |                                                                | The Red House                                                                                                 | 1934–35        | Munch Museum, Oslo, Noruega |
| 1723   |                                                                | The Red House                                                                                                 | 1934–35        | Munch Museum, Oslo, Noruega |
| 1724   |                                                                | Karl Wefring                                                                                                  | 1934–35        | Munch Museum, Oslo, Noruega |
| 1725   |                                                                | Karl Wefring                                                                                                  | 1934–35        | Munch Museum, Oslo, Noruega |
| 1726   |                                                                | Annie Stenersen                                                                                               | 1934           | Axel C. Eitzen |
| 1727   |                                                                | Annie Stenersen                                                                                               | 1934           | Munch Museum, Oslo, Noruega |
| 1728   |                                                                | Female Head                                                                                                   | 1934?          | Munch Museum, Oslo, Noruega |
| 1729   |                                                                | Johan Martin and Sten Stenersen                                                                               | 1935           | Desconhecida |
| 1730   |                                                                | Johan Martin and Sten Stenersen                                                                               | 1935           | Munch Museum, Oslo, Noruega |
| 1731   |                                                                | Johan Martin and Sten Stenersen                                                                               | 1935           | Munch Museum, Oslo, Noruega |
| 1732   |                                                                | Ebba Ridderstad                                                                                               | 1935           | Munch Museum, Oslo, Noruega |
| 1733   |                                                                | Ebba Ridderstad                                                                                               | 1935           | Munch Museum, Oslo, Noruega |
| 1734   |                                                                | Ebba Ridderstad                                                                                               | 1935           | Coleção particular |
| 1735   |                                                                | Ebba Ridderstad and Marika Pauli                                                                              | 1935           | Munch Museum, Oslo, Noruega |
| 1736   |                                                                | Andreas Reading                                                                                               | 1935–36?       | Munch Museum, Oslo, Noruega |
| 1737   |                                                                | Spring at Ekely                                                                                               | 1935–43        | Munch Museum, Oslo, Noruega |
| 1738   |                                                                | Under the Chestnut Tree                                                                                       | 1937           | Munch Museum, Oslo, Noruega |
| 1739   |                                                                | Under the Chestnut Tree                                                                                       | 1937           | Munch Museum, Oslo, Noruega |
| 1740   |                                                                | Encounter beneath the Chestnut Tree                                                                           | 1937           | Munch Museum, Oslo, Noruega |
| 1741   |                                                                | Encounter beneath the Chestnut Tree                                                                           | 1937           | Munch Museum, Oslo, Noruega |
| 1742   |                                                                | Nicolai Rygg                                                                                                  | 1937–38        | Coleção particular |
| 1743   |                                                                | Nicolai Rygg                                                                                                  | 1938           | Norges Bank |
| 1744   |                                                                | Nicolai Rygg                                                                                                  | 1938           | University of Central Oklahoma, Edmond, Oklahoma, USA                                                                                  |
| 1745   |                                                                | Henrik Bull                                                                                                   | 1939           | Coleção particular |
| 1746   |                                                                | Henrik Bull                                                                                                   | 1939           | Munch Museum, Oslo, Noruega |
| 1747   |                                                                | Hand Reaching out for Bottles                                                                                 | 1938 (?)       | Munch Museum, Oslo, Noruega |
| 1748   |                                                                | Self-Portrait with Bottles                                                                                    | 1938 (?)       | Munch Museum, Oslo, Noruega |
| 1749   |                                                                | Self-Portrait by the Window                                                                                   | Ca. 1940       | Munch Museum, Oslo, Noruega |
| 1750   |                                                                | Self-Portrait, with a Cod's Head on the Plate                                                                 | 1940–42        | Munch Museum, Oslo, Noruega |
| 1751   |                                                                | Autumn Landscape                                                                                              | 1940–43        | Munch Museum, Oslo, Noruega |
| 1752   |                                                                | Self-Portrait                                                                                                 | 1940–43        | Munch Museum, Oslo, Noruega |
| 1753   |                                                                | Anemones | 19             | Munch Museum, Oslo, Noruega |
| 1754   |                                                                | People Sunbathing in a Bay                                                                                    | 1940–42        | Munch Museum, Oslo, Noruega |
| 1755   |                                                                | Naked Men in Birch Forest                                                                                     | 1940–42        | Munch Museum, Oslo, Noruega |
| 1756   |                                                                | Beach | 1940–43        | Munch Museum, Oslo, Noruega |
| 1757   |                                                                | People Sunbathing                                                                                             | 1940–42        | Munch Museum, Oslo, Noruega |
| 1758   |                                                                | Beach | 1940–43        | Munch Museum, Oslo, Noruega |
| 1759   |                                                                | Beach Scene                                                                                                   | 1940–43        | Munch Museum, Oslo, Noruega |
| 1760   |                                                                | Beach Scene                                                                                                   | 1940–43        | Munch Museum, Oslo, Noruega |
| 1761   |                                                                | Beach Scene                                                                                                   | 1940–43        | Coleção particular |
| 1762   |                                                                | Bathers on the Beach                                                                                          | 1940–42        | Munch Museum, Oslo, Noruega |
| 1763   |                                                                | Alma Mater | 1940           | Munch Museum, Oslo, Noruega |
| 1764   |                                                                | Self-Portrait. Between the Clock and the Bed                                                                  | 1940–43        | Munch Museum, Oslo, Noruega |
| 1765   |                                                                | Visiting at Ekely                                                                                             | 1942           | Munch Museum, Oslo, Noruega |
| 1766   |                                                                | Visiting at Ekely                                                                                             | 1942           | Munch Museum, Oslo, Noruega |
| 1767   |                                                                | Study of a Head                                                                                               | 1942–43        | Munch Museum, Oslo, Noruega |
| 1768   |                                                                | Young Woman                                                                                                   | 1942           | Munch Museum, Oslo, Noruega |
| 1769   |                                                                | Female Nude                                                                                                   | 1942           | Munch Museum, Oslo, Noruega |
| 1770   |                                                                | Woman with Pumpkin                                                                                            | 1942           | Munch Museum, Oslo, Noruega |
| 1771   |                                                                | Woman with Pumpkin                                                                                            | 1942           | Munch Museum, Oslo, Noruega |
| 1772   |                                                                | Flirting in the Park                                                                                          | 1942           | Munch Museum, Oslo, Noruega |
| 1773   |                                                                | Flirting in the Park                                                                                          | 1942           | Munch Museum, Oslo, Noruega |
| 1774   |                                                                | Midsummer Night's Eve                                                                                         | 1942           | Munch Museum, Oslo, Noruega |
| 1775   |                                                                | Two Women by the veranda Steps                                                                                | 1942           | Munch Museum, Oslo, Noruega |
| 1776   |                                                                | Woman by the veranda Steps                                                                                    | 1942           | Munch Museum, Oslo, Noruega |
| 1777   |                                                                | Painter by the Wall                                                                                           | 1942           | Munch Museum, Oslo, Noruega |
| 1778   |                                                                | Haymaking | 1942           | Munch Museum, Oslo, Noruega |
| 1779   |                                                                | Haymaking | 1942           | Munch Museum, Oslo, Noruega |
| 1780   |                                                                | Dog's Head | 1942           | Munch Museum, Oslo, Noruega |
| 1781   |                                                                | Self-Portrait by the Arbour                                                                                   | 1942           | Munch Museum, Oslo, Noruega |
| 1782   |                                                                | Rolf Hansen                                                                                                   | 1943           | Munch Museum, Oslo, Noruega |
| 1783   |                                                                | Rolf Hansen                                                                                                   | 1943           | Munch Museum, Oslo, Noruega |
| 1784   |                                                                | Rolf Hansen                                                                                                   | 1943           | Munch Museum, Oslo, Noruega |
| 1785   |                                                                | Rolf Hansen                                                                                                   | 1943           | Munch Museum, Oslo, Noruega |
| 1786   |                                                                | Portrait of a Man                                                                                             | 1943           | Munch Museum, Oslo, Noruega |
| 1787   |                                                                | Erik Pedersen                                                                                                 | 1943           | Solomon R. Guggenheim Museum, New York City, USA                                                                                       |
| 1788   |                                                                | The Man in the Cabbage Field                                                                                  | 1943           | Munch Museum, Oslo, Noruega |
| 1789   |                                                                | Self-Portrait with Pastel Stick                                                                               | 1943           | Munch Museum, Oslo, Noruega |